# 新幹線0系電車
新幹線0系電車（しんかんせん0けいでんしゃ）は、日本国有鉄道（国鉄）が1964年（昭和39年）の東海道新幹線開業に合わせて開発された、日本初の営業用新幹線電車である。
「世界初の高速鉄道車両」としても知られ、1964年（昭和39年）から1986年（昭和61年）まで38次にわたり、改良を重ねつつ総計3,216両が製造された。世界で初めて200 km/h を超える営業運転を達成し、航空機に範をとった丸みを帯びた先頭形状と、青と白に塗り分けられた流線形の外観で、初期の新幹線のイメージを確立した。1965年（昭和40年）、第8回鉄道友の会ブルーリボン賞を受賞。
1964年の開業から、東海道・山陽新幹線用として足かけ44年にわたって運用されたが、2008年（平成20年）11月30日に定期営業運転を終了、2008年12月14日のさよなら運転をもって営業運転を終えた。

## 概要
1964年（昭和39年）から1986年（昭和61年）までの23年間・38次にわたり、東海道・山陽新幹線用の初代車両として改良を重ねつつ、224編成3,216両（基本番台2288両、1000番台619両、2000番台309両）が製造された。初期製造車を同じ0系新造車で置き換えた（後述）ため、在籍両数は1976年（昭和51年）の2,338両（うち2両は保留車）が最多である。JR発足時にはJR東海に1,339両｛H編成（N編成2本・NH編成19本・H編成32本）の合計53本、S編成（SK編成26本・S編成12本）の合計38本、保留車35両}、JR西日本に715両｛H編成（N編成1本・NH編成16本・H編成15本）の合計32本、SK編成5本、R編成21本、保留車17両}が承継された。

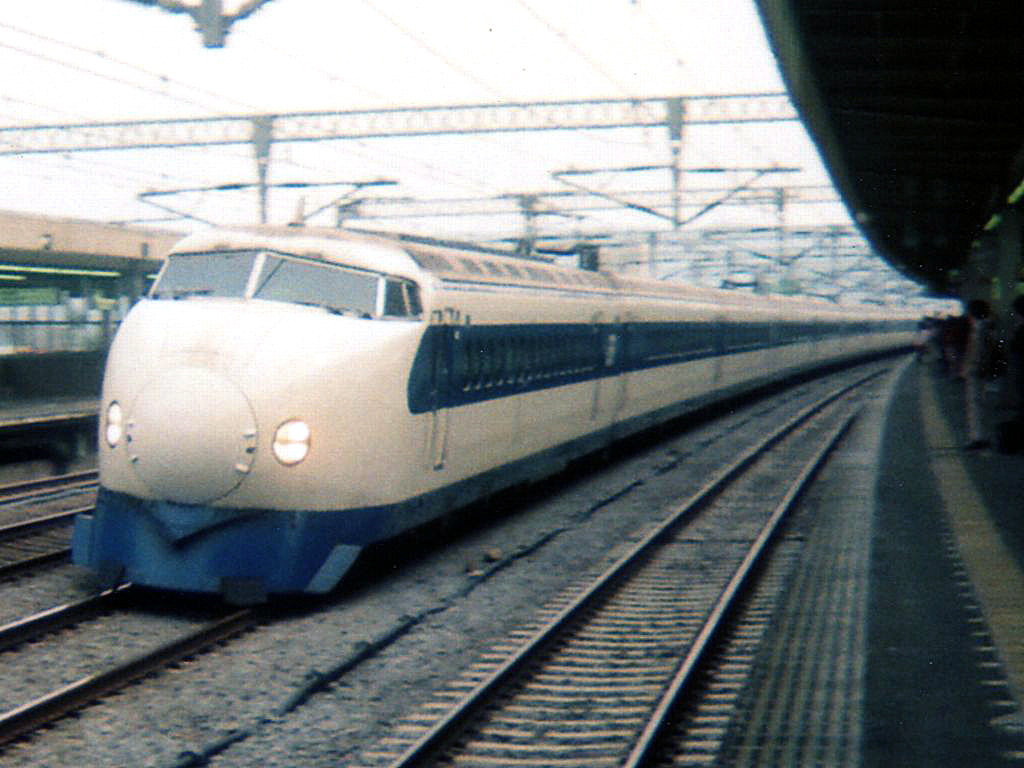
東海道新幹線時代の0系

航空機（特に旅客機）に範をとった丸みのある先頭形状と、青・白塗り分けのスマートかつ愛嬌のある外観を備える。初期の新幹線のイメージを確立した車両であり、戦後日本の高度成長時代を象徴する存在として、人々から長く親しまれた。1980年（昭和55年）頃までの書籍などでは「旅客機を思わせる先頭部」、「まるで地面を走る航空機」と形容されることが多かったが、晩年は後に登場した新型新幹線車両と比べ「団子鼻」と称されるようになった。
名称として「0系」と表現されることが増えたのは東北・上越新幹線用の200系が落成した1980年（昭和55年）頃からのことで、1970年代以前は単に「新幹線電車」（しんかんせんでんしゃ）と表現されることが多かった。文献によっては「000系」と表現されることもあるが、1970年代以前にも鉄道関係の書籍や雑誌で「0系」と記した例が存在する。

### 略歴
1965年（昭和40年）には、鉄道友の会のブルーリボン賞史上最大の得票率となる70.3 %で、第8回ブルーリボン賞を受賞した。当時は「0系」の呼称が使われていなかったため、「東海道新幹線用旅客電車」という名称で表彰状が授与された。
東海道新幹線開業時は12両編成だったが、1970年に日本万国博覧会（大阪万博）が開催された際、輸送力増強のため16両編成化された。
1975年（昭和50年）の山陽新幹線博多開業を控えた1974年（昭和49年）からは、食堂車が組み込まれた。
1976年から前述したように開通時から使用されてきた1次車の廃車が始まり、1978年10月までに廃車・解体が行われた。
1985年（昭和60年）には、山陽新幹線開業時に増備された0系を置き換えるため、後継車両として100系が開発されたが、0系の増備は国鉄分割民営化直前の1986年（昭和61年）4月まで続けられた。
1986年（昭和61年）に最高速度を開業当初からの210 km/h から220 km/h に引き上げ、ATC作動速度も210 km/h から225 km/h へと変更された。
1992年（平成4年）加速度を1.0 km/h/sから1.2 km/h/sに変更、これは100系やこの年に登場した300系の加速度が1.6 km/h/sであり、このままではダイヤに影響を及ぼすためである。
1999年（平成11年）9月18日の「こだま」473号（YK8編成）で東海道区間における最後の定期運用を終え、0系は東海道新幹線から完全に撤退した。
2001年（平成13年）にはイギリス・ヨークの国立鉄道博物館に先頭車1両（22-141）が西日本旅客鉄道（JR西日本）によって寄贈されている。これ以外には、建築限界測定車として改造を受けた先頭車両（21-5035）が中華民国（台湾高速鉄道）へ渡った。
2007年（平成19年）8月にはYS-11などとともに機械遺産として認定された。
2008年（平成20年）11月30日に岡山14時51分発、博多18時21分着の「こだま」659号（R68編成）をもって、0系の定期運用を終了。同年12月6日・13日・14日に新大阪 - 博多間にて「ひかり号」として「0系さよなら運転」が行われ、12月14日に新大阪14時56分発、博多18時1分着の臨時「ひかり」347号（R61編成）をもって営業運転を終了した。その後は全車が廃車され、車種としては廃止された。

### 長期増備の原因
東海道新幹線の建設から開業までは時間的にかなり限られていて、車両開発に十分な時間を割けなかったため、モデル車両「1000形」をベースにした車両（現在の0系）を開発し、そこから得られた改良箇所を後継車両（0系増備車）に反映させる計画だった。この車両は全国新幹線網成立の時点で周波数50 Hz/60 Hz 両用車両にする構想だった。この一環として951形・961形といった試験車両が製作された。また後継車両のために100代形式を欠番扱いとし、東北・上越新幹線用営業車両には200系の形式称号が与えられた。なお、実際には計画どおりにはならなかった。
新幹線車両は当初の耐用年数を20年と想定していたが、連日の長距離高速（高負荷）運転による酷使の結果、車体と機器、両面の劣化が予想より早く進行したため（特に車内の気密性の低下が問題となった）、初期製造車は12年目の法定検査切れの車両より廃車が始まった。以上のような理由から、1976年（昭和51年）9月より1・2次車の淘汰が開始されたが、当時の国鉄の財務状況の悪化や、労働紛争の影響で、国鉄内部では車両を含めた技術革新が停滞していた。その一方、0系の基本性能は必要な水準を満たしており、なおかつそれが安定していたことからも、当時の動労をはじめとする労働組合は新型車両の導入に否定的であった。さらには0系の増備を過剰に推し進めた結果、ひとつの編成中で車両の経年が不揃いとなっていったことも合わせ、既存の車両と混成・編成替えを行う都合などから、互換性を配慮する必要も生じた。
このため0系を新しく製造して古い0系を置き換える状態が続き、約22年間・38次にわたって、細部の改良を重ねながら0系が発注・製造され続けることになった。なお、JR東海会長葛西敬之「国鉄改革の真実」によると、編成価格は約30億円である。

#### 民営化後の在籍数の変化
国鉄時代は基本番台のうち1次車 - 11次車までの1162両が廃車された。基本番台車はJR東海に768両、JR西日本に358両がそれぞれ承継された。JR東海車は1987年、JR西日本車は1989年より基本番台から優先的に廃車が進められ、各年度廃車両数はJR東海が1998年度の160両、JR西日本が1997年度の106両がそれぞれ最大となった。
基本番台車はJR東海は1998年、JR西日本は2001年に、1000番台車は2005年を最後に全車廃車となった。
|         | JR東海 | JR東海 | JR東海 | JR東海 | JR西日本 | JR西日本 | JR西日本 | JR西日本 | 廃車両数                           | 動き |
| 年/番台 | 0      | 1000   | 2000   | 計     | 0        | 1000     | 2000     | 計       | 廃車両数                           | 動き |
| ------- | ------ | ------ | ------ | ------ | -------- | -------- | -------- | -------- | ---------------------------------- | --- |
| 1987    | 768両  | 393両  | 178両  | 1339両 | 358両    | 226両    | 131両    | 715両    |                                    | 国鉄分割民営化によりJR東海・JR西日本が誕生。 |
| 1988    | 736両  | 393両  | 178両  | 1307両 | 358両    | 226両    | 131両    | 715両    | JR東海:32両                        | ウエストひかり 登場。 |
| 1989    | 708両  | 393両  | 178両  | 1279両 | 336両    | 226両    | 131両    | 693両    | JR東海:28両 JR西日本:22両          | ウエストひかり編成を12両編成に増強。 |
| 1990    | 604両  | 375両  | 172両  | 1151両 | 310両    | 226両    | 131両    | 667両    | JR東海:126両+譲渡2両 JR西日本:28両 | S・Sk編成をY・Yk編成へ組み換え。先頭車2両がJR東海からJR西日本へ譲渡。                                                                             |
| 1991    | 522両  | 368両  | 172両  | 1062両 | 299両    | 226両    | 131両    | 656両    | JR東海:89両 JR西日本:11両          | JR東海所属車は全車16両編成に統一。 |
| 1992    | 473両  | 360両  | 172両  | 1005両 | 266両    | 226両    | 131両    | 623両    | JR東海:57両 JR西日本:33両          | 「のぞみ」運行開始に伴い、起動加速度を変更。 |
| 1993    | 382両  | 345両  | 172両  | 899両  | 217両    | 226両    | 131両    | 574両    | JR東海:106両 JR西日本:49両         | 35形が形式消滅。 |
| 1994    | 303両  | 320両  | 172両  | 775両  | 189両    | 226両    | 131両    | 546両    | JR東海:124両 JR西日本:28両         | |
| 1995    | 204両  | 290両  | 172両  | 666両  | 179両    | 226両    | 131両    | 536両    | JR東海:109両 JR西日本:10両         | 阪神淡路大震災 発生。 ウエストひかり シネマカー運用終了。                                                                                         |
| 1996    | 130両  | 239両  | 172両  | 541両  | 165両    | 226両    | 131両    | 522両    | JR東海:125両 JR西日本:14両         | JR東海所属ひかり編成消滅。 WR編成が一時消滅。 ファミリーひかり編成が登場。                                                                        |
| 1997    | 54両   | 174両  | 168両  | 396両  | 124両    | 210両    | 131両    | 465両    | JR東海:145両 JR西日本:57両         | Y編成消滅。JR東海所属車はYK編成のみとなる。 |
| 1998    | 7両    | 100両  | 133両  | 240両  | 50両     | 180両    | 129両    | 359両    | JR東海:156両 JR西日本:106両        | Q編成が登場。 |
| 1999    | -      | 18両   | 62両   | 80両   | 10両     | 139両    | 126両    | 275両    | JR東海:160両 JR西日本:84両         | JR東海から大窓車が消滅。 |
| 2000    | -      | -      | -      | 0両    | 2両      | 112両    | 121両    | 235両    | JR東海:80両 JR西日本:40両          | 東海道新幹線での運用を終了。 NH・YK編成及びJR東海から0系が消滅。 15形及び27・36形が形式消滅。 ウエストひかり編成を短編成化した2代目WR編成が登場。 |
| 2001    | -      | -      | -      | -      | -        | 73両     | 108両    | 181両    | JR西日本:54両                      | ウエストひかり 廃止。 Sk編成及び16形が形式消滅。 大窓車の営業運転が全て終了。                                                                     |
| 2002    | -      | -      | -      | -      | -        | 51両     | 104両    | 155両    | JR西日本:26両                      | Q編成が消滅。 |
| 2003    | -      | -      | -      | -      | -        | 22両     | 80両     | 102両    | JR西日本:53両                      | ひかりレールスターをベースとした新塗装車が登場。                                                                                                  |
| 2004    | -      | -      | -      | -      | -        | 7両      | 71両     | 78両     | JR西日本:24両                      | |
| 2005    | -      | -      | -      | -      | -        | 4両      | 56両     | 60両     | JR西日本:18両                      | ファミリーひかり編成が消滅。 |
| 2006    | -      | -      | -      | -      | -        | -        | 48両     | 48両     | JR西日本:12両                      | R編成及び1000番台車が消滅。残るはWR編成のみとなった。                                                                                             |
| 2007    | -      | -      | -      | -      | -        | -        | 36両     | 36両     | JR西日本:12両                      | |
| 2008    | -      | -      | -      | -      | -        | -        | 30両     | 30両     | JR西日本:6両                       | 37形が形式消滅。 |
| 2009    | -      | -      | -      | -      | -        | -        | -        | 0両      | JR西日本:30両                      | 0系 営業運転終了。 |

## 構造
日本初の超高速鉄道車両であるが、設計にあたっては以下の2つのコンセプトを基にして開発された。
- 未経験の新技術は使わず、それまでに日本の鉄道が蓄積した実証済みの技術（プルーブン・テクニック）を組み合わせる
- 将来に改良の余地を残す

大方の基本設計は変わらなかったものの、製造期間が約23年・38次の長期にわたったことから、マイナーチェンジは何度も行われていた。特に22次車（1000番台）では窓構造や床下機器の面で、30次車（2000番台）では車内設備の面で0系としては大きな変更があった。

### 車体

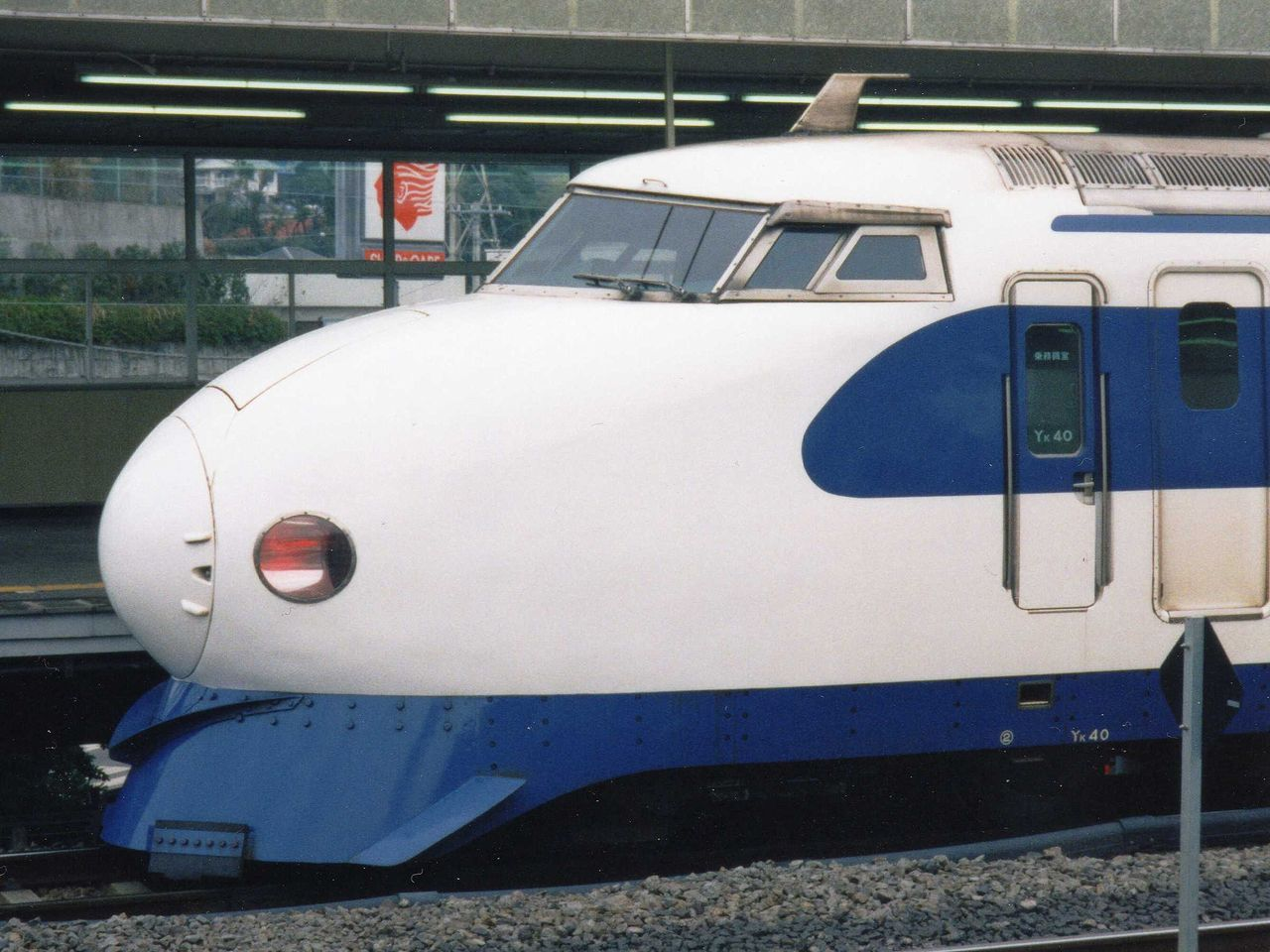
前頭部。乗務員室の直上にあるのが「静電アンテナ」

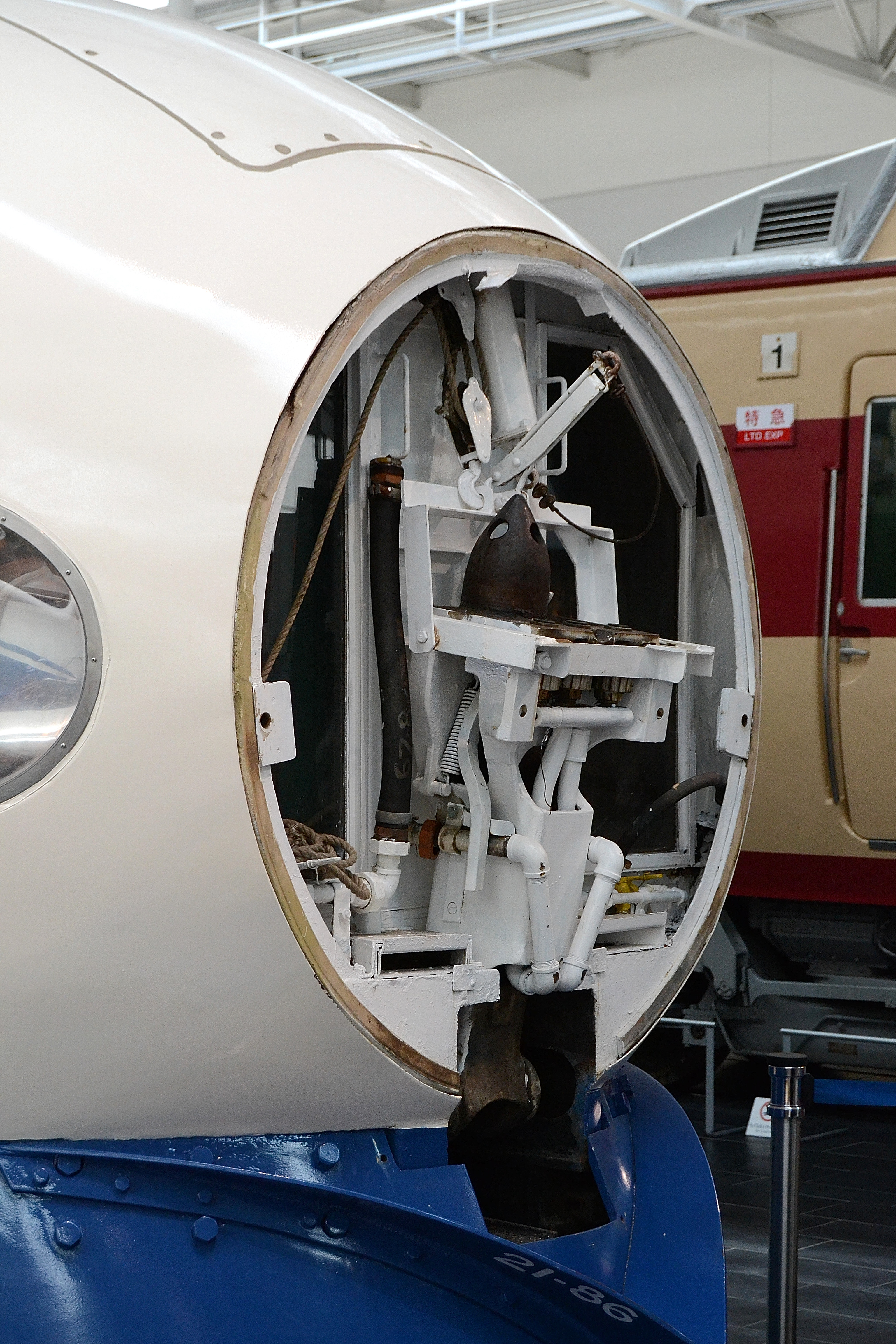
前頭部先端に装備されている非常用の連結器

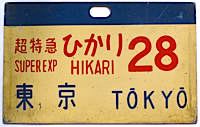
初期に使用された行先標

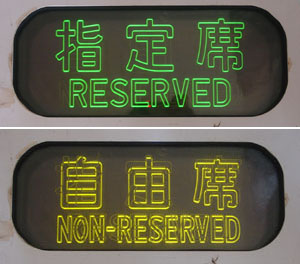
座席指定表示器(スリムライン)

車体長24.5 m、車体幅3,380 mm と非常に大型の流線型準張殻構造車体である。在来線車両より5 m 長く、50 cm 以上（151系に対しても約43 cm）広い。また、高速安定走行実現のため、車輪径が大きく台車の背が高くなったことや床下に艤装される電装品の制約もあって客室床面高さも1,300 mm （旧・南満洲鉄道「あじあ」号用客車などの標準軌用旅客車の標準床面高さと同じ）と高い。
このように従来にない破格の大型車体であるが、1 mm から6 mm の範囲で部材の板厚を細かく変更し、必要に応じ高耐候性圧延鋼材(SPA-C)・熱間圧延軟鋼板(SPHC)・一般構造用圧延鋼材(SS)と鋼材の種類を使い分けることで、設計当時の技術で実現可能な普通鋼製車体としては限界の軽量化に近い、公称構体重量10.5 t を実現した。そのため、車体側面の側鋼体は平行柱構造となっている。また、屋根上は2重構造とし、屋根上の歩行を可能としており、空調装置を搭載してその空気を取り入れるほか、主電動機を冷却するための空気も取り入れる構造としている。
もっとも初の超高速電車として機器構成の冗長性を高めて信頼性を確保する設計であり、搭載機器が重装備であったため、各車の公称自重は52.5 t（25形）から57.6 t（21形）に達した。
そのデザインは、空力特性を考慮して形状を決定された。設計者の三木忠直の下で風洞実験に当たった鉄道技術研究所の技術者田中真一によれば、レーシングカーや航空機などの設計を検討したうえで、ジェット旅客機DC-8の機首を修正して前頭形状を設計したという。
前頭部先端には丸いカバーを装着している。この中には非常用の連結器が納められており、使用の際にはボルトで固定された丸いカバーを外して、収納された連結器をロープと滑車を用いて降ろす仕組みとなっている。開発当初、この丸いカバーは半透明のアクリル樹脂製で、前部標識灯（前灯）の漏れ光を光源にして光る構造となっており「光前頭」と呼ばれた。後に走行中の鳥との衝突で破損することから、丈夫なFRP製のものに変更され、不透明となったことで「光前頭」は廃止された。前灯と尾灯は同一のランプを兼用しており、尾灯として使用する場合は赤いスクリーン（赤フィルター）を通して点灯させる仕組みとされ、前期車はバタフライ（二つ折り）式スクリーン、後期車は半円形（回転式）スクリーンである。前照灯を減光せずに用いるため一般的な尾灯に比べて非常に輝度が高く、雨天時に列車がトンネルに入った際など、トンネル坑口から赤い光の帯が延々と伸びる様子が見られた。
先頭車の運転台は、レール面上から運転士の目の高さが約3.5 mとなるように高い位置に設置されており、高速運転での運転士の視界を確保している。前面ガラスは2枚貼り合せの防弾ガラスを使用しており、鳥類などの衝突にも充分に耐える構造としている。運転装置は2ハンドルであり、自動列車制御装置（ATC）での運転を前提としているため、横軸・前後回転式のマスコンハンドル（マスターコントローラー）を右側に、縦軸・水平回転式のブレーキハンドルを左側に配置している。これは、走行中に扱う頻度の多いマスコンハンドルを右手操作とし、駅停車以外ではあまり扱わないブレーキハンドルを左手操作としているためである。速度計は運転台正面と運転台右奥に2つ配置されており、前者はATC速度信号を表示する機能が付いた針が横に動く大型のアナログ指針式の主速度計と呼ばれており、後者は主速度計が故障した際にも運転を可能とするためのバックアップであり補助速度計と呼ばれている。また、運転台中央には、故障や動作表示の表示灯が配置されており、その左側には電圧計と圧力計が、その右側に常時に使用するスイッチ類が配置されている。2人乗務ができるように運転士側と助士席側に2つの腰掛が設置されているが、運転操作は1人で行えるようになっている。
先頭車の前頭部内には列車無線や電話装置などの機器が収納されており、機器を保護するため空調装置が装備されている。また、そこに点検の際に出入りできるように、運転室の運転台中央下部にくぐり戸が設けられている。
先頭車床下には、障害物を跳ね除けることのできる排障器を設けている。鋼板を多重にしたこの「スカート」部分は、少々の岩なら軽く跳ね除ける。高速運転時の脱線を警戒したものである。そして本来は揚力による浮き上がり脱線転覆を防ぐ意味があり、スカート両脇のフィンも、風の力で車体を押し下げる作用を持つ。これも三木忠直の航空力学を応用したものである。
先頭車屋上には、今や新幹線車両のトレードマークともなった、架線に電気が流れているかどうかを検知する逆L字型で薄い板状の「静電アンテナ」が装備されている。新幹線開業前の試作車1000形のものとは大きく異なっている。設置位置の変化はあるものの、この0系で採用された静電アンテナの形状は、N700系に至るまでほとんど変わっていない。
先頭車内部には警笛装置が在来車同様に備わっているが、それまでの国鉄車両とは異なり、高低2種類のホーン（形式はAW8とAW9）を組み合わせた。これは、やわらかく明るい音色を出すために和音で表現しようとしたもので、この警笛は後の新幹線車両にも引き継がれている。
車両の連結部には、車端ダンパが装備されており、車両妻面上部にオイルダンパを設置して、それをアームとリンクを介してお互いを連結することにより、車体に発生するロール方向の動揺を低減させる。また、ヨー方向の動揺にもある程度の効果を示す機能を持っている。
最初期の車両は列車種別・列車名・号数・行先が書かれた行先サボと、「座席指定」（青地白文字）および自由席（「座席指定」の裏面に表記。白地青文字）を表示する座席表示サボが取り付けられていたが、高速走行中の脱落の可能性や列車本数の増加による煩雑さ、さらには盗難が相次いだこともあり、まず1965年および1966年頃に座席表示サボ枠の使用を中止し、その後1967年および1968年頃に行先サボも使用を取り止めた。このため行先サボ枠については中間車は3次車より、先頭車は11次車より省略され、座席表示サボ枠についても6次車より省略された。
上記のサボ使用廃止後は、しばらくは車両側に行先表示がされることはなかったが、東京 - 新大阪間のみだった当時は運行系統自体は単純であり、終着駅の表示だけで事足りたが、岡山開業以降は複雑化したため、以後の新造車は現行の電動式方向幕が取り付けられた。電動幕に関しては、既存の車両に対し、当初は取付工事（改造）が行われた車両も存在したものの、新製車で旧来車を淘汰する方針となり、1976年（昭和51年）以降は取り付けられることはなかった。また指定・自由席表示も当初の札式から、省略の時期を経て、スリムライン、電動幕と変化している。

#### 塗装
オリジナルの塗装は、車体がクリーム10号■、窓周りが青20号■の塗り分けだった。この青色塗装は、新幹線ブルーともいわれる。配色の由来は太平洋の青、航空機や青空など諸説あるが、JR東海の運営するリニア・鉄道館が保管していた旧国鉄の内部資料「東海道新幹線電車技術発達史」に記載のあることが判明し、それによれば、1962年（昭和37年）、国鉄や車両メーカーの担当者、外部の画家やグラフィックデザイナーらが参加した会合で配色が決定した際、卓上にあった煙草のハイライトのパッケージが議論の中で重要な役割を果たした。星晃へのインタビューによれば、塗色はパンアメリカン航空の旅客機の塗装と煙草のハイライトのパッケージを意識したものである。当初は部外委託委員会の検討結果から「アクリル樹脂エナメル塗装自然乾燥」で行われたがその後変更された。なお21-2は保存の際にこれに近い材料を用いて復元されている。1988年（昭和63年）に登場した「ウエストひかり」用車両は100系と似た窓下に子持ちラインを追加した塗装パターンを採用した。当初地色は他の0系同様のアイボリーであったが、その後1995年（平成7年）に100系の地色と同じ白3号となり、それ以外の車両も順次変更されている。
その後の塗装の変遷については「#JR西日本」および「引退に至る経過」の節で詳述する。

### 主要機器
最高速度200 km/h 以上で走行するため、在来技術を最大限に活用しながらも、強化したものとなっている。本系列の全電動車方式は、走行中に1ユニット（2両）が故障しても25 ‰ の連続勾配で160 km/h の走行を可能にするために採用され、以後新幹線の基本的なポリシーとして踏襲されている。

#### 駆動方式・主電動機

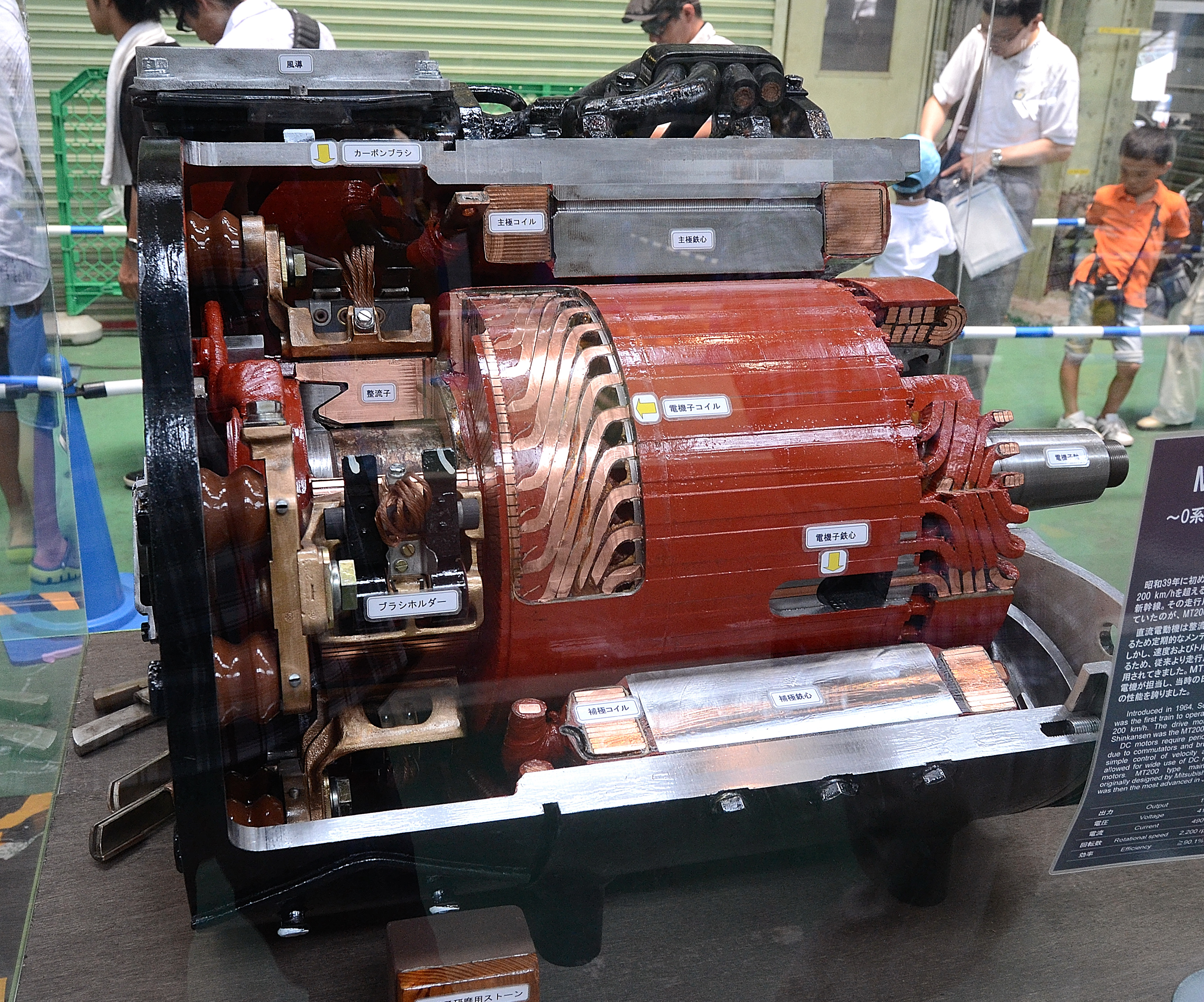
0系で使用されていたMT200形直流直巻電動機のカットモデル（2014年7月27日）

駆動方式はWN継手を介して電動機の出力軸と駆動歯車を接続するWN駆動方式を採用。主電動機は MT200 形と称する直流直巻電動機で、連続定格出力185 kW/415 V・490 A・2,200 rpm であり、原設計は三菱電機が担当した。1964年（昭和39年）当時、日本における電車用、かつカルダン駆動方式のモーターとしては最高の出力を持つ。これを1両あたり4基搭載し、1両で740 kW（≒1,000 HP）の出力を確保している。全車電動車編成を組み、動力性能上の均衡速度は平坦で235 km/h、10 ‰ 上り勾配で196 km/h に達する。1966年（昭和41年）度の新造車（4次車）より絶縁強化を図ったMT200A形を、1973年（昭和48年）度の新造車（15次車）からは将来の速度向上も考慮して1時間定格出力を225 kW に増強したMT200B形を装備する。1992年（平成4年）、0系の主電動機がMT200Bに統一されたことで、限流値を上げ、起動加速度を1.2 km/h/s に向上させた。

#### 台車

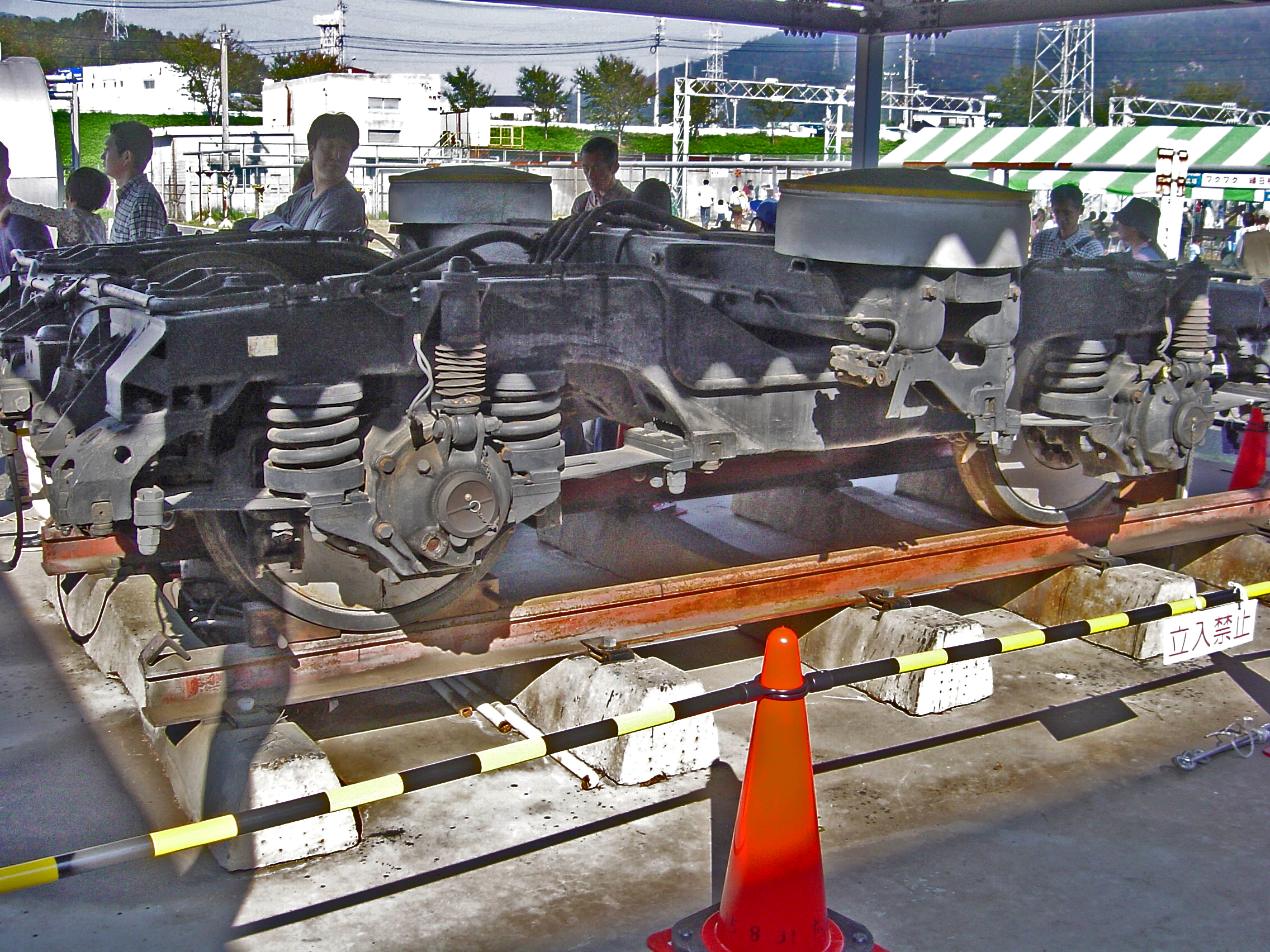
0系の台車（2004年10月17日）

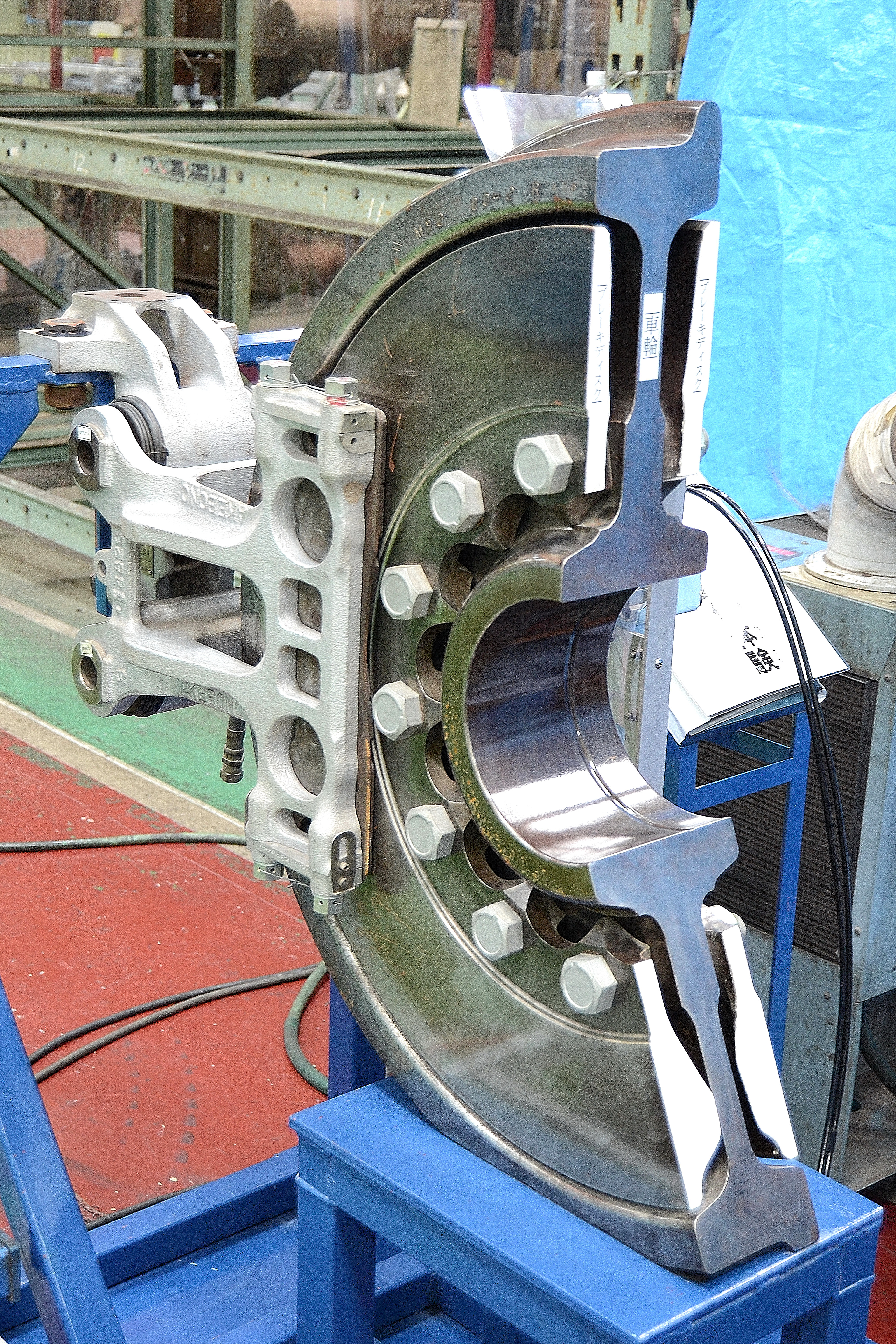
車輪ディスクブレーキのカットモデル。2枚のブレーキディスクローターが車輪の輪心部両側面に剛結されている（浮動支持ではない）。2枚のローターはソリッドディスクでは無く、裏面にフィンモールド（下側のローター断面積が大きいことが確認できる）を持っており、自動車用や鉄道車両の車軸用のベンチレーテッドディスクを輪切りにしたような構造となっている。ローター中心部の丸穴から車輪タイヤ部との隙間に空気が抜けることで放熱性を確保している。（写真は700系の車輪ディスクブレーキ）

実用速度 200 km/h を表す DT200形と名付けられた台車は、プレス鋼板溶接組立構造で、高速域での走行安定性を重視し、固定軸距は 2,500 mm、車輪径は 910 mm （いずれも旧・南満洲鉄道「あじあ」号用客車などの標準軌用旅客車の標準と同じ）とされた。基礎ブレーキとして、高速域から安定して作動する空圧油圧変換式のてこ式押付装置による車輪ディスクブレーキを採用した。このブレーキディスクは各車輪の輪心部両側面に取付けられており、2つのブレーキてこに装備された制輪子が油圧ピストンにより作動し、2枚1組のブレーキディスクを外側から挟み込む形で締め付けることで所要の制動力を得る機構を備えており、締結されたディスクと車輪の間に空間を設けたベンチレーテッド構造を採用し、制動時の摩擦熱を十分に逃がすことができるようになっている。制輪子を保持するための、制輪子吊りが台車枠に備えられており、基礎ブレーキを作動させる際、供給空気溜めからの空気圧を油圧に変換して基礎ブレーキ装置に送り込む、増圧シリンダーを台車枠の内側に装備している。また、連続高速走行のため、軸受構造は日本鉄道車両史上初のつば付き円筒コロ軸受とし、軸受の潤滑は油浴（オイルバス）式としている。
軸ばね機構
ドイツ連邦鉄道（DB）麾下のミンデン研究所が高速客車向けとして研究開発し、140 km/h 運転対応のMD50が1950年代初頭以降、DBの制式客車用台車として大量採用されたミンデンドイツ方式の台車は、日本では戦後、住友金属工業が西ドイツのクロックナー・フンボルト・ドイツ(Klöckner-Humboldt-Deutz AG:KHD)社との技術提携により、1961年（昭和36年）に新製された阪急電鉄の2000系用FS344より製作を開始、住友金属と取引のある私鉄各社へ順次導入された。0系の台車はこれに改良を加えたもので、開発者のイニシャル（I:石澤應彦、S:島隆）からIS式と称した。
軸受の前後に軸ばね用のコイルばねを配し、車軸の位置決めを前後方向からの長い板ばねで行う軸箱支持方式はミンデンドイツ方式と同じだが、ミンデンの原型では板ばねをボルト止めしていたところを、ゴムブッシュを挟む構造に代え、水平方向には適度な剛性を持たせつつ、垂直方向の動きをしなやかにすることにより、板ばねの応力を低くしている。また車輪の上下方向の振動を減衰させるための軸ダンパーを軸箱と台車の側梁の間に装備している。
枕ばね
鉄道台車用として日本で1956年（昭和31年）以来独自に開発され、改良普及されてきた空気ばねを装備しており、微細な振動の吸収や車高の自動調整機能などで、金属ばねよりも優位であった。0系ではダイアフラム式空気ばねを枕梁（ボルスタ）の上に搭載して車体と直結して、枕梁と車体をボルスタアンカーにより接続するダイレクトマウント構造を新たに採用し、枕梁と台車枠の間には左右動ダンパを装備して左右動揺の低減を図っている。また、台車枠と枕梁と間の左右に設けられた側受によって、蛇行動の抑制と直進安定性を高めている。これらにより、従来の揺れ枕吊りを用いた台車よりも、簡素でありながら、優れた減衰性・復元性を実現した。

#### 電源・制御方式

低圧タップ制御の概念図
変圧器の2次巻線にタップを設けて巻数を可変とし、電圧制御を行う。実際には交互に切り替えを行うタップ切替器が2組あり、限流リアクトルを通して整流器へ給電する。また、細かくタップの区切られた多段タップ付き巻線と、タップの切られていない固定巻線とで電圧の和・差を作ることで、制御段数を増やす。

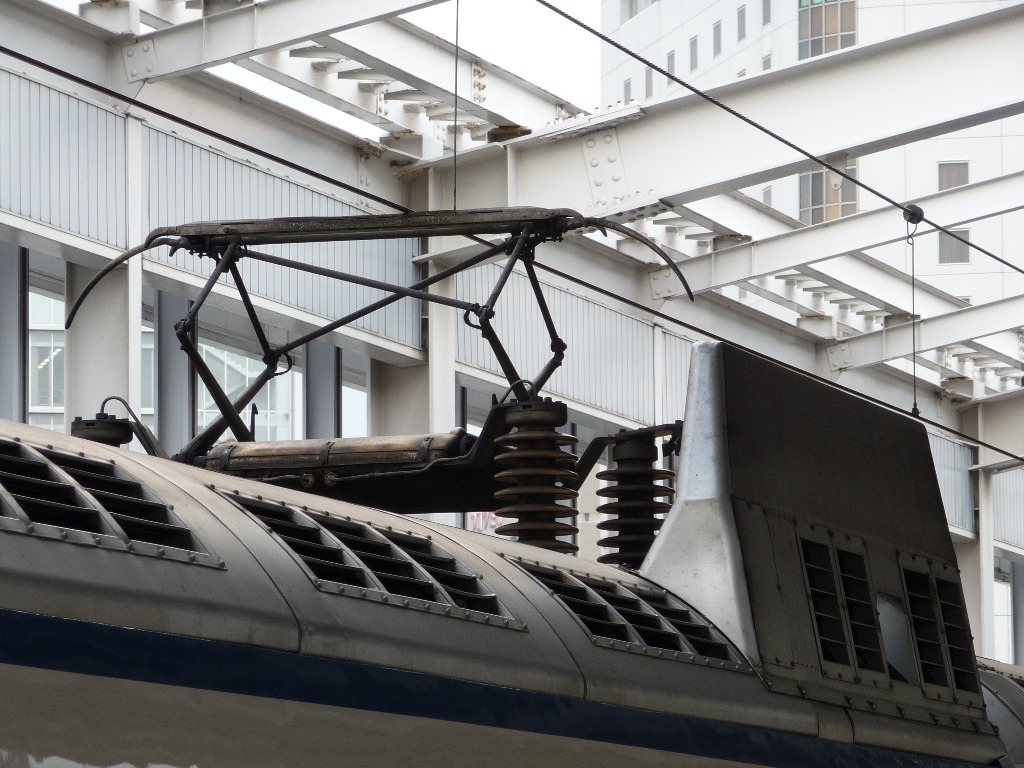
初の下枠交差型パンタグラフとパンタカバー。
パンタカバーはJR化後設置（2008年11月29日）

2両を1単位として機器を集約分散搭載するMM'ユニットを採用し、原則としてM車には主制御器と主抵抗器が、M'車には主変圧器・整流装置・補助電源装置・空気圧縮機・集電装置・空気遮断器（ABB）・避雷器が搭載されるが、例外もある。
架線からの交流25 kV を変圧器で降圧した上で、二次巻線側にタップを設けて巻数を変化させ、その後にシリコン整流器で整流して直流電源とし、直流電動機を制御する低圧タップ制御としている。車載用のシリコン整流器は、既に1960年代初頭に交流電気機関車や交直流電車で用いられて実績があった。
主変圧器(TM200)は、1,650 kVA の定格容量を備える。車両床下に搭載する関係から極力高さを抑えて設計され、絶縁油タンクに高張力鋼を使うことで板厚を薄くしている。主回路用の二次巻線は1,500 kVA、補助電源回路用の三次巻線は150 kVA の定格容量を備え、三次巻線に関しては電圧変動が極力小さくなるように考慮されている。
主電動機を制御するのは、2両毎に1基搭載された主制御器（CS21）である。主変圧器二次巻線側のタップを電動カムスイッチで切り替えて2両分8個の主電動機に掛かる電圧を25段階（348 - 2,435 V）で調整している。タップを立てる位置によって変圧器から任意の電圧が得られるため、起動・力行用の抵抗器は持っておらず、不要な損失は発生しない。また、主電動機への印加電圧を上げることで容易に回転上限の拡大が可能となるため、弱界磁制御は行なわない。また主回路は4個直列2並列回路となっており、電動機の直並列制御は行わないが、変圧器の二次側の結線を和動と差動に切り替えることで制御段数を増やしている。また主平滑リアクトル・遮断器・逆転器・力行とブレーキの主回路切替用接触器を搭載する。電圧制御最終段における定格速度は167 km/h である。
さらに、発電ブレーキを付加しており、200 km/h 以上の高速域から機械的な車輪ディスクブレーキのみに頼って制動をかけるのでは、発熱や磨耗などの難点があるため、主電動機を発電機として作動させることで走行（運動）エネルギーを変換し、抵抗器で熱エネルギーとして発散させる方式である。特に高速域からのブレーキ時には効果的な手法で、在来線や私鉄向けなどで多くの実績がある。そのための抵抗器を搭載し、発電ブレーキの際は主回路が主回路切替用接触器により切替られて2群の主電動機4個直列接続による独立した発電ブレーキ回路が形成され、ブレーキ用の主制御器により17段階で調整できるようになっている。さらに、補助電源回路からの交流電源を専用の変圧器により降圧させ整流器で直流電源に変換し、主電動機の主界磁をあらかじめ励磁（予励）させることによりブレーキ電流の立上がりを早めている。発電ブレーキは50 km/h まで作動しそれ以下の速度になると空気ブレーキに自動的に切替わる制御となっていたが、この際の前後衝動が非常に大きく、立っている乗客がよろめくほどであったため、主制御器と抵抗器が変更された1000番台で改善が図られ、発電ブレーキの下限速度が30 km/hまで下げられた。
補助電源系、つまり列車の走行や営業運転に必要となる電動送風機・電動圧縮機・空調装置・電動発電機の電源は、主変圧器の大容量三次巻線（単相交流60 Hz、220 V）から取られている。電動発電機（MH1040形電動機+DM74形発電機）は単相誘導電動機と二相交流発電機を組み合わせた構造で、20 kVA の容量を備える。瞬間停電や電圧変動を嫌う機器のために設けられ、単相交流220 V を交流100 V に変換して車内の蛍光灯などの交流電源となる。さらに、二相交流100 V は整流器によって直流100 V となり、蓄電池や制御回路などの電源となる。ATCや列車無線は無停電電源が必要なことから、蓄電池（直流100 V）を電源とした回転式インバータ（単相交流60 Hz、100 V）が先頭車両に搭載されている。通常は進行方向側1機使用とし、不具合が生じた際には反対側のインバータに切り替わるようになっている。ただし、食堂車である36形に搭載する電動発電機は、電子レンジなどの調理器具が他よりも格段に大きな電力を消費することから厨房用の電源として容量を増大したMH1063-DM84（容量35 kVA）が搭載されている。
また主変圧器・主整流器・発電ブレーキ用抵抗器には冷却のための電動送風機を取付け、変圧器の冷却は外鉄形送油風冷式で冷却のための不燃油を電動送風機で冷却してそれを循環させることにより冷却され、電動空気圧縮機の電動機は電動送風機と同じ物を使用しており圧縮機は水平対向4気筒となっている。

電動圧縮機はMH1041-TC1000を偶数形式（Ｍ’車）に搭載する。
集電装置
集電装置には、小型化して空気抵抗を小さくするため、1959年（昭和34年）にクモヤ93000で現車による175 km/h 運転を含む実用試験を実施した上で、下枠交差型パンタグラフが初めて採用された。これも PS200形と、200が付番されている。在来線用のパンタグラフと比べて1/2の小型軽量化を実現しており、押上げばねに並列してオイルダンパを装備して、上下動共振時における振れ幅の増加を抑制している。集電舟は揚力の発生を抑えるため、舟体の断面を長方形として、210 km/h 運転時において押上力が増加する設計となっている。3次車新造以降の碍子は、絶縁性強化のため大型化された。この変更は1、2次車にも施された。
新幹線用車両の中で本系列のみが特高圧引通線を持たず、各ユニットに1基（16両編成では8基）のパンタグラフを装備する。以下にその理由を記す。
1. 開業当時は送電方式にBT (Booster Transformer) き電方式が採用されていたため、特高圧引通線を装備した場合、ブースターセクションを特高圧引通線で短絡して帰線電流が吸い上げ不能となるばかりか、架線のほとんどの電流がパンタグラフと特高圧引通線を流れ、通過時に大きなアークが発生し、パンタグラフを損傷する危険があるため特高圧引通線を装備できなかった。
2. 同じく開業当初は異相（切替）セクションの数を削減するため在来線で採用した方面別饋電（上下線は同相）を採用せず、上下線別に饋電することを採用した。三相交流を2つの単相交流にするスコット結線の制約から90度ずれた2系統の交流が上下線に饋電され、それゆえに駅構内も含め、上下線の渡り線のすべてに絶縁セクションを必要とした（上下線の電圧差は位相差のため約35.4 kVにもなる[注 20]）。もし特高圧引通線を装備した列車（1両に2つのパンタグラフを電気的に接続した場合も同様）が渡り線をパンタグラフを上げて通過すると上下線2系統の交流線路を短絡してしまうため採用不可であった。
3. その後送電方式を現在のAT（Automatic Transformer）き電方式に変更する際に方面別饋電に改めたため、上下線とも同相の交流が供給されるようになった。駅構内はもちろん、上下線をまたぐすべての渡り線の絶縁セクション（異相セクション）が不要になった。これにより設備側については特高圧引通線の装備が可能になったが、本系列については屋根上にヒートポンプ式の空調装置が並べられており、絶縁と空調機のメンテナンスの問題から装備することができなかった。ちなみに、屋根のように見えるのは空調装置のアルミ製のキセ（カバー）であり、構体としての屋根はキセの内部、空調装置の下側にある[38]。

ただし、JR西日本所属のNH82編成には例外的に特高圧引通し準備工事が施されており、0系では唯一屋根上にケーブルヘッドカバーを装着した車両が連結されるなど、外観に特徴があった。しかし、準備だけで結局特高圧引通しが行われることはなかった。
0系16両編成時は、8台ものパンタグラフを上げて走行していたが、風切りとスパークにより、それらは非常に大きな騒音源となり、名古屋新幹線訴訟でも訴えられた。また、6両編成に短縮されてからもなお3台のパンタグラフを有しており、東海道・山陽新幹線の中では、1編成あたりの実使用パンタグラフが最も多い系列となっていた。100系は当初6台からパンタ半減工事にともなって3台（16両編成）もしくは2台（4・6両編成）に、300系は試作車が当初5台を装備して後に3台となり、更に量産車では途中から3台から2台に、それ以降の系列は、組成両数にかかわらず全て2台使用である。

### 設備
グリーン車（1969年まで一等車）のうち、15形は博多方車端の1か所に、食堂（ビュフェ）合造車のうち35形は車体中央部と東京方車端の2か所に、これ以外の形式（36形を除く）は各車両端の2か所に客用扉・デッキを設けた。全室食堂車として製造された36形には東京方車端にデッキがあり、海側には客用扉と同様な扉を持つが、これは業務用扉であり、乗客の乗降には供されない。
全車両にヒートポンプ式の空調装置を備えている。車内の気圧変動防止のため、固定式の窓はもとより、客室用のドアまでが気密構造となっており、トンネル内での気圧変動による耳ツン防止のため、トンネル前方に設置された地上子からの電波を列車が受信して、屋根上の換気用吸気口、すなわちルーバと床下の排気口を自動で遮断してこれに備えていた。しかし山陽新幹線博多開業後は山陽新幹線で長大トンネルが連続する区間があり、換気を遮断する回数が多くその時間も長くなることが懸念された。そのため、岡山駅以西では951形で試作されたターボファンによる連続換気方式が採用されることとなった。1973年（昭和48年）以降に製造された車両（14次車以降）はこの新換気方式に対応しているが、それ以前の車両は当時の「ひかり」編成にのみこの対策がなされることとなった。後に編成組み換えでS編成やY編成が組成された際に、非対応車が入っている編成は岡山以西乗り入れ不可を示すため原編成番号+50で識別していた。
開通当初より製造された基本番台車両は側窓が座席2列で1個の広窓であったが、1976年（昭和51年）以降増備された1000番台車より石跳ね等による窓ガラスの損傷を警戒し、座席1列に1窓という狭窓となった。そして1981年（昭和56年）より増備が開始された2000番台は、座席間隔（シートピッチ）の拡大（普通車：940 mm → 980 mm）に伴い、僅かながら窓の横幅も広げられている。この2000番台車では製作の簡略化のため、車内の窓周辺部がFRPユニットとなり、窓下のかまちと呼ばれるスペースが廃止された。このかまちには落下防止用の浅い縁が付けられており、小物（飲み物の容器等）を置く場所として利用されていた。後の100系以降ではFRPユニットにもこのスペースと縁が作られている。
初期に落成した車両から1000番台までは車体側面の腰板に非常口が設けられていたが、車体の腐食を防ぐ意味と、新幹線のシステム全体における高い安全性もあって、後に埋め込まれている。この改造は、JR東海所属車は蓋を除去して新たに板をハメ合わせて溶接、平滑に仕上げたのに対し、JR西日本所属車は非常扉そのものを溶接しただけであった。また2000番台からは落成時より非常口を設けていない。
便所は2両に1箇所（奇数号車の東京寄り）に設置されており、原則として大便所2箇所と小便所1箇所、洗面所2箇所に冷水器という構成である。大便所は基本的に和式便器であったが、一等車（グリーン車）の15形と25形200番台（乗務員室付）の大便所1箇所は洋式便器とした。その後、洋式便器は食堂車に隣接する27形（食堂従業員用）や、35形に代わって製造されたビュフェ合造車で車椅子対応とした37形の車椅子対応便所にも設置された。冷水器の水は設備に付属の紙コップで飲めるようになっていたが、紙コップは円筒形ではなく封筒形で底が平らではなかったため、テーブル上に置く事ができず、繰り返しの使用にも適したものではなかった。

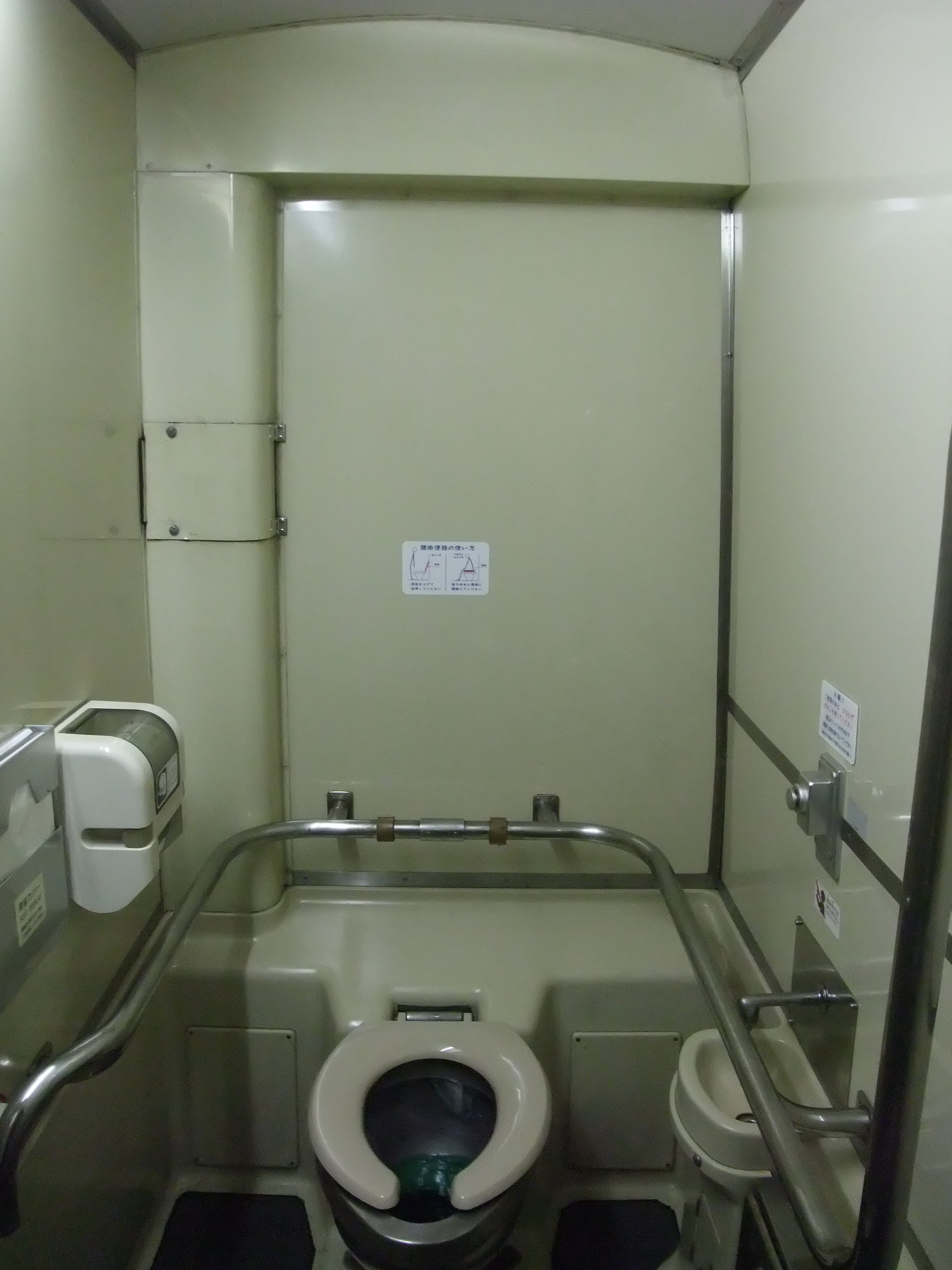
洋式便所

#### 座席

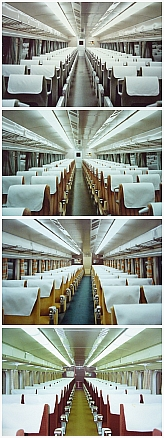
新幹線0系の座席。
上から順に
- 普通車用W-12（左側列）/W-70形（右側列）転換式シート
- 普通車用D-23形（左側列）/D-32形（右側列）簡易リクライニングシート
- グリーン車用R-25形リクライニングシート
- グリーン車用R-32形リクライニングシート

普通車（1969年まで二等車）の座席は、海側を3列とした合計横5列配置の輸送力重視型である。開業以前にオリンピックのメダル色にちなんで、二等車（現・普通車）はシルバークラス、一等車（現・グリーン車）はゴールドクラスとする案があったため、モケットはそれに合わせた配色となった。
普通車
当初普通車はその銀色と青色のモケットを張っている転換式座席（W-12、W-70）だったが、14次車以降29次車までは同じW-12、W-70であるものの、背ずりを少し高くし、座面も2人または3人で一体だったのを1人ずつ独立したものに変更した（ただし13次車以前の座席をこの新仕様に交換することは見送られた）。
1981年以降の新造車両（2000番台）は、前年に落成した東北新幹線200系とほぼ同様のオレンジ基調のフリーストップタイプ・回転式簡易リクライニングシート（D-23、D-32）に変更、交換された。3列側は回転させるスペースがないため、一方向固定（1979年にH18編成のうちの2両で実施された集団見合型との比較アンケートの結果、集団離反型を採用）とされた。残存する在来車も順次同仕様に交換されたが、「こだま」用の編成に組み込まれた車両の中にはJR化後も廃車されるまで転換式のままだったものもある。
この転換式座席と同じ色のモケットが在来線車両の優先座席に使われたことが「シルバーシート」の名称の由来である。また、交換後の転換式座席は、国鉄末期に急行形車両のアコモデーション改造車や、キハ31形などの一般形車両に新造費抑制のため再利用される例も多かった。後年、オレンジ色のD系シートはJR東海の新幹線待合室に再利用されている。
東海旅客鉄道（JR東海）の「こだま」用Y編成とYK編成の指定席車（9 - 12号車）、西日本旅客鉄道（JR西日本）のSK編成「ウエストひかり」、WR編成の全車は左右それぞれ二人掛けの4列に付け替えられた。「こだま」用Y・YK編成の4列シートはR-56形を、「ウエストひかり」用SK編成と「ウエストひかり・こだま」用WR編成のシートはWRK-201形を名乗る。しかし、ドア位置は以前の3列+2列のままであったため、デッキから車内に入る際の動線がやや屈曲したものとなった。
グリーン車
グリーン車（1969年までは一等車）はゴールデンオリーブ色のモケットを張った4列配置のリクライニングシート (R-25) で、車両の大きさを最大限に活かしたゆとりを持ったものとなっていた。2000番台では、ブラウン系のモケットに変更され、背面に埋め込み式の大型テーブルが取り付けられた。
JR化後、アコモデーション改善に伴い、100系と同様の座席に取り換えられた車両も存在した。

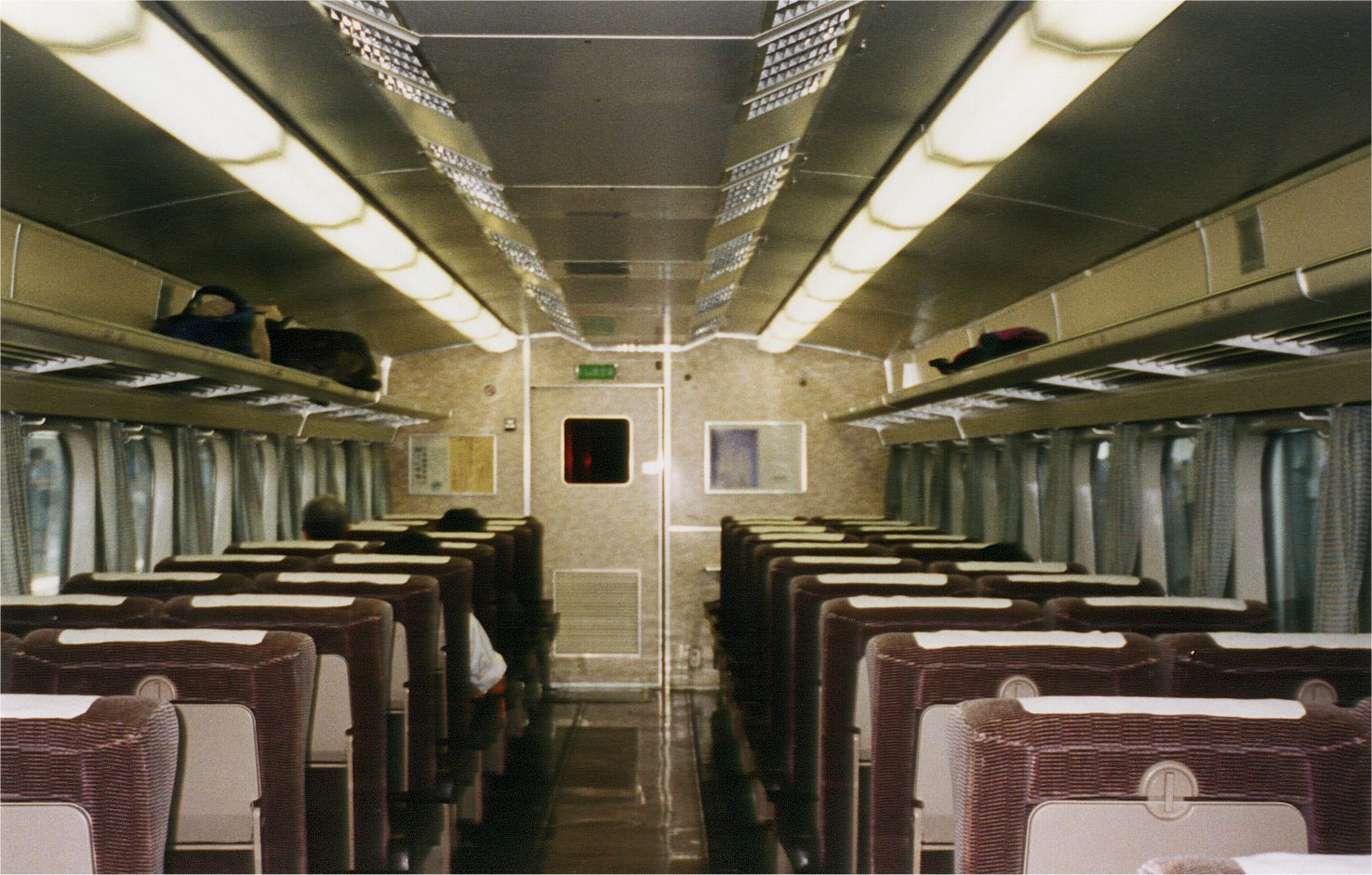
東海道新幹線0系末期の2&2シート
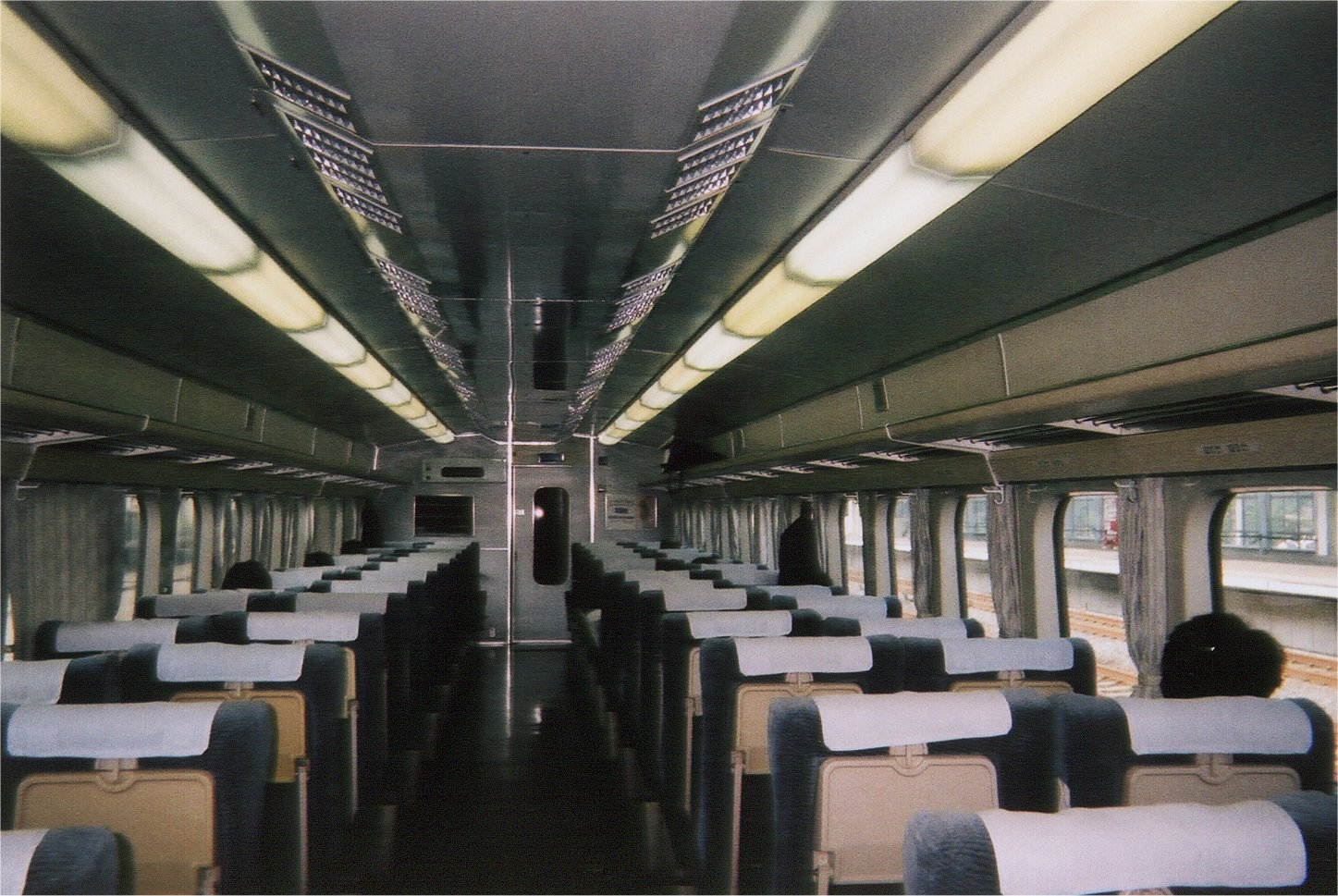
末期の山陽新幹線2&2シート
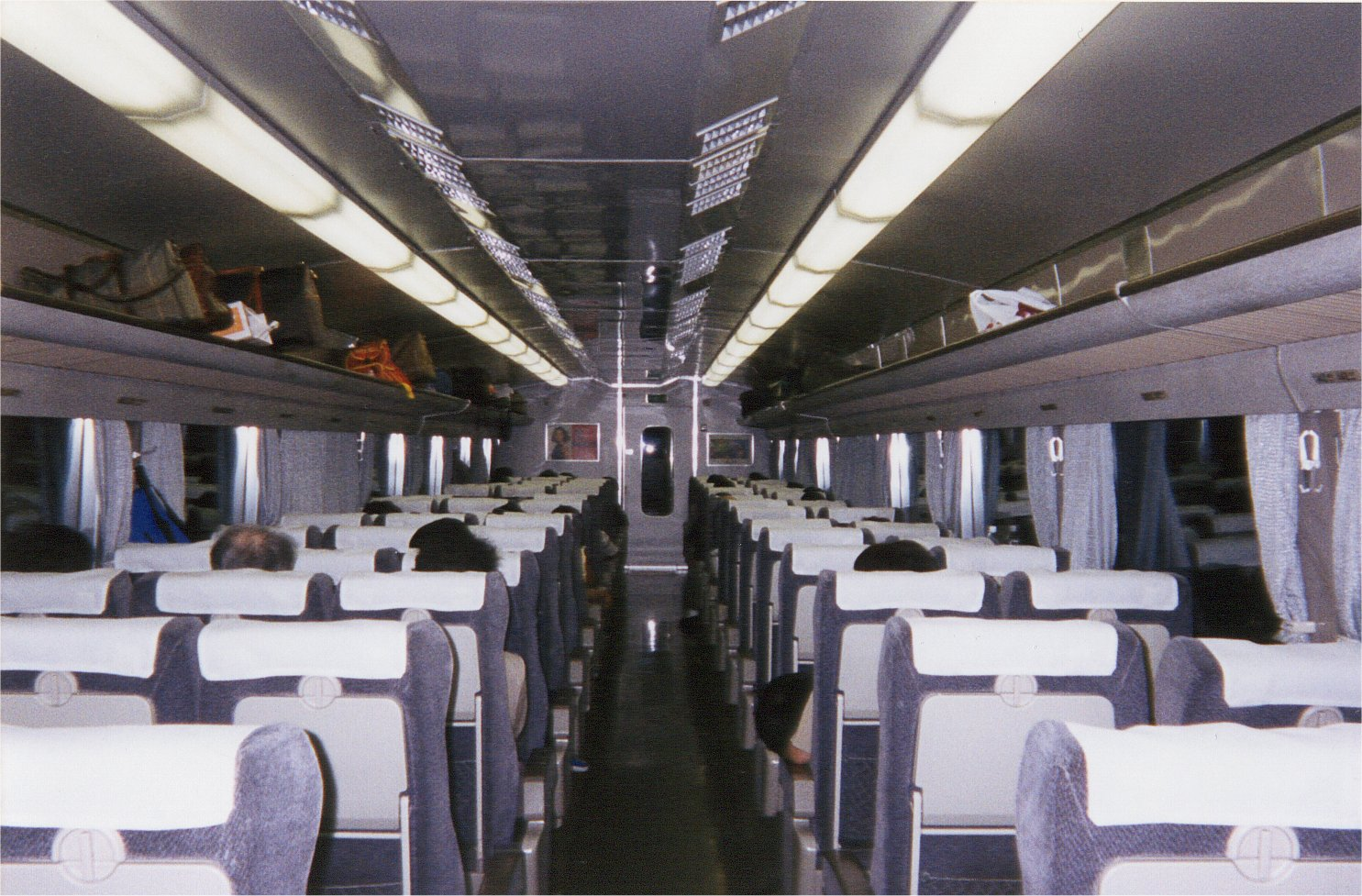
最後まで残った大窓27形の指定席車
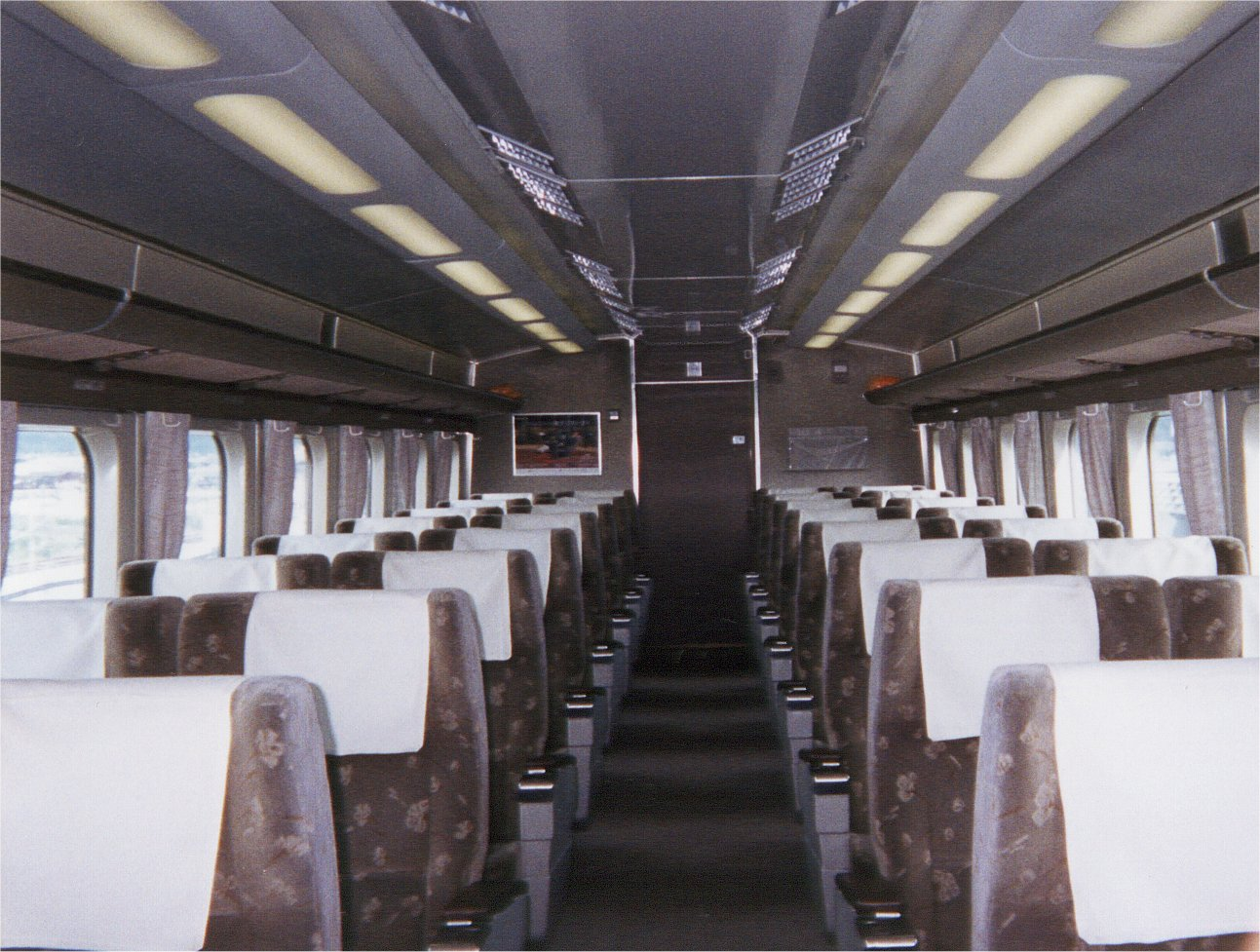
最後まで残った新幹線0系15形グリーン車内
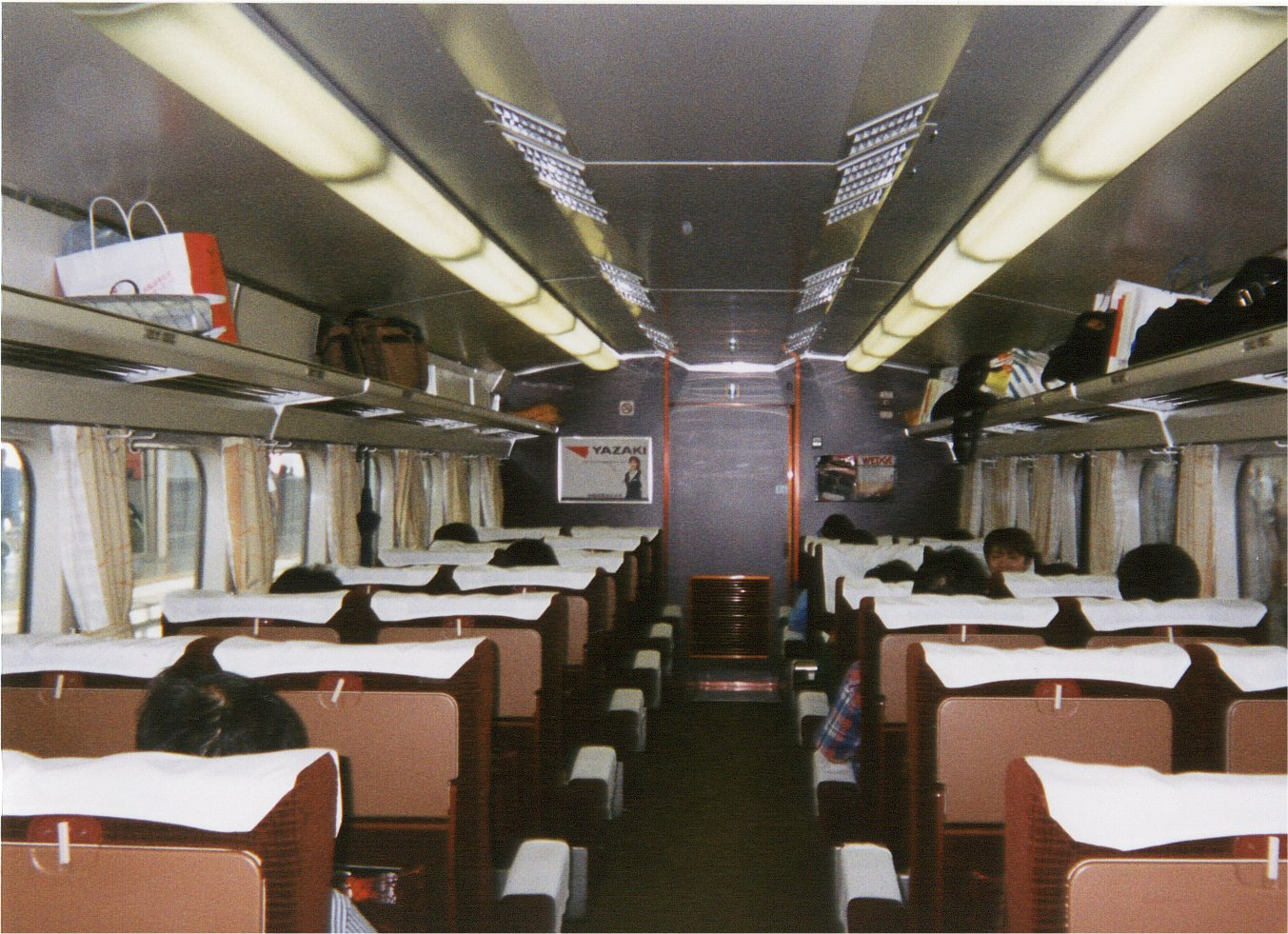
末期の東海道版0系グリーン車
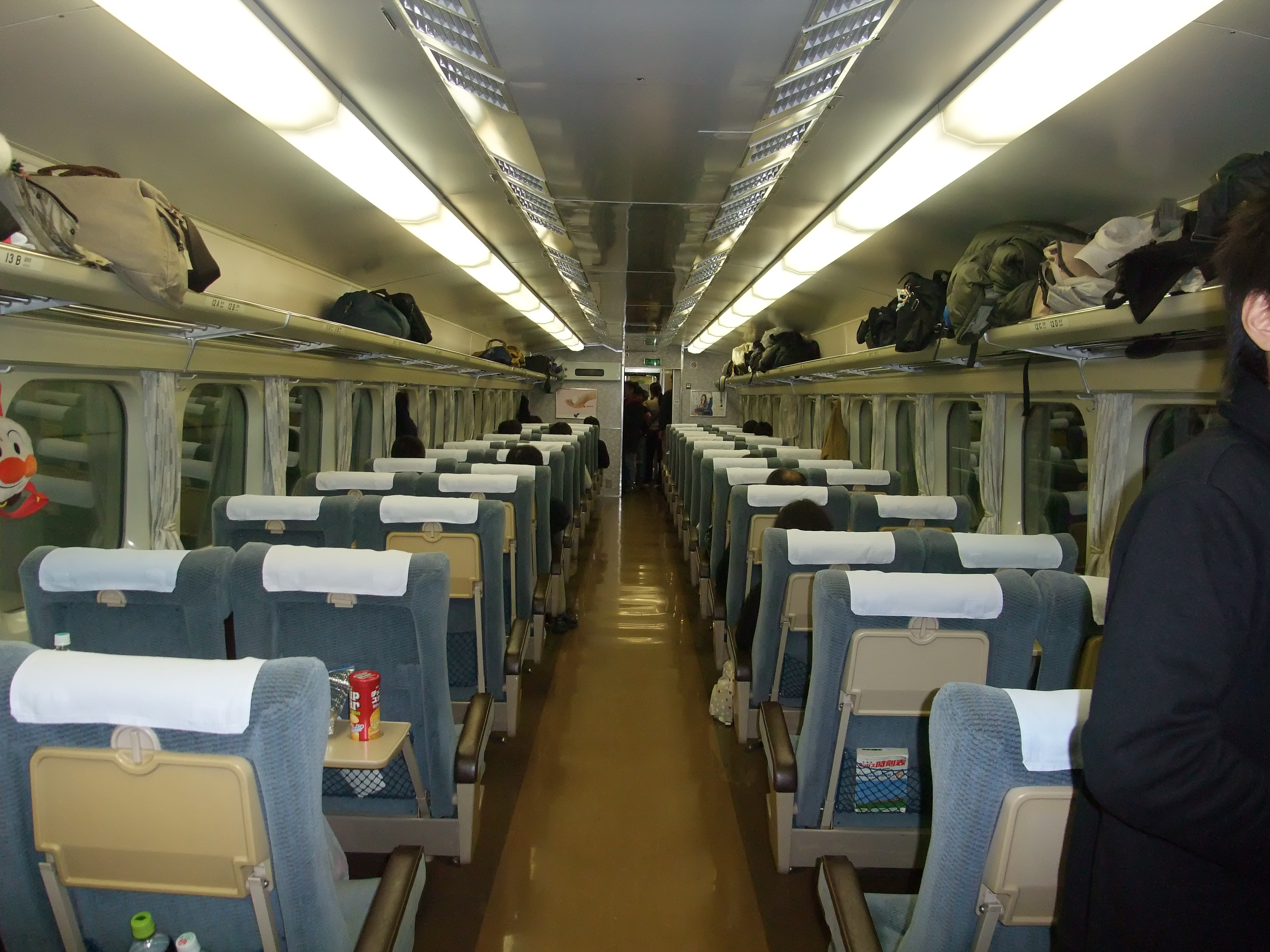
最終日の車内
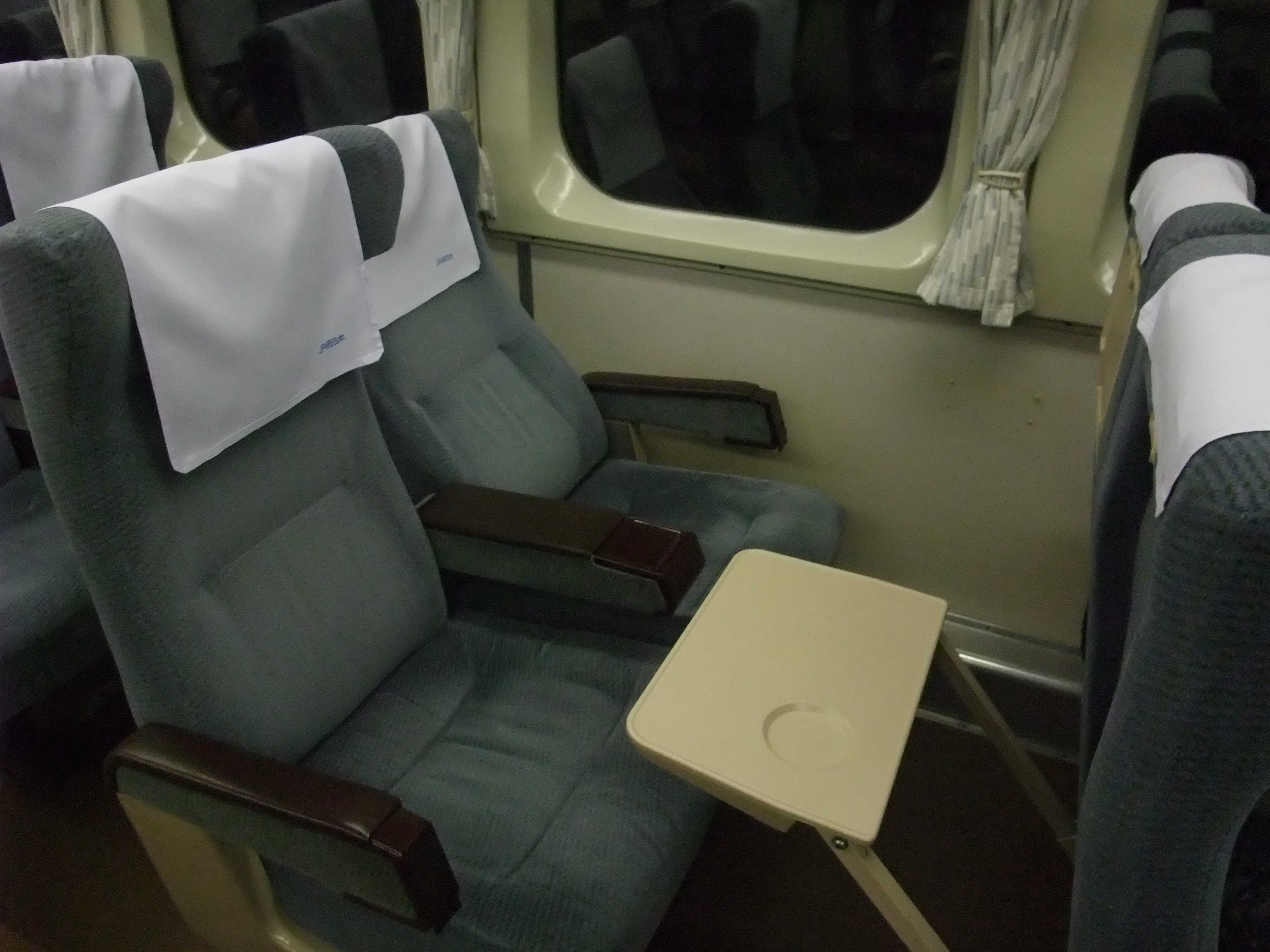
2008年最後まで残った車両のシート

#### ビュフェ車・食堂車

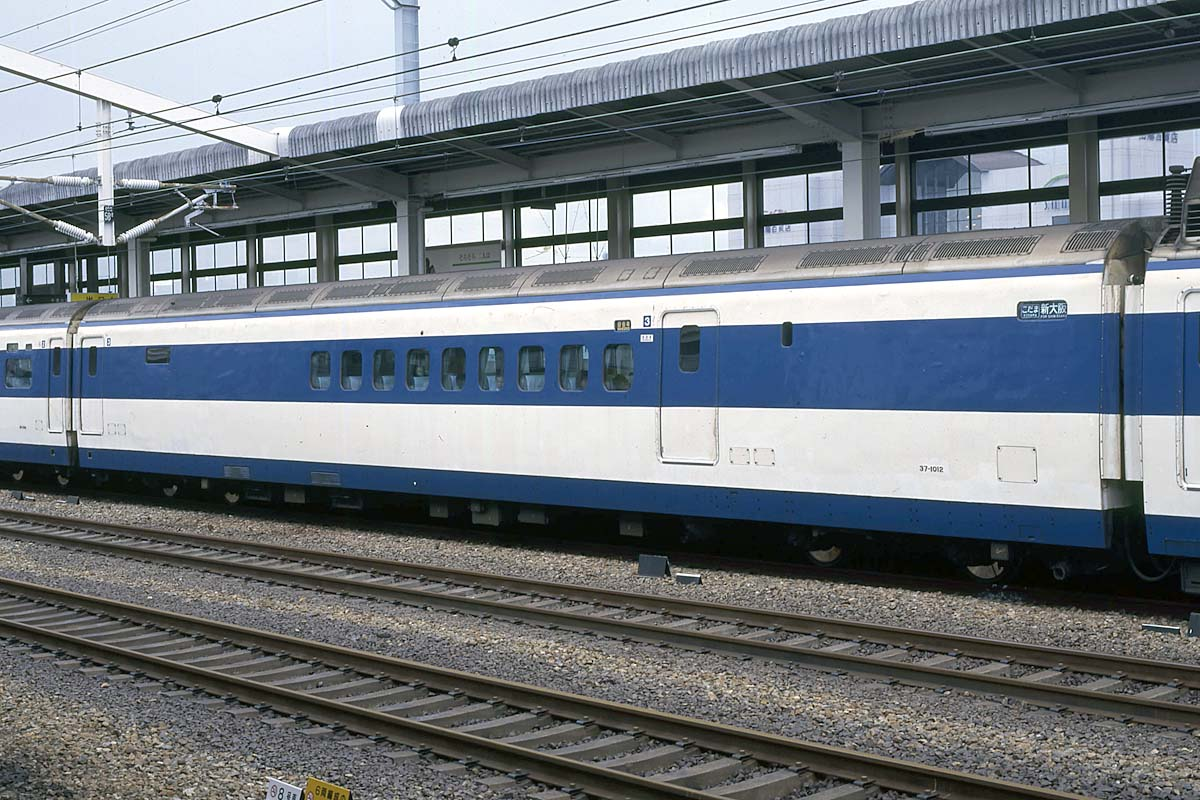
ビュフェ車（37形）

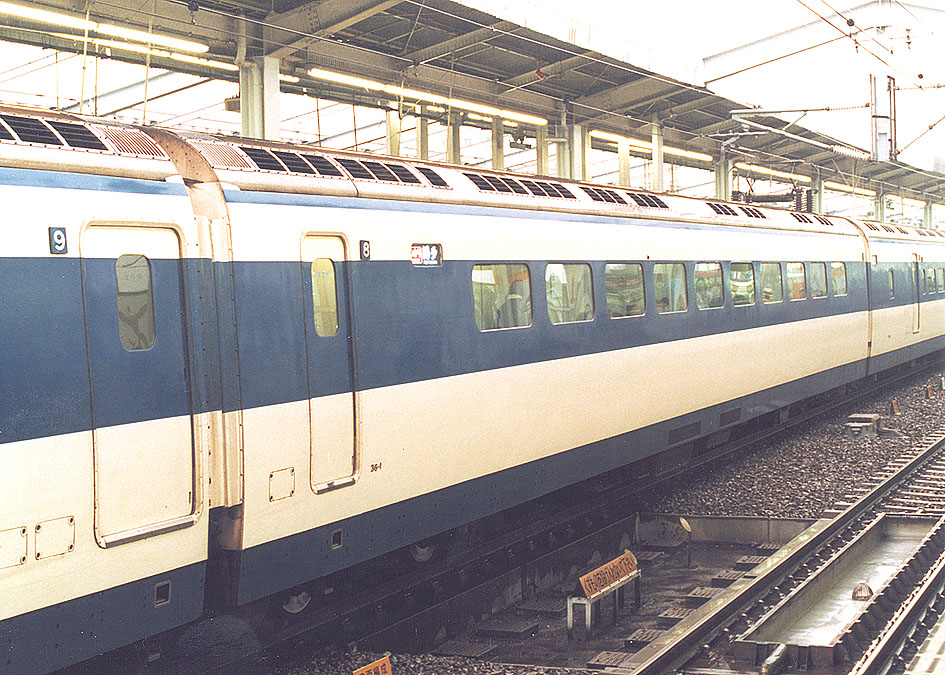
食堂車（36形）

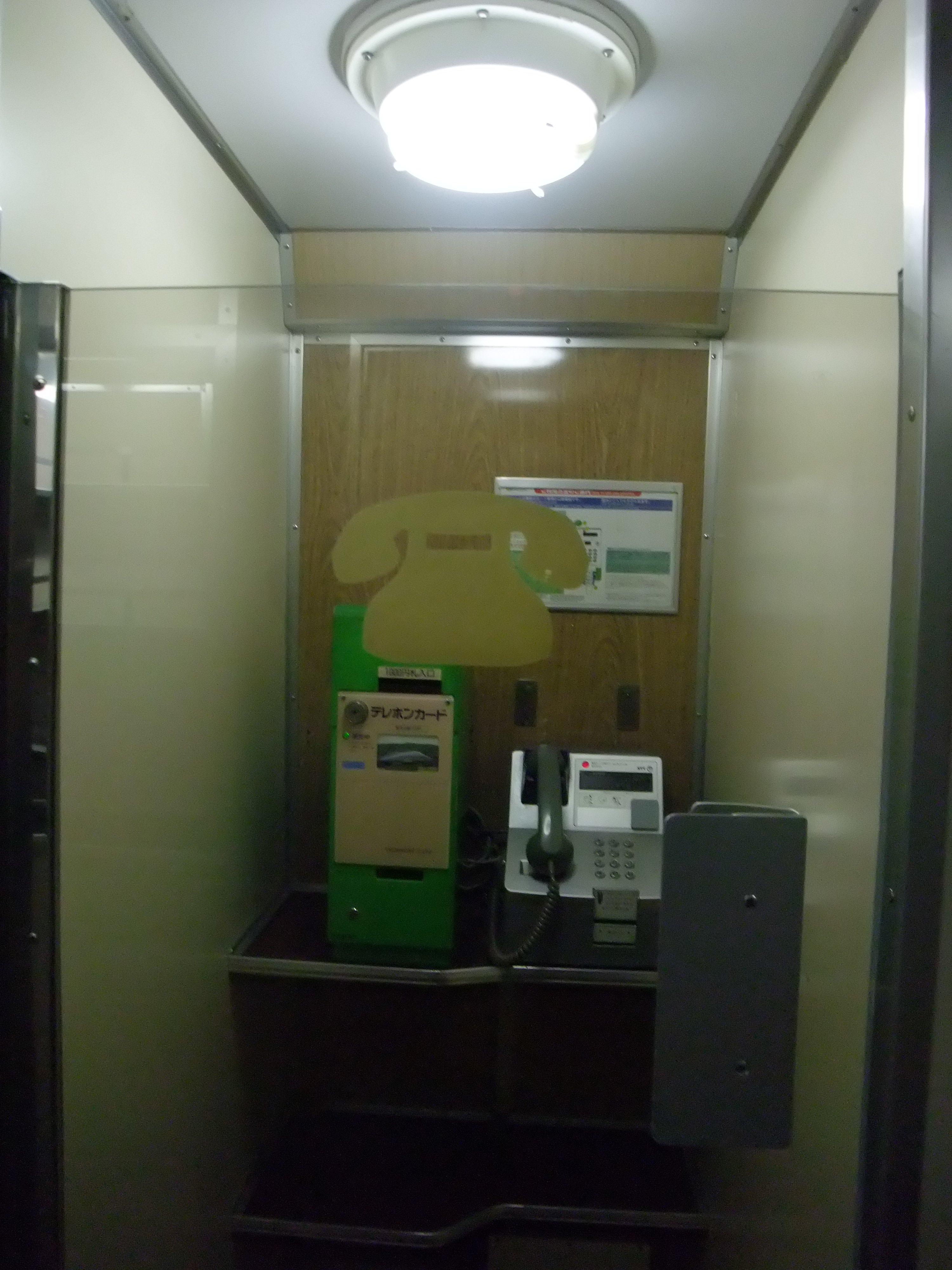
電話室

ビュフェは開業時から存在し、岡山開業時までに製造された車両（35形、1992年までに全廃）には椅子が設けられていたが、本格的な全室食堂車である36形の登場後は、軽食堂よりも売店・車内販売基地としての機能が主体となったことから、第22次車以降の増備車両（37形）からセルフサービスの立食式に変更され、ビュフェ自体の面積も縮小された。
開業時は全編成とも2両組み込まれていたが、日本万国博覧会（大阪万博）輸送を控えた1969年夏頃より輸送力増強を目的として「こだま」用編成の5号車を売店車（25形400番台）に差し換え、以降「こだま」用編成はビュフェ1両が正規となった。ただし、こだま用全編成の組み換えまでには至らず、1973年8月から1980年9月までのこだま用K編成47本体制下において、17本がビュフェ2両組み込み（ただし1両は売店扱い）のまま残ったが、そのうち10本については1975年から1976年にかけて2両のうち1両が新製の売店車と差し替えられ、ビュフェ車については増備されたひかり用編成に転用された。
山陽新幹線全線開通を控えた1974年以降、「ひかり」用として使われたH・NH・N編成には食堂車（36形）が設けられていた。食堂車については山側に独立した通路を設け、通り抜ける乗客と食堂車利用者の分離を図っている。食堂内の山側には4人掛けの、海側には2人がけのテーブルが設置された。
当初は通り抜ける客に食事をするようすを見られないように、食堂と通路を隔てる壁に窓を設けていなかったが、利用客から「食事しながら富士山を見られないではないか」というクレームが多かったことを受け、1979年以降、通路側壁面に窓（通称：マウント富士）を設置する改造が施工された。
厨房面では節水と作業効率化を図って超音波式の食器洗浄機が設けられ、また汚水を貯めるタンクも設置された。
1995年1月17日に阪神・淡路大震災が発生し、姫路 - 新大阪間は高架橋の落橋や橋脚の損傷のため運休していた。この時に博多 - 姫路間の運用に充当されていた本系列の食堂車は営業休止となり、そのまま再開されることなく営業を終了した。
民営化以降、JR西日本はサービス改善のため「ウエストひかり」編成にビュフェを改装した車両を連結した。ビュフェカウンター横のスペースを拡大してテーブルと椅子を設け、座席に持ち帰ることなくそのまま座って食べられるようにした。ここではカレーライスなどの軽食が提供された。最後までビュフェ車が連結されていたのはR62編成の3号車（37-7302）で、フリースペースとして供用されていたが、2008年3月14日に運行を終了し、3月28日付で廃車された。

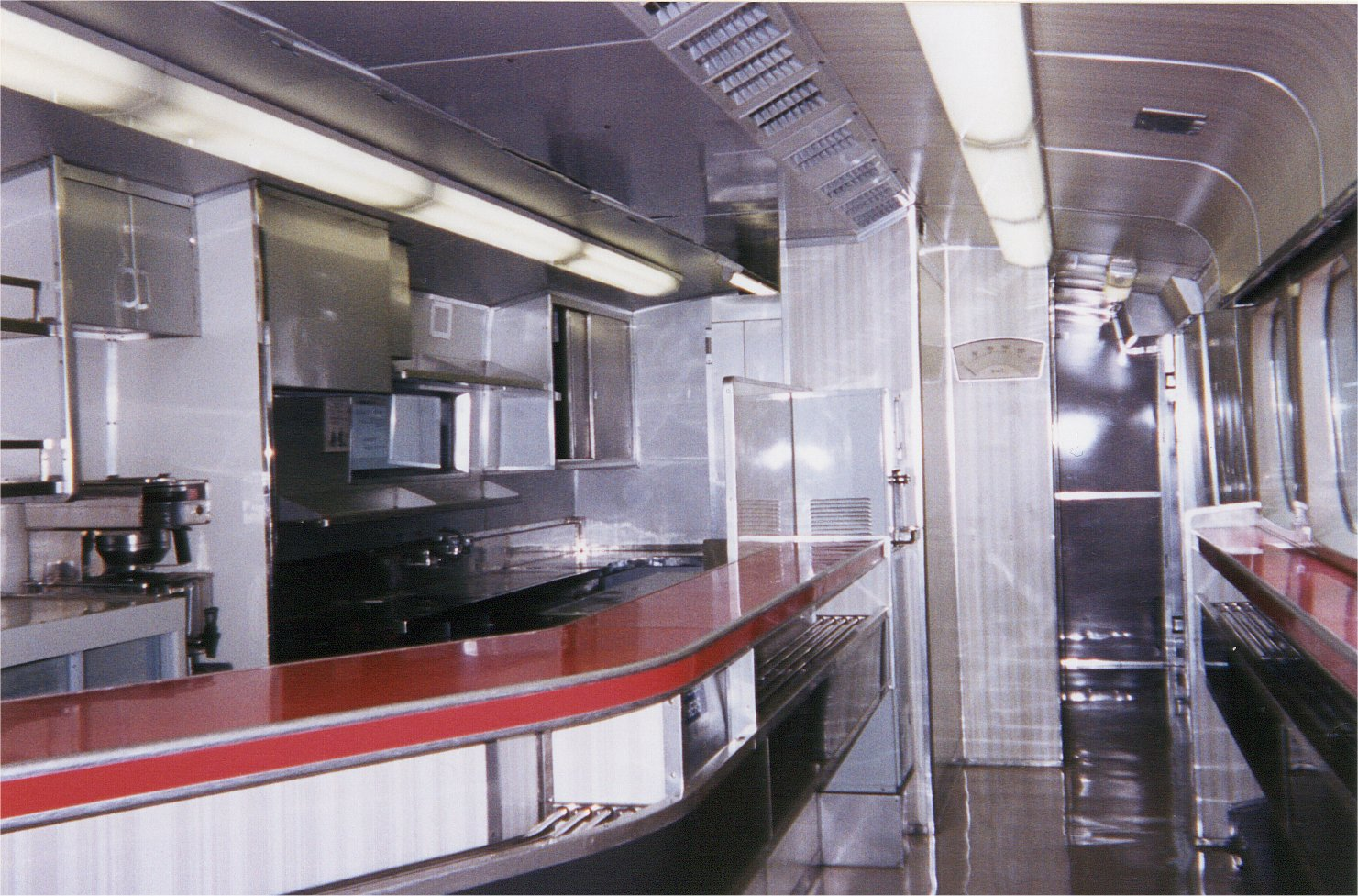
ビュフェ（37形2000番台）
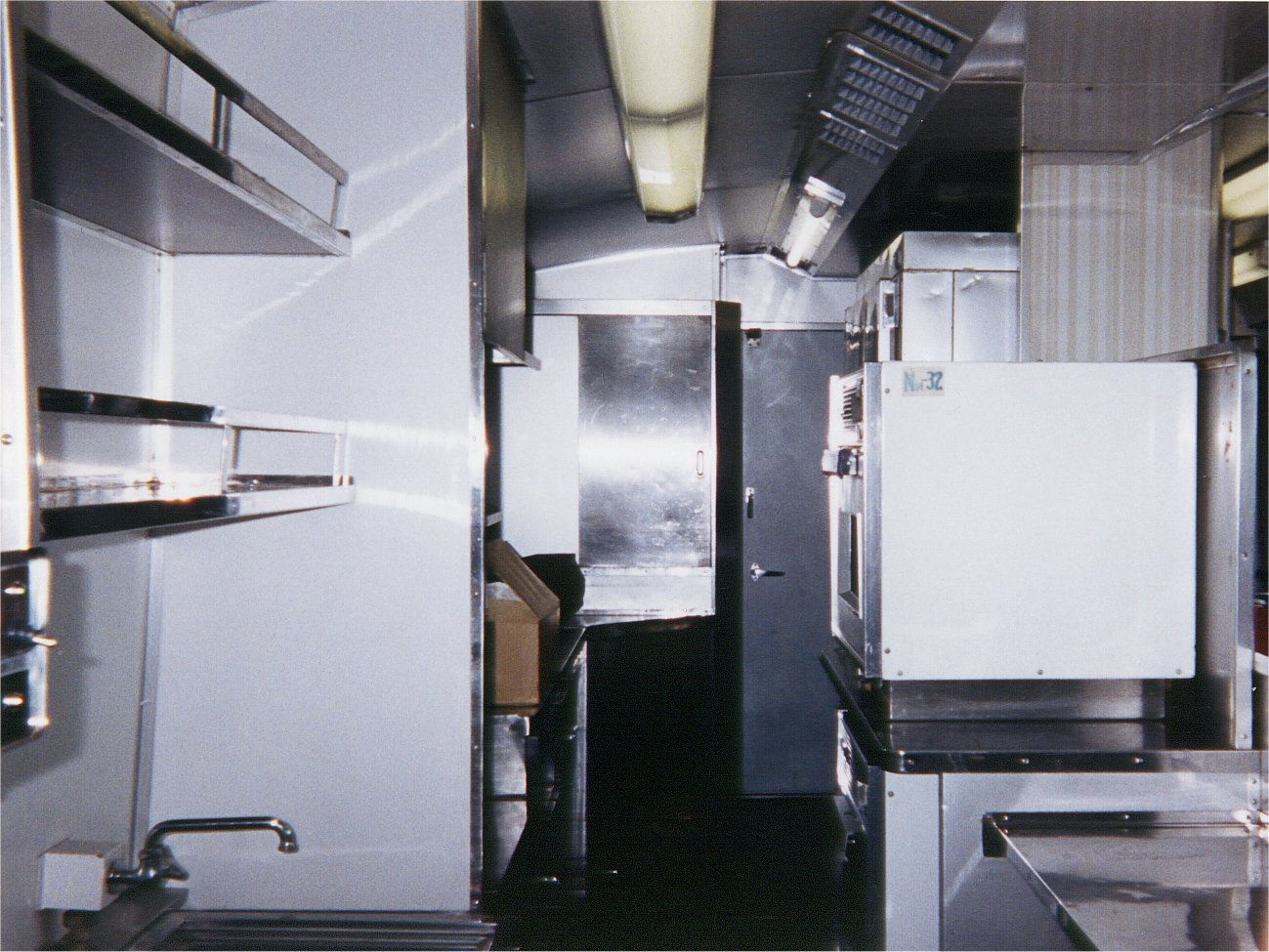
ビュフェの厨房（37形）
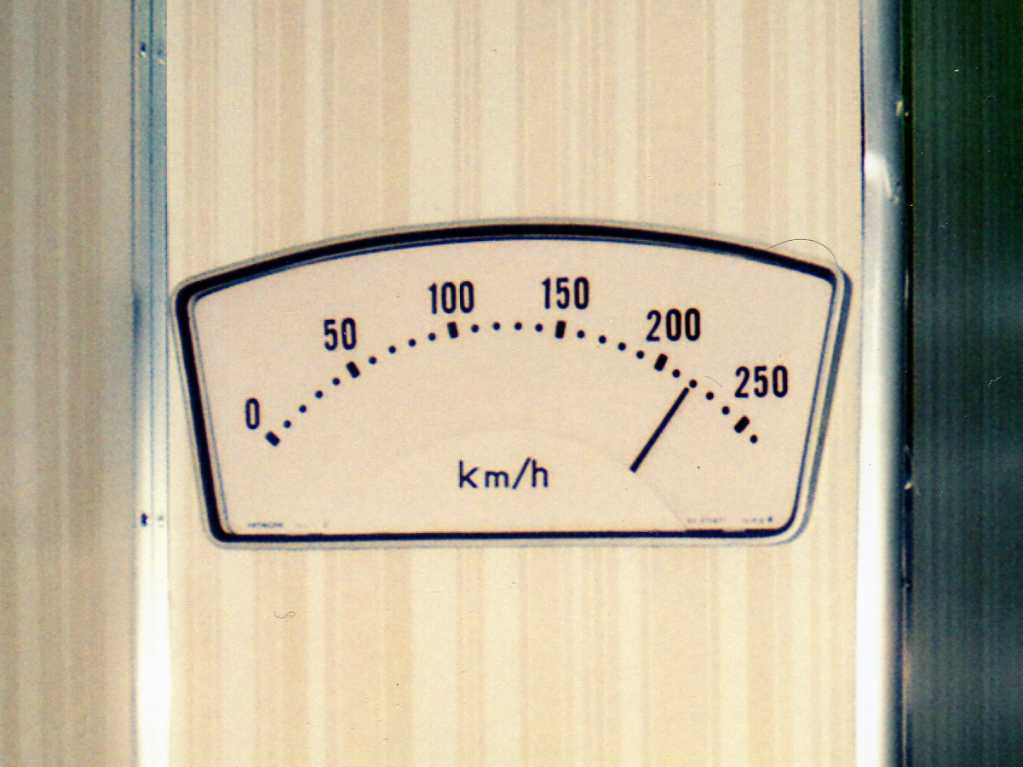
ビュフェに設置されていた速度計（37形）
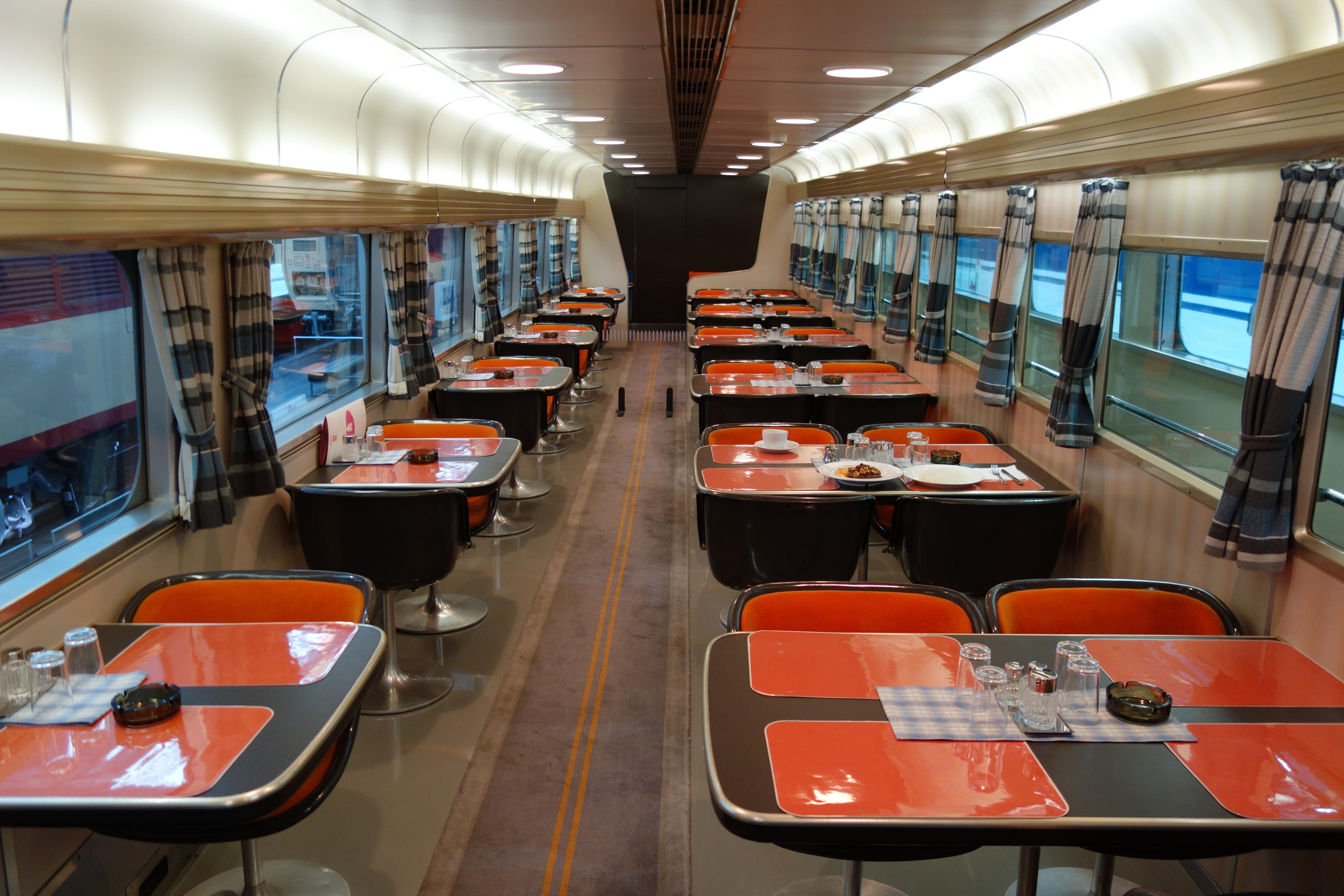
食堂車（36形、リニア・鉄道館）
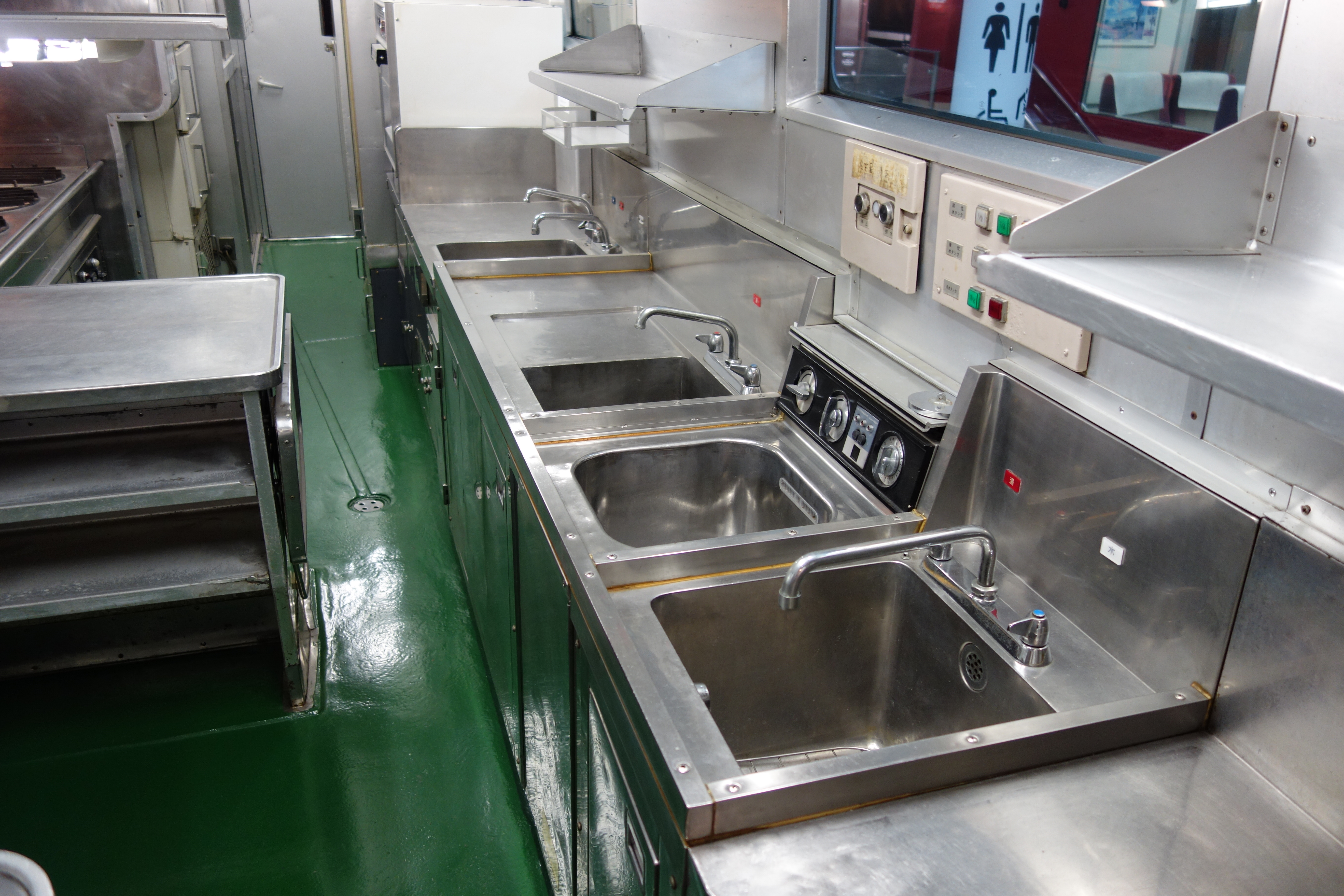
食堂車厨房（36形、リニア・鉄道館）
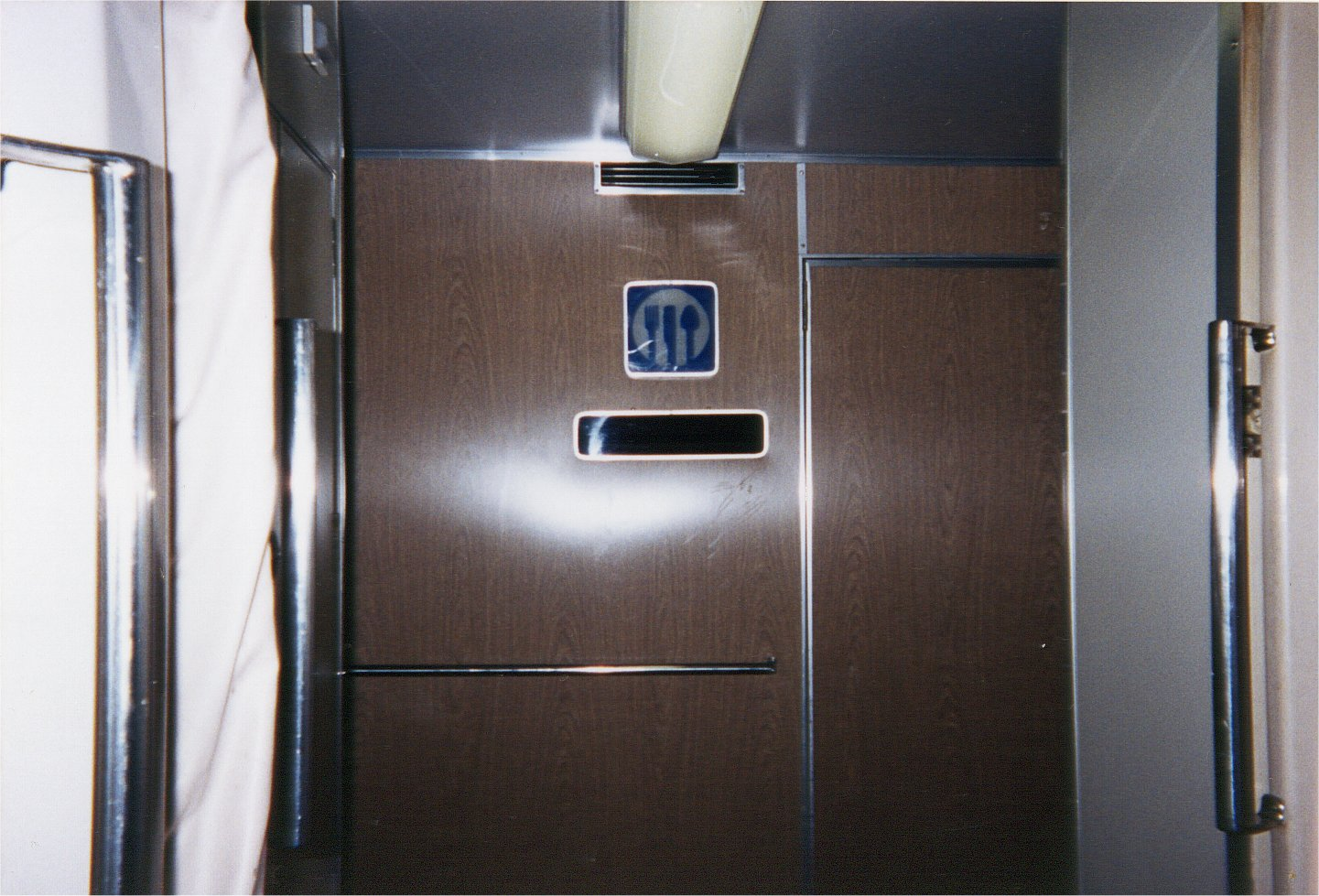
食堂車通路（36形、車端部）
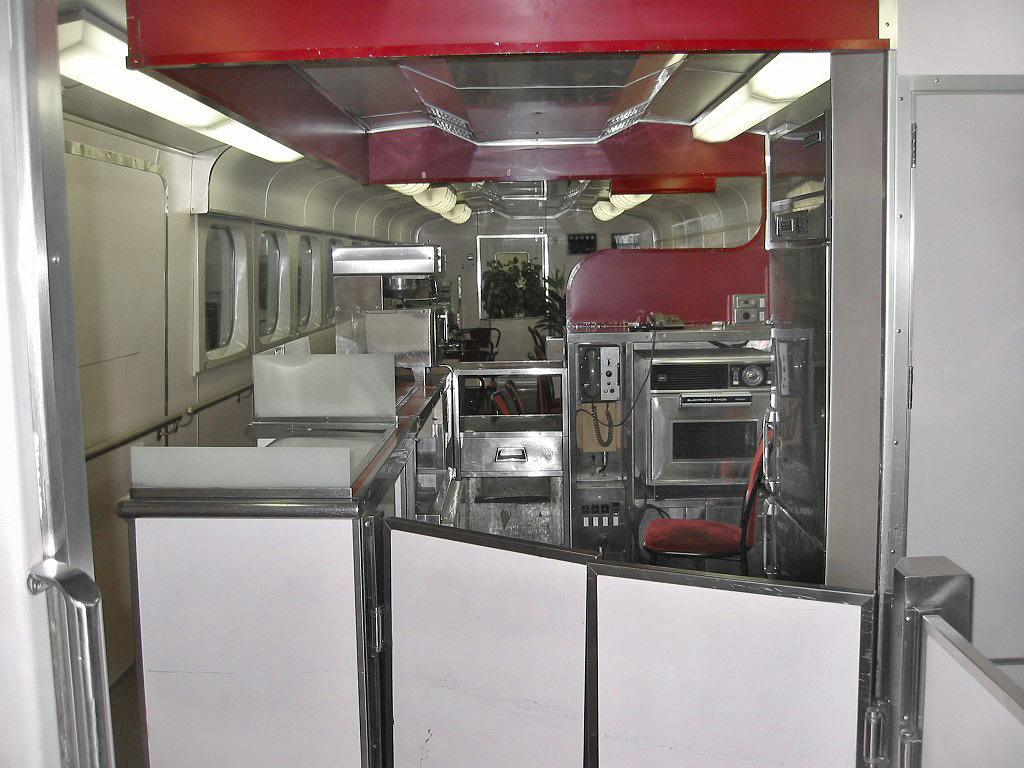
ウエストひかりに連結されたビュフェ（車端部から）
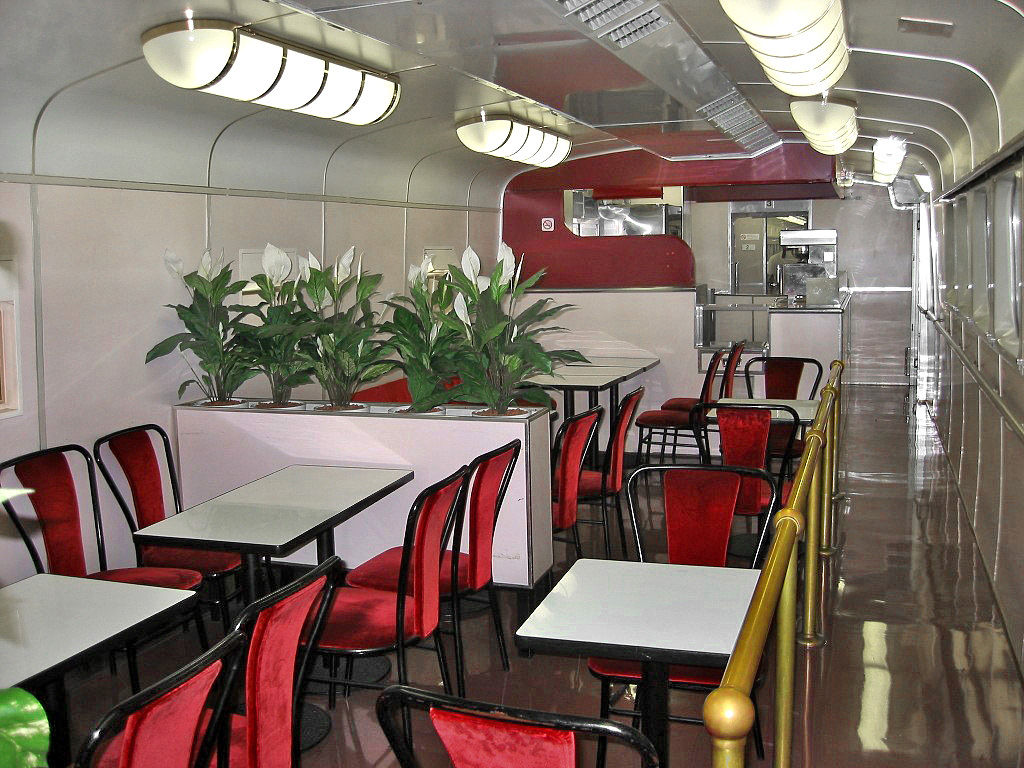
ウエストひかりに連結されたビュフェ（客席側から）

## 形式および車種
本系列に属する各形式名とその車種は以下のとおり。
奇数形式と偶数形式でユニットを組んでMM'ユニットを構成し、偶数形式（M'車）博多方にパンタグラフが設置されている。

### 基本形式

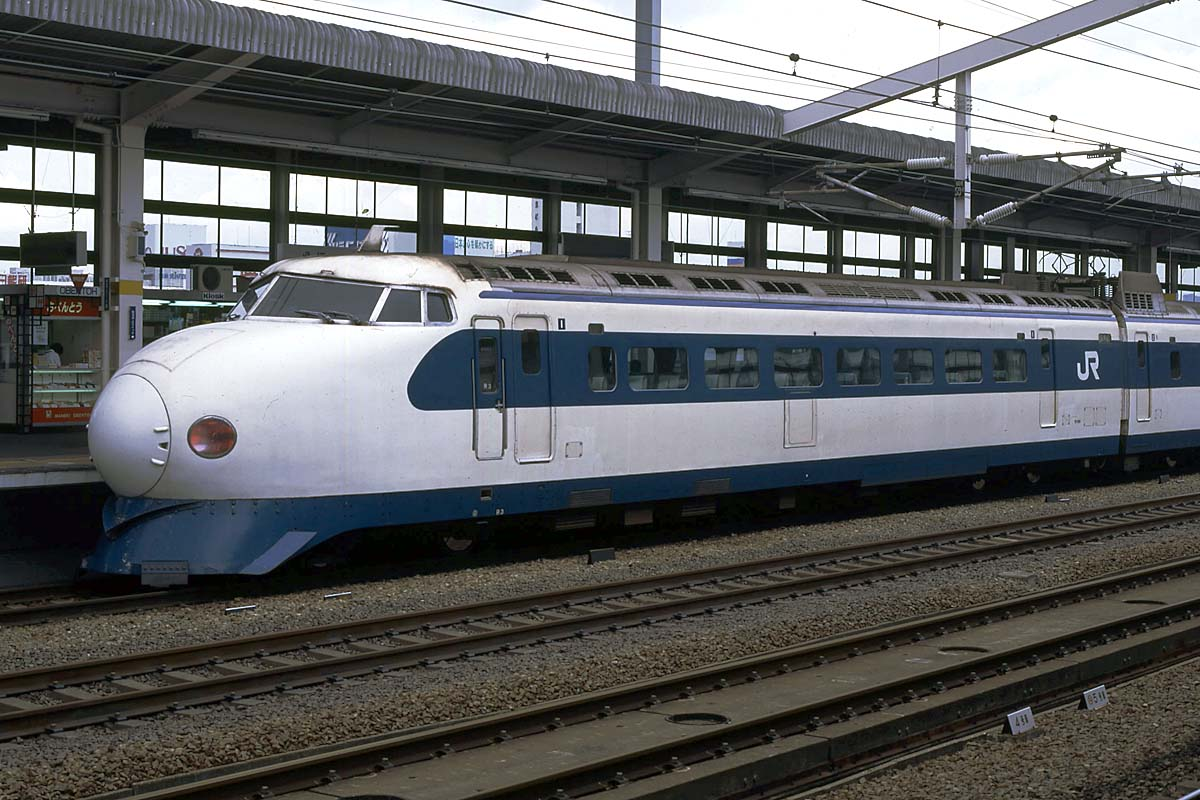
先頭車（21形）

15形(Ms)
グリーン席（旧一等席）を備える中間電動車。36形を除く偶数各形式とペアを組んで使用される。主制御器・抵抗器、電動発電機などを搭載する。基本番台車は博多開業時まで96両用意された。1000番台は30両のみに留まる。30次車以降、グリーン車は16形のみが増備されたため、15形には2000番台が存在しない。乗降口は新大阪・博多方の1箇所のみであり、また16形とともに乗降口には金色アルマイト処理による縁取りがなされている。
16形(M's)
グリーン席（旧一等席）を備える中間電動車。27形を除く奇数各形式とペアを組んで使用される。集電装置・主変圧器・整流装置・空気圧縮機などを搭載する。15形と異なり、客用乗降扉が車両の両端の2箇所に設置されている。15形より製造数が多いのは、こだま編成車や老朽車取り替えなどに向けられたのもあったためで、大窓車と混在していた編成も存在していた。基本番台車は143両、1000番台車は41両、2000番台車は35両増備された。
21形(Mc)
普通席（旧二等席）を備える制御電動車。36形を除く偶数各形式とペアを組んで使用される。博多向き運転台を備え、主制御器・抵抗器、電動発電機などを搭載する。側窓の大窓車は新大阪開業(1964年)から博多開業(1975年)にかけて143両製造されたが、当初の開通区間を達成した博多開業時より故障が目立ち、かつ劣勢化しはじめた初期の1次車の置き換えで登場した小窓車1000番台車によって1976年から廃車が始まり、さらにはメーカー都合などで当時製造が開始された200系と同じ接客設備と運転台開閉小窓が装備された改良型2000番台(1981年)も登場すると廃車が加速するが、編成単位で置き換えたのは最初の1000番台3編成だけで、以降は劣化した車両を置き換える方式のいわば車両単位に変わっている。この結果1000番台車は51両、2000番台は30両にとどまった。0系同士での置き換えは1985年度増備の38次車までとなり、1986年の100系量産車(X編成)が登場すると編成単位での廃車が再開され1970年の万博対応増備車もターゲットとされた。また、100系G編成車が登場すると廃車の他にひかり編成のこだま編成化(普通車2-2列シート化も合わせて施工された)とJR東海とJR西日本の会社間移籍譲渡も行われた。100系の増備が一段落し、1992年のぞみ用として300系が登場すると1994年には岡山開業用から博多開業用までの車両が廃車対象となり大窓車が全滅し1000番台車も廃車の対象となった。700系が登場して東海道新幹線区間運用が終了した1999年の時点では一部の1000番台車と2000番台が残るのみであった。末期、山陽区間を引退した2008年の時点では2000番台改造7950番台が存在したが、これは25・26形の先頭改造車であった。
22形(M'c)
普通席（旧二等席）を備える制御電動車。27形を除く奇数各形式とペアを組んで使用される。東京向き運転台を備え、集電装置・主変圧器・整流装置・空気圧縮機などを搭載する。車両の流れは21形と同じ。
25形(M)
普通席（旧二等席）を備える中間電動車。36形を除く偶数各形式とペアを組んで使用される。主制御器・抵抗器、電動発電機などを搭載する。基本番台車は200代車、400代車、700代車、900代車を含め各種で博多開業までに総数659両製造されている。1000番台車は115両、2000番台車は83両と最も少ないのに対しJR化後は短編成化の煽りで先頭車改造（21形）された数も多いため、2000番台車で残っているのは50両前後であった。
26形(M')
普通席（旧二等席）を備える中間電動車。27形を除く奇数各形式とペアを組んで使用される。集電装置・主変圧器・整流装置・空気圧縮機などを搭載する。基本番台車は各種で762両と同系の中では最も大勢帯車である。次ぐ1000番台車は213両、2000番台車は89両と少数のなかで先頭車改造（22形）改造された数が多いため純正で残っている数が少ない。
27形(Ma)
普通席を備える中間電動車。36形もしくは36形から改造された26形とペアを組んで使用される。車椅子対応設備を備え、主制御器・抵抗器、電動発電機などに加え、本来は36形に搭載されるべき空気圧縮機、平滑リアクトルなどの機器を搭載する。また、電子レンジを搭載し大消費電力となる36形とペアを組むことから、電動発電機も大容量のものが搭載されている。以上の事情から、博多開業に備えて1974年の17次車以降、21次車までに1 - 96の計96両が製造され、22次車（1000番台）で1001 - 1003の3両が追加製造されたに留まる。総数99両の製造に留まり、2000番台車は存在しない。
35形(Mb)
普通席（旧二等席）とビュフェを併設する中間電動車。岡山開業後の14次車まで150両が製造された。運転時間の関係で正規の食堂車を設定しなかった東海道新幹線開業時に用意されたため、軽食堂としての機能が求められ、ビュフェの側窓向きテーブルに回転椅子が備わっている。普通車 (旧二等車) の間となる5号車とグリーン車 (旧一等車) に隣接する9号車 (16両編成化後は11号車) では利用客層の違いを考慮してビュフェ部の内装配色が変えられていた。1000番台（小窓車）登場以降は37形が増備されたため、35形は0番台のみで1000番台以降の車両は存在しない。
36形(M'd)
側廊下式の全室食堂車。これも中間電動車で27形とペアを組むが、厨房での調理のため大量の水を搭載する必要があり、屋根裏・床下の双方に巨大な水タンクを設置している。その代償として空気圧縮機など一部の機器が搭載できず、それらは27形に振り分けて搭載している。このため、本形式は27形以外の奇数車とはペアを組めない。食堂車は「ひかり」主体に運用されるH・NH・N編成にのみ連結されたため、27形と同じ総数99両の製造に留まり、2000番台車は存在しない。
37形(Mb)
普通席とビュフェを併設する中間電動車。本格的な食堂車である36形の投入でビュフェに軽食堂としての機能が求められなくなり、車内販売基地としての機能が重視されるようになったことと、バリアフリーの観点から車いす対応席の設定が必要となったことにより、22次車より35形に代えて投入された。ビュフェはスペースが縮小され、また回転椅子が廃止されて立食のみとなった。22次車以降製造のため0番台が存在しない。また、途中から座席を1列分減らしビュフェ部分を拡大した1500番台が登場、30次車以降も同様の座席数の2500番台が増備された。このため2000番台も存在しない。

### 1000番台
1 - 5次車老朽置き換え用として投入された22 - 29次車（1976 - 1980年製造）、大幅な変更がなされたために1000番台で区別される。51編成619両が製造され、民営化後はJR東海に393両、JR西日本に226両が承継された。
外観上大きな変更としては、961形に準じた客用窓の小型化（普通車横幅：1,460 mm → 630 mm、グリーン車横幅：1,870 mm → 850 mm）があげられる。関ヶ原地区の雪害によって窓ガラス破損が頻発したため、交換費用を軽減するためである。また、細かな変更点を以下に列挙する。
- ステップ数の増加（17段 → 20段）により、主制御器をCS46に変更。
- 台車枠材質変更により、台車をDT200Aに変更。

### 2000番台
6 - 12次車老朽置き換え用として投入された30 - 38次車（1981 - 1986年製造）は、内装を中心に大幅な変更がなされたために2000番台で区別される。30編成309両が製造され、民営化後はJR東海に178両、JR西日本に131両が承継された。
室内アコモデーションを200系に準拠したものに変更した。具体的には、
- 普通車のシートピッチ拡大（940 mm → 980 mm）と簡易リクライニングシート化。
- 客用窓周りのFRPユニット化と客用窓の拡大（普通車横幅：630 mm → 720 mm、グリーン車横幅：850 mm → 900 mm）。

### 主要諸元
| 形式     | 車両番号    | 定員   | 重量   | 製造数 | 製造総数 | 備考 |
| -------- | ----------- | ------ | ------ | ------ | -------- | --- |
| 15 (Ms)  | 1 - 43      | 64名   | 53.0 t | 96両   | 139両    | |
| 15 (Ms)  | 44 - 96     | 64名   | 54.0 t | 96両   | 139両    | |
| 15 (Ms)  | 1001 - 1043 | 64名   | 54.5 t | 43両   | 139両    | 車内設備は0番台と同様。 |
| 16 (M's) | 1 - 90      | 68名   | 55.1 t | 143両  | 219両    | |
| 16 (M's) | 91 - 143    | 68名   | 55.6 t | 143両  | 219両    | |
| 16 (M's) | 1001 - 1041 | 68名   | 55.6 t | 41両   | 219両    | 車内設備は0番台と同様。 |
| 16 (M's) | 2001 - 2035 | 68名   | 55.6 t | 35両   | 219両    | 車内設備は0番台と同様。 |
| 21 (Mc)  | 1 - 90      | 75名   | 57.6 t | 143両  | 224両    | |
| 21 (Mc)  | 91 - 143    | 75名   | 59.1 t | 143両  | 224両    | |
| 21 (Mc)  | 1001 - 1051 | 75名   | 59.1 t | 51両   | 224両    | 車内設備は0番台と同様。 |
| 21 (Mc)  | 2001 - 2030 | 70名   | 59.1 t | 30両   | 224両    | 車内設備は0番台とほぼ同様。 |
| 22 (M'c) | 1 - 143     | 80名   | 57.4 t | 143両  | 224両    | |
| 22 (M'c) | 1001 - 1051 | 80名   | 58.9 t | 51両   | 224両    | 車内設備は0番台と同様。 |
| 22 (M'c) | 2001 - 2030 | 75名   | 58.9 t | 30両   | 224両    | 車内設備は0番台とほぼ同様。 |
| 25 (M)   | 1 - 183     | 100名  | 52.5 t | 183両  | 857両    | |
| 25 (M)   | 201 - 247   | 100名  | 53.0 t | 47両   | 857両    | 乗務員室、洋式便所付き。「こだま」1等車削減に伴い4次車から登場。                                                                    |
| 25 (M)   | 401 - 430   | 85名   | 54.0 t | 40両   | 857両    | 「こだま」ビュフェ車削減に伴う売店付き車。10次車から登場。                                                                          |
| 25 (M)   | 431 - 440   | 85名   | 54.5 t | 40両   | 857両    | 「こだま」ビュフェ車削減に伴う売店付き車。10次車から登場。                                                                          |
| 25 (M)   | 501 - 588   | 100名  | 52.5 t | 199両  | 857両    | 外観、車内設備は0番台と同様。ひかり16両化に伴う増備。                                                                               |
| 25 (M)   | 589 - 699   | 100名  | 54.0 t | 199両  | 857両    | 外観、車内設備は0番台と同様。ひかり16両化に伴う増備。                                                                               |
| 25 (M)   | 701 - 790   | 100名  | 52.5 t | 143両  | 857両    | 外観は0番台と同様。洋式便所付き。ひかり16両化に伴う増備。                                                                           |
| 25 (M)   | 791 - 843   | 100名  | 54.0 t | 143両  | 857両    | 外観は0番台と同様。洋式便所付き。ひかり16両化に伴う増備。                                                                           |
| 25 (M)   | 901 - 947   | 100名  | 54.0 t | 47両   | 857両    | 外観、車内設備は0番台と同様。ひかり16両化に伴う増備。 本来は500番台(699)の続番であるが700番台を飛ばす形で、900番台とされた。        |
| 25 (M)   | 1001 - 1103 | 100名  | 54.0 t | 103両  | 857両    | 車内設備は0番台と同様。 |
| 25 (M)   | 1201 - 1208 | 95名   | 54.0 t | 8両    | 857両    | 車内設備は200番台と同様。乗務員室、洋式便所付き。                                                                                   |
| 25 (M)   | 1401        | 85名   | 56.0 t | 1両    | 857両    | 車内設備は400番台と同様。売店付き。                                                                                                 |
| 25 (M)   | 1701 - 1703 | 100名  | 54.0 t | 3両    | 857両    | 車内設備は700番台と同様。洋式便所付き。                                                                                             |
| 25 (M)   | 2001 - 2053 | 95名   | 54.0 t | 53両   | 857両    | 車内設備は0番台とほぼ同様。 |
| 25 (M)   | 2201 - 2216 | 90名   | 54.5 t | 16両   | 857両    | 車内設備は200番台とほぼ同様。乗務員室、洋式便所付き。 2214 - 2216（38次車）は乗務員室が荷物室に、業務用室が電話室に変更されている。 |
| 25 (M)   | 2401        | 85名   | 56.0 t | 1両    | 857両    | 定員が1400番台と同じため、売店が業務用室に変更され車販準備室が縮小されている。                                                      |
| 25 (M)   | 2701 - 2713 | 95名   | 54.0 t | 13両   | 857両    | 車内設備は700番台とほぼ同様。洋式便所付き。                                                                                         |
| 26 (M')  | 1 - 180     | 100名  | 54.6 t | 180両  | 1066両   | 乗務員室、業務用室付き |
| 26 (M')  | 201 - 386   | 110名  | 54.6 t | 186両  | 1066両   | |
| 26 (M')  | 401 - 410   | 105名  | 54.6 t | 10両   | 1066両   | 15形とユニットを組む。乗務員室付き。「こだま」1等車削減に伴い4次車から登場。                                                        |
| 26 (M')  | 501 - 606   | 100名  | 54.6 t | 106両  | 1066両   | 外観は0番台と同様。乗務員室、自販機コーナー付き。10次車から登場。                                                                   |
| 26 (M')  | 701 - 864   | 110名  | 54.6 t | 280両  | 1066両   | 外観、車内設備は200番台と同様。「ひかり」16両化に伴い10次車から登場。                                                               |
| 26 (M')  | 865 - 980   | 110名  | 56.1 t | 280両  | 1066両   | 外観、車内設備は200番台と同様。「ひかり」16両化に伴い10次車から登場。                                                               |
| 26 (M')  | 1001 - 1102 | 100名  | 56.1 t | 102両  | 1066両   | 車内設備は500番台と同様。乗務員室、自販機コーナー付き。 1075 - 1102（27 - 29次車）は自販機コーナーを業務用室に変更。                |
| 26 (M')  | 1201 - 1313 | 110名  | 55.4 t | 113両  | 1066両   | 車内設備は200番台と同様。 |
| 26 (M')  | 2001 - 2038 | 95名   | 56.1 t | 38両   | 1066両   | 車内設備は0番台とほぼ同様。乗務員室、業務用室付き                                                                                   |
| 26 (M')  | 2201 - 2251 | 105名  | 55.4 t | 51両   | 1066両   | 車内設備は200番台とほぼ同様。 |
| 27 (Ma)  | 1 - 96      | 85名   | 56.0 t | 96両   | 99両     | |
| 27 (Ma)  | 1001 - 1003 | 85名   | 56.0 t | 3両    | 99両     | 車内設備は0番台と同様。 |
| 35 (Mb)  | 1 - 150     | 40名   | 56.0 t | 150両  | 150両    | 145 - 150（14次車）は物資搬入扉なし                                                                                                 |
| 36 (M'd) | 1 - 96      | (42名) | 56.6 t | 96両   | 99両     | |
| 36 (M'd) | 1001 - 1003 | (42名) | 56.6 t | 3両    | 99両     | 車内設備は0番台と同様。 |
| 37 (Mb)  | 1001 - 1070 | 43名   | 57.5 t | 70両   | 139両    | |
| 37 (Mb)  | 1501 - 1527 | 38名   | 57.5 t | 27両   | 139両    | ビュフェ室を拡大 |
| 37 (Mb)  | 2501 - 2542 | 38名   | 57.5 t | 42両   | 139両    | 車内設備は1500番台とほぼ同様。 |

### 改造形式・番台
長期に渡る使用の過程で、運用の見直し等により以下の各形式について改造による番台区分が発生している。
21・22形
3900番台
グリーン車の15-84・16-133を普通車・先頭車化して21-3901・22-3901としたもの。窓配置がグリーン車時代のままであったため、窓とシートの配列が一致してなかった。また、種車の関係から21-3901は14列目、22-3901はシートが4列配置となっているほか、21-3901は便所が和式と洋式各1組となっている。定員はそれぞれ69・74名。
工事期間を短縮するため、既に在来線115系や485系などで実績のある 配線・配管などを含めた完成済みの運転台ブロック（運転台ユニット）を製作し、既存構体に接合するブロック接合工法を採用した。改造工事では中間車の車両端部を切断・撤去し、完成済みの運転台ブロック（運転台ユニット）を接合後、既存構体との接合部の外板仕上げ、配線処理などを行うことで完成する合理的な工法である（7950番台も同様）。
7950番台
普通車の25-2038・26-2245を先頭車化して21-7951・22-7951としたもの。定員は21-7951が70（56）名、22-7951が80（64）名。22-7951は種車の関係から乗務員室が存在せず、他の22形7000・7030番台よりも定員が座席1列分多くなっている。最終的にR67編成に組み込まれ、0系引退まで在籍した。
25形
1900番台
1901 - 1903・1905 - 1907
グリーン車の15形1000番台を普通車化したもの。乗務員室と荷物室を撤去して新たに出入り口を新設。6両が改造された。1901 - 1903は国鉄時代の1985年、1905 - 1907はJR東海となった1987年に改造された。シートは1・19列目が4列、2 - 18列目が5列となっている。定員93名。番号の新旧対照は次の通り。
15-1012/1017/1014 → 25-1901 - 1903
15-1037/1038/1035 → 25-1905 - 1907
1904
1986年にビュフェ車の37-1057の客室部分を拡大し、ビュフェ部分を売店と車内販売準備室に改造したもの。上記の25形1900番台のなかで唯一車両設備や定員が異なる。東京方車端部に身障者用便所を設置している。シートは1・12・13列目が4列、2 - 11列目が5列となっている。1904の1両のみ改造。定員62名。
2900番台
1986年にビュフェ車の37形2500番台客室部分を拡大し、ビュフェ部分を売店に改造したもの。シートは1・12・13列目が4列、2 - 11列目が5列となっている。2901 - 2906の計6両が改造された。定員62名。番号の新旧対照は次の通り。
37-2519/2533/2520/2529/2530/2540 → 25-2901 - 2906
3300番台
1987年に25形700番台の客室の一部を潰して車販準備室を取り付けた車両。1両のみ改造。番号の新旧対照は次の通り。
25-763 → 25-3301
3900番台
普通車の27形0番台にシネマルームとビジネスルームを設置したもの（シネマカーとして使用）。1988年3月に3901・3902の2両が改造された。同年8月に「ウエストひかり」に組み込みの際に座席を2列+2列のものに交換して3903・3904に改番されている。定員18（14）名。番号の新旧対照は次の通り。
27-13/3 → 25-3901・3902 → 25-3903・3904
4900番台
1989年から1990年にかけて普通車の27形0番台の食堂車従業員用の洋式便所を一般用にした車両。4901 - 4918の18両が改造された。外観・車内設備は27形0番台と同様。定員85名。
食堂車36形の廃止によって余剰となった27形の活用であり、JR東海の「こだま」16両編成化時に13号車に組み込まれた。番号の新旧対照は次の通り。
27-25/44/50/19/43/22/14/59/36/9/80/35/29/73/11/54/68/79 → 25-4901 - 4918
26形
1900番台
1985年から1986年にかけて食堂車の36形0番台を普通車化したもの。大窓タイプであるが、シートピッチは2000番台と同じく980 mmとしている。1901 - 1903の計3両が改造された。26形としては唯一27形とペアを組んでいた車両である。番号の新旧対照は次の通り。
36-46/39/18 → 26-1901 - 1903
3000番台
1987年から1988年にかけて26形700番台の客室の一部を潰して乗務員室を設置した車両。2両のみ改造。番号の新旧対照は次の通り。
26-815・804 → 26-3001・3002
37形
5300番台
3両のみ存在した。それぞれ、37-5301・5303は37-5001・5002、37-5302は37-1516を改造した車両。ビュフェは立席から座席となり、定員は25名。シートは1 - 3列目が4列、4・5列目が2列となっている。定員は16名。室内設備は37形1500番台と同様。
7300番台
3両のみ存在した。それぞれ、37-7301・7303は37-2528・2517、37-7302は37-7002を改造した車両。ビュフェは座席で、定員は25名。シートは1 - 3列目が4列、4・5列目が2列となっている。定員は16名。室内設備は37形2500番台と同様。
7530番台
37形2500番台のアコモ改良車。3人掛けシートが回転可能なリクライニングシートとなっている。7531-7534の4両が改造された。
7700・7730番台
ビュフェ付き普通車の37形2500番台のビュフェ部分を「こどもサロン」に改造した車両。7701・7702の2両が改造された。後にアコモ改善が実施され、7731・7732に改番された。定員18名。番号の新旧対照は次の通り。
37-2508/2513 → 37-7701・7702 → 37-7731・7732
※定員は、0,1000,3000,5000番台（2列+2列シート化後）/2000,7000番台（2列+2列シート化後）の形で掲載する。

## 製造・編成の推移
主な出典は日本車両ミュージアム 0系新幹線 1次車から38次車までの変遷である。

### 国鉄
1次車（1964/3 - 9・180両）
- 16-1 - 30
- 21-1 - 30
- 22-1 - 30
- 25-2 - 60（偶数）
- 26-1 - 59（奇数）
- 35-2 - 60（偶数）

1964年3月、試作車両A・B編成の試験結果を元に1000形のC編成と呼ばれる先行製造車6両（1011→21-1・1012→26-1・1013→35-2・1014→16-1・1015→25-2・1016→22-1）が日本車輌製造で製造された。なお、1000形C編成としての落成当時は、C編成を編入する予定である量産車側の形式が未決定であったこともあり、A・B編成とは異なり、側面の車両番号の表記が一切なされていない状態であったが、モデル線の試験終了直後の工場入場の際に量産車の形式としての車両番号表記が追加されている。
|                              | ← 新大阪東京 → |                |                |                 |               |                 |
| 号車                         | 1              | 2              | 3              | 4               | 5             | 6               |
| 形式                         | 1011→21形 (Mc) | 1012→26形 (M') | 1013→35形 (Mb) | 1014→16形 (M's) | 1015→25形 (M) | 1016→22形 (M'c) |
| 座席                         | 2等車          | 2等車          | ビュフェ車     | 1等車           | 2等車         | 2等車           |
| 車両番号 （0系としての番号） | 1              | 1              | 2              | 1               | 2             | 1               |

試作車両A・B編成と比較して
- プラグドアを通常のものに変更（ただし気密性は従来のものより高い）
- 運転席上の静電アンテナを棒状から板状に変更
- B編成1004で使われた窓柱間クロスメンバー構造（六角形窓）の不採用
- 非常用脱出口を車両中央に配置
- 先頭車両の排障器（スカート）の強化
- 前頭部内部への非常用連結器の格納と、それに伴う蛍光灯内蔵の取りやめ
- 前照灯の大型化（電球1個→電球を縦に2個）

などがあげられる。
1等車（後のグリーン車）の2つの仕切り扉のうち1か所をマットスイッチによる自動式の引き戸を採用。増備車では2等車（普通車）にも設置（1か所のみ）、後に全ての仕切り扉を自動扉としている。
先行製造車を含め同年9月までに、5社により6両30本180両が1次車として製造された。
2次車（1964/6 - 9・180両）
- 15-1 - 30
- 25-1 - 59（奇数）
- 26-2 - 60（偶数）・201 - 260
- 35-1 - 59（奇数）

当初はC編成と同じ6両編成の計画だったが、12両編成で営業運転となったため追加の180両を2次車として増備する。
開業までに1・2次車として12両編成30本の計360両（N1 - N6・K1 - K6・R1 - R6・S1 - S6・H1 - H6編成）が揃う。「ひかり」「こだま」共通の編成で、全車指定席、1等車2両（7・8号車）、2等車8両、2等車・ビュフェ合造車2両（5・9号車）の計12両で構成される。
当時編成記号は車両製造会社によって割り振られていた。日本車両（東京支店）はN、汽車製造（東京支店）はK、川崎車輛（川崎重工業）はR、近畿車輛はS、日立製作所はH、東急車輛製造（1967年以降、T11編成 - ）はTであった。
|               | ← 新大阪東京 → |           |          |            |            |            |           |            |            |           |          |            |
| 号車          | 1              | 2         | 3        | 4          | 5          | 6          | 7         | 8          | 9          | 10        | 11       | 12         |
| ひかり こだま | 21形 (Mc)      | 26形 (M') | 25形 (M) | 26形 (M'2) | 35形 (Mb)  | 26形 (M'2) | 15形 (Ms) | 16形 (M's) | 35形 (Mb)  | 26形 (M') | 25形 (M) | 22形 (M'c) |
| ひかり こだま | 2等車          | 2等車     | 2等車    | 2等車      | ビュフェ車 | 2等車      | 1等車     | 1等車      | ビュフェ車 | 2等車     | 2等車    | 2等車      |

3次車（1965/4 - 7・120両）
- 15-31 - 40
- 16-31 - 40
- 21-31 - 40
- 22-31 - 40
- 25-61 - 80
- 26-61 - 80・261 - 280
- 35-61 - 80

増発に伴い、1965年に3次車として12両編成10本の計120両（N7・N8・K7・K8・R7・R8・S7・S8・H7・H8編成）が新製され、12両編成40本となった。
改良点として、幌の改良によりデッキ部分も気密化がなされ、先頭車22形のボンネット内にエアコンが設置され、その関係で21形と同様に点検口が追加された。台車には踏面清掃装置・軸受温度センサーが追設され、パンタ碍子の絶縁強化、中間車の列車番号・行先表示用札差の廃止、前頭部カバーのFRP化（光前頭機能の廃止）、運転台側引窓のユニット化、列車無線用静止インバータの追加がある。
4次車（1966/6 - 7・60両）
- 21-41 - 45
- 22-41 - 45
- 25-81 - 90・201 - 205
- 26-81 - 90・281 - 290・401 - 405
- 35-81 - 90

開業以後、「こだま」では2等車の利用が多く、1等車2両は過剰であることが判明した。そのため、4・5次車導入時に「ひかり」と「こだま」用の編成を分離した。1・2次車は組み替えなしに「ひかり」用編成となったが、3次車では1等車組み込みなしの12両編成で新製された4・5次車との間で2等車（25形200番台）と1等車（15形）を交換することによって、1等車のうち1両を2等車に組み替えた。このため、「こだま」用編成のうち、1等車が7号車（15形）の位置に連結されているもの（変則「こだま」編成）と8号車（16形）の位置に連結されているもの（正規「こだま」編成）の2種類が存在した。
改良点は主電動機を絶縁強化したMT200Aに変更し、駆動装置に温度センサーを追加した。上屋根・スカート・パンタグラフの強度を高めたほか、2等車客室に引き戸式の自動扉を初採用（1等車と同じ片側のみ）、3列座席の中間席にも灰皿を設置した。空気調和装置も4次車で増設されている。
|             | ← 新大阪東京 → |           |          |            |            |            |           |            |            |           |          |            |
| 号車        | 1              | 2         | 3        | 4          | 5          | 6          | 7         | 8          | 9          | 10        | 11       | 12         |
| 正規 こだま | 21形 (Mc)      | 26形 (M') | 25形 (M) | 26形 (M'2) | 35形 (Mb)  | 26形 (M'2) | 25形 (M2) | 16形 (M's) | 35形 (Mb)  | 26形 (M') | 25形 (M) | 22形 (M'c) |
| 正規 こだま | 2等車          | 2等車     | 2等車    | 2等車      | ビュフェ車 | 2等車      | 2等車     | 1等車      | ビュフェ車 | 2等車     | 2等車    | 2等車      |
| 変則 こだま | 21形 (Mc)      | 26形 (M') | 25形 (M) | 26形 (M'2) | 35形 (Mb)  | 26形 (M'2) | 15形 (Ms) | 26形 (M'4) | 35形 (Mb)  | 26形 (M') | 25形 (M) | 22形 (M'c) |
| 変則 こだま | 2等車          | 2等車     | 2等車    | 2等車      | ビュフェ車 | 2等車      | 1等車     | 2等車      | ビュフェ車 | 2等車     | 2等車    | 2等車      |

5次車（1966/10 - 11・60両）
- 21-46 - 50
- 22-46 - 50
- 25-91 - 100・206 - 210
- 26-91 - 100・291 - 300・406 - 410
- 35-91 - 100

4次車と同じ「こだま」編成の組替用増備車で、1等車組み込みなしの12両編成で増備された。車輪のディスクブレーキの取付部分の強化、パンタグラフ部分の風防の改良もある。
6次車（1967/6 - 11・84両）
- 16-41 - 47
- 21-51 - 57
- 22-51 - 57
- 25-101 - 114・211 - 217
- 26-101 - 114・301 - 314
- 35-101 - 114

正規「こだま」用編成12両7本を増備。この製造分より東急車輌製造が製造に加わる。改良点はビュフェに電話室の設置、シートの改良、座席指定表示札差の廃止、シンクロファックスをテープ式への変更、車端ダンパの改良。またデッキ部に空調吹出口が設置され、それにより屋根上に設置されているルーバーがデッキの部分にも増設されている。
7次車（1968/2 - 3・36両）
- 16-48 - 50
- 21-58 - 60
- 22-58 - 60
- 25-115 - 120・218 - 220
- 26-115 - 120・315 - 320
- 35-115 - 120

正規「こだま」用編成12両3本を増備。改良点は汚物処理装置を貯槽式から循環式に変更、2等車シートのテーブル強度の向上、運転室前面窓上部に手掛けの設置、連結緩衝器を容量増大したRD11への変更。
8次車（1968/6 - 9・72両）
- 16-51 - 56
- 21-61 - 66
- 22-61 - 66
- 25-121 - 132・221 - 226
- 26-121 - 132・321 - 332
- 35-121 - 132

正規「こだま」用編成12両6本を増備。改良点は限時継電器の無接点化、増圧シリンダ強化。
9次車（1969/3 - 4・72両）
- 16-57 - 64
- 21-67 - 72
- 22-67 - 72
- 25-133 - 144・227 - 232
- 26-133 - 144・333 - 340・342・344
- 35-133 - 144

正規「こだま」用編成12両4本と組替用12両2本を増備。組替用2編成（N14・H14編成）は1等車（グリーン車）16形を編成中に2両（4・8号車）組み込んだ状態で落成し、変則「こだま」編成の8号車26形と9次車の4号車16形を交換することで変則「こだま」編成 → 「ひかり」編成化を行っている。
改良点はパンタグラフの強度の向上、パンタ碍子の騒音低減、オルゴールの変更。
10次車（1969/7 - 1970/2・180両）
- 16-65 - 69
- 21-73 - 77
- 22-73 - 77
- 25-145 - 154・233 - 237・401 - 410・501 - 530・701 - 730
- 26-145 - 154・341・343・345 - 350・352・354・701 - 760

この製造分より16両編成化が開始された。「ひかり」16両化用に普通車中間車160両が増備され、6,7号車間に新7,8号車を、10,11号車間に新13,14号車を挿入する形をとった。
これと同時に「こだま」でのビュフェ利用率が低かったため、「こだま」編成に組み込まれた2両のビュフェ車の内1両を売店車（25形400番台）に組み替える作業も行われた。10次車では売店車を編成中に2両組み込んだ編成を落成し、既存編成の5号車に連結されたビュフェ車と交換していった。売店車、ビュフェ車を各1両ずつ組み込んだ新正規「こだま」編成となる。
改良点は後部標識灯フィルタを回転式に変更、乗務員室座席の改良。1969年5月の運賃改定に伴い、1等車はグリーン車に、2等車は普通車に変更されている。
11次車（1970/3 - 4・96両）
- 16-70 - 75
- 21-78 - 85
- 22 -78 - 85
- 25-155 - 170・238 - 245・411 - 426
- 26-155 - 170・351・353・355 - 370

「こだま」編成組替用に売店車を2両組み込んだ編成を6本落成し、ビュフェ車2両組込編成の5号車ビュフェ車を売店車と交換。
また売店車を2両組み込んだ普通車のみ編成を2編成落成し、12両「ひかり」2編成、ビュフェ車2両組込「こだま」2編成と車両交換により、新正規「こだま」4編成、変則「こだま」2編成ができる。
変更点としては自動ドアのハンドルスイッチを廃止、ワイパー洗浄水噴射装置の追加、先頭車のみに残存していた列車番号・行先表示用札差の廃止。
12次車（1971/11 - 1972/2・64両）
- 16-76 - 87
- 21-86・87
- 22-86・87
- 25-171 - 174・246・247・427 - 430・531 - 540・731 - 740
- 26-171 - 174・371 - 374・761 - 770

1972年の岡山延伸に合わせ、「こだま」編成組替用に売店車を2両組み込んだ編成を2本、普通車30両、グリーン車10両の中間車40両が増備された。中間車40両は変則「こだま」編成10本に組み込まれ、「ひかり」16両編成10本となる。この増備により変則「こだま」編成を解消し、新正規「こだま」編成12両47本が揃う。
変更点として長大トンネル対応連続換気装置の搭載準備工事、グリーン車のマガジンラック設置、カーテン等の素材の難燃化である。
12次車増備途中の1971年12月15日、編成記号は製造会社別から用途別に変更された。これは、16両化や組み換えによって、同一製造会社での編成が組めなくなったからである。「ひかり」編成をH編成、「こだま」編成をS（12両編成）もしくはK（16両編成）編成とした。
1972年3月15日の岡山開業までに「ひかり」用編成はH1 - 40編成16両40本となる。なお、H1 - H30編成は元「ひかり」用編成、H31 - H40編成は元変則「こだま」用編成である。
|                       | ← 新大阪東京 → |           |           |            |                 |            |           |            |            |            |            |            |           |            |          |            |
| 号車                  | 1              | 2         | 3         | 4          | 5               | 6          | 7         | 8          | 9          | 10         | 11         | 12         | 13        | 14         | 15       | 16         |
| ひかり H1 - H30 編成  | 21形 (Mc)      | 26形 (M') | 25形 (M)  | 26形 (M'2) | 35形 (Mb)       | 26形 (M'2) | 25形 (M7) | 26形 (M'7) | 15形 (Ms)  | 16形 (M's) | 35形 (Mb)  | 26形 (M')  | 25形 (M5) | 26形 (M'7) | 25形 (M) | 22形 (M'c) |
| ひかり H1 - H30 編成  | 普通車         | 普通車    | 普通車    | 普通車     | ビュフェ車      | 普通車     | 普通車    | 普通車     | グリーン車 | グリーン車 | ビュフェ車 | 普通車     | 普通車    | 普通車     | 普通車   | 普通車     |
| ひかり H31 - H40 編成 | 21形 (Mc)      | 26形 (M') | 25形 (M5) | 26形 (M'4) | 35形 (Mb)       | 26形 (M'2) | 25形 (M7) | 26形 (M'7) | 15形 (Ms)  | 16形 (M's) | 35形 (Mb)  | 26形 (M')  | 25形 (M)  | 26形 (M'2) | 25形 (M) | 22形 (M'c) |
| ひかり H31 - H40 編成 | 普通車         | 普通車    | 普通車    | 普通車     | ビュフェ車      | 普通車     | 普通車    | 普通車     | グリーン車 | グリーン車 | ビュフェ車 | 普通車     | 普通車    | 普通車     | 普通車   | 普通車     |
| こだま                | 21形 (Mc)      | 26形 (M') | 25形 (M)  | 26形 (M'2) | 25形 (Mk)       | 26形 (M'2) | 25形 (M2) | 16形 (M's) | 35形 (Mb)  | 26形 (M')  | 25形 (M)   | 22形 (M'c) |           |            |          |            |
| こだま                | 普通車         | 普通車    | 普通車    | 普通車     | 普通車 (売店車) | 普通車     | 普通車    | グリーン車 | ビュフェ車 | 普通車     | 普通車     | 普通車     |           |            |          |            |

- 太字は追加車両。

13次車（1972/6 - 1972/12・92両）
- 25-541 - 563・741 - 763
- 26-771 - 816

「こだま」16両化用に普通車中間車92両が増備される。これにより変則「こだま」K25 - 41編成16両17本、正規「こだま」K42 - 47編成16両6本が編成され、残りの「こだま」はS1 - S24編成12両24本となった。なお、16両のK編成は売店車（変則はビュフェ車）は5号車、グリーン車は12号車、ビュフェ車は13号車となり、12両のS編成は1 - 4号車欠番の5 - 16号車とされた。この製造分より普通車シートの表地を難燃化素材としている。
|           | ← 新大阪東京 → |           |          |            |                 |            |           |            |                 |            |           |            |            |           |          |            |
| 号車      | 1              | 2         | 3        | 4          | 5               | 6          | 7         | 8          | 9               | 10         | 11        | 12         | 13         | 14        | 15       | 16         |
| S編成     |                |           |          |            | 21形 (Mc)       | 26形 (M')  | 25形 (M)  | 26形 (M'2) | 25形 (Mk)       | 26形 (M'2) | 25形 (M2) | 16形 (M's) | 35形 (Mb)  | 26形 (M') | 25形 (M) | 22形 (M'c) |
| S編成     |                |           |          |            | 普通車          | 普通車     | 普通車    | 普通車     | 普通車 (売店車) | 普通車     | 普通車    | グリーン車 | ビュフェ車 | 普通車    | 普通車   | 普通車     |
| 変則K編成 | 21形 (Mc)      | 26形 (M') | 25形 (M) | 26形 (M'2) | 35形 (Mb)       | 26形 (M'2) | 25形 (M2) | 26形 (M'7) | 25形 (M5)       | 26形 (M'7) | 25形 (M7) | 16形 (M's) | 35形 (Mb)  | 26形 (M') | 25形 (M) | 22形 (M'c) |
| 変則K編成 | 普通車         | 普通車    | 普通車   | 普通車     | ビュフェ車      | 普通車     | 普通車    | 普通車     | 普通車          | 普通車     | 普通車    | グリーン車 | ビュフェ車 | 普通車    | 普通車   | 普通車     |
| 正規K編成 | 21形 (Mc)      | 26形 (M') | 25形 (M) | 26形 (M'2) | 25形 (Mk)       | 26形 (M'2) | 25形 (M2) | 26形 (M'7) | 25形 (M5)       | 26形 (M'7) | 25形 (M7) | 16形 (M's) | 35形 (Mb)  | 26形 (M') | 25形 (M) | 22形 (M'c) |
| 正規K編成 | 普通車         | 普通車    | 普通車   | 普通車     | 普通車 (売店車) | 普通車     | 普通車    | 普通車     | 普通車          | 普通車     | 普通車    | グリーン車 | ビュフェ車 | 普通車    | 普通車   | 普通車     |

- 太字は追加車両。

14次車（1973/2・48両）
- 15-41 - 43
- 16-88 - 90
- 21-88 - 90
- 22-88 - 90
- 25-175 - 183・764 - 766
- 26-175 - 180・375 - 386
- 35-145 - 150

「ひかり」用のH41 - H43編成16両3本が増備される。新製時から連続換気装置を取り付けている。以降の編成にも踏襲され、既存編成（H1 - H40編成）にも追設され、山陽新幹線岡山以西乗り入れに対応している。
その他の改良点として騒音低減対策として台車部スカートの延長、電照式行先・指定席/自由席・号車表示器の採用、座席改良、FRP製水タンク・FRP製汚物タンク等難燃化、PCB代替によるコンデンサー類の鉱物油化、デッキ部のスピーカー増設。
15次車（1973/3 - 6・96両）
- 25-564 - 587・767 - 790
- 26-817 - 864

「こだま」16両化用に普通車中間車96両が増備される。この増備でこだまは全て16両編成となる。「こだま」47編成のうち売店車・ビュフェ車組込の正規編成が30本、ビュフェ車2両組込の変則編成が17本となった。
変更点として主電動機は熱容量増加したMT200Bとした。14次車で採用した電照式表示と台車部スカートの延長は準備工事とした。
16次車（1973/9 - 1974/5・252両）
- 15-44 - 64
- 16-91 - 111
- 21-91 - 111
- 22-91 - 111
- 25-588 - 650・791 - 811
- 26-501 - 542・865 - 906

1975年の博多開業用「ひかり」用に、ビュフェ車ユニットと食堂車ユニットを含まない12両編成21本が増備される。翌年の食堂車組み込みによる16両編成化を見越して、「ひかり」用編成であったがS編成（S44 - S64）を名乗った。これは当時のH編成がH43編成までであり、その連番として番号がつけられたためである。
改良点としてシリコン整流器を大容量のRS200Aとし、従来の特高圧空気遮断器を真空遮断器に変更、列車番号装置の5桁化、客室の全ての仕切扉の自動引戸化、非常口構造のユニット化、非常はしごの設置、側窓ガラスの飛散防止対策として外側を合わせガラスに変更、26形の業務用室に自動販売機設置準備のため大型シャッターの設置、22形の業務用室を乗務員室への変更があったが、従来車の電照式号車表示は札差となり、騒音低減のためのスカートの延長は取りやめとなった。
17次車（1974/4 - 8・128両）
- 27-1 - 64
- 36-1 - 64

0系初の食堂車のユニット（27形+36形）2両64本が増備される。車両組替により16両H1 - H43編成にビュフェ車ユニット（35形+26形）と入替で食堂車ユニットを組込、12両S44 - S64編成は組替で余剰になったビュフェ車ユニットと新造の食堂車ユニットを組み込み、16両のH44 - H64編成となる。この製造分よりMG容量が増大。27形は身障者対応の設備を有する。
|        | ← 岡山・新大阪東京 → |           |          |            |           |            |           |            |            |            |            |            |           |           |          |            |
| 号車   | 1                    | 2         | 3        | 4          | 5         | 6          | 7         | 8          | 9          | 10         | 11         | 12         | 13        | 14        | 15       | 16         |
| ひかり | 21形 (Mc)            | 26形 (M') | 25形 (M) | 26形 (M'2) | 25形 (M7) | 26形 (M'7) | 27形 (Ma) | 36形 (M'd) | 35形 (Mb)  | 26形 (M'2) | 15形 (Ms)  | 16形 (M's) | 25形 (M5) | 26形 (M') | 25形 (M) | 22形 (M'c) |
| ひかり | 普通車               | 普通車    | 普通車   | 普通車     | 普通車    | 普通車     | 普通車    | 食堂車     | ビュフェ車 | 普通車     | グリーン車 | グリーン車 | 普通車    | 普通車    | 普通車   | 普通車     |

18次車（1974/8 - 12・156両）
- 15-65 - 80
- 16-112 - 127
- 21-112 - 122
- 22-112 - 122
- 25-651 - 681・812 - 821
- 26-543 - 563・907 - 926
- 27-65 - 74
- 36-65 - 74

1編成のみ両端のユニット4両を除く12両を全てグリーン車としたH70編成（別名:ひかりスペシャルまたはIPUスペシャル）として落成。この編成は、後述の国際会議輸送のために組成され、会議終了後は6組中5組のグリーン車ユニットとその後落成したグリーン車のないH76 - H79,H82編成に組み込まれた普通車ユニット等とを入れ替えることでノーマルなH編成6本に組成しなおされた。0系は2両単位の柔軟なユニット組成が出来た点と、博多延伸開業に合わせた0系全体の増備中だったためにグリーン車ユニットを先行して集中増備しても問題が無かった点が本編成の組成を可能とした。
|          | ← 京都東京 → |            |            |            |            |            |            |            |            |            |            |            |            |            |           |            |
| 号車     | 1            | 2          | 3          | 4          | 5          | 6          | 7          | 8          | 9          | 10         | 11         | 12         | 13         | 14         | 15        | 16         |
| 形式     | 21形 (Mc)    | 26形 (M'5) | 15形 (Ms)  | 16形 (M's) | 15形 (Ms)  | 16形 (M's) | 15形 (Ms)  | 16形 (M's) | 15形 (Ms)  | 16形 (M's) | 15形 (Ms)  | 16形 (M's) | 15形 (Ms)  | 16形 (M's) | 25形 (M5) | 22形 (M'c) |
| 車両番号 | 117          | 553        | 70         | 117        | 72         | 119        | 73         | 120        | 74         | 121        | 75         | 122        | 76         | 123        | 666       | 117        |
| 座席     | 普通車       | 普通車     | グリーン車 | グリーン車 | グリーン車 | グリーン車 | グリーン車 | グリーン車 | グリーン車 | グリーン車 | グリーン車 | グリーン車 | グリーン車 | グリーン車 | 普通車    | 普通車     |

- 10月6日、第61回列国議会同盟 (IPU) 議員団輸送のため東京 - 京都（ひかり」421・424号）往復に充当。

この他に用にビュフェ車ユニットを含まない14両10本が増備される。余剰のビュフェ車ユニットを組み込み「ひかり」用H65 - H75編成が組まれる。改良点は主変圧器の絶縁油を従来のPCB油から公害対策としてシリコン油に変更したTM201形の採用、運転室に熱線入りガラスの採用、冷水器の小型化。
19次車（1975/1 - 3・152両）
- 15-81 - 86
- 16-128 - 133
- 21-123 - 133
- 22-123 - 133
- 25-682 - 699・822 - 833・901 - 917
- 26-564 - 586・927 - 950
- 27-75 - 86
- 36-75 - 86

H70編成と余剰のビュフェ車の組替用として食堂車ユニットと普通車ユニットの中間車8両、グリーン車ユニットとビュフェ車ユニットを含まない12両編成5本とビュフェ車ユニットを含まない14両編成6本が増備される。編成組替で「ひかり」用H76 - H86編成が組まれる。
12両だった「こだま」S編成は山陽新幹線の新大阪 - 岡山間の開業後の第13・15次増備で旧7・8号車間に新8 - 11号車が挿入され、16両のK1 - K47編成の47編成が組成された。
K編成は、連続換気装置のない13次車（1972年製）以前の車が多数を占めていたため、岡山より西に入ることが出来ない。山陽新幹線の各駅停車は「ひかり」H・NH・N編成が担うため、「こだま」編成に連続換気装置を取り付ける必要がなかったためである。
1975年3月10日の博多開業までに「ひかり」H編成86本、「こだま」K編成47本の16両編成が準備された。
20次車（1975/6 - 7・96両）
- 15-87 - 92
- 16-134 - 139
- 21-134 - 139
- 22-134 - 139
- 25-431 - 436・834 - 839・918 - 935
- 26-587 - 598・951 - 968
- 27-87 - 92
- 36-87 - 92

「ひかり」組替用H87 - H92編成6本が増備される。売店車を2両組込。ビュフェ車を2両連結していた「こだま」用K編成と組替で売店車ユニットとビュフェ車ユニットを交換。
21次車（1976/6 - 7・64両）
- 15-93 - 96
- 16-140 - 143
- 21-140 - 143
- 22-140 - 143
- 25-437 - 440・840 - 843・936 - 947
- 26-599 - 606・969 - 980
- 27-93 - 96
- 36-93 - 96

非常時に対応するための予備として「ひかり」組替用H93 - H96編成4本が増備された。売店車を2両組込。ビュフェ車2両連結の「こだま」は7編成となる。
22次車（1976/9 - 1977/3・147両）
- 15-1001 - 1011
- 16-1001 - 1011
- 21-1001 - 1011
- 22-1001 - 1011
- 25-1001 - 1025・1701 - 1703
- 26-1001 - 1022・1201 - 1225
- 27-1001 - 1003
- 36-1001 - 1003
- 37-1001 - 1022

初期の1・2次車置き換えのため小窓の1000番台車両の製造が行われ、編成組み替えの予備として「ひかり」用N97 - N99編成16両3本が増備される。全車1000番台車のためN編成となった。
この製造分より設計が大幅に見直され、座席指定表示器の字幕化、発電ブレーキの下限速度の変更（50 km/h → 30 km/h）、主制御器をステップ数を増加したCS46に変更、主抵抗器をMR201に変更、台車を台車枠材質を変更したDT200Aに変更、WN継手をQD251に変更、スカート内部の排障器の材質を鋼製からアルミ製に変更。
この他にH編成1 - 4・9 - 12・14 - 16号車置換用の11両8本、9号車用の新形式37形ビュフェ車11両の1000番台車が増備される。H1 - H4・H9 - H12編成は先頭車が1000番台車なのでNH編成となった。ただし5・6・13号車は12次車、7・8号車は17次車のため置き換えの対象外。中間車のみ1000番台車に置き換えた編成は編成名の変更はなかった。
この増備で1・2次車99両が初の廃車となり、浜松工場で順次解体された。1976年に0系保有台数は開業以来最多の2,336両となる。
|        | ← 博多・新大阪東京 → |           |          |            |           |            |           |            |            |            |            |            |          |           |          |            |
| 号車   | 1                    | 2         | 3        | 4          | 5         | 6          | 7         | 8          | 9          | 10         | 11         | 12         | 13       | 14        | 15       | 16         |
| ひかり | 21形 (Mc)            | 26形 (M') | 25形 (M) | 26形 (M'2) | 25形 (M7) | 26形 (M'2) | 27形 (Ma) | 36形 (M'd) | 37形 (Mb)  | 26形 (M'2) | 15形 (Ms)  | 16形 (M's) | 25形 (M) | 26形 (M') | 25形 (M) | 22形 (M'c) |
| ひかり | 普通車               | 普通車    | 普通車   | 普通車     | 普通車    | 普通車     | 普通車    | 食堂車     | ビュフェ車 | 普通車     | グリーン車 | グリーン車 | 普通車   | 普通車    | 普通車   | 普通車     |

23次車（1977/6 - 1977/12・121両）
- 15-1012 - 1021
- 16-1012 - 1021
- 21-1012 - 1021
- 22-1012 - 1021
- 25-1026 - 1045
- 26-1023 - 1042・1226 - 1245
- 37-1023 - 1043

1・2次車置き換え用に11両10本、ビュフェ車11両が増備された。客室内に新幹線車両で初の広告枠を取付。
24次車（1977/12 - 1978/3・69両）
- 15-1022 - 1027
- 16-1022 - 1027
- 21-1022 - 1027
- 22-1022 - 1027
- 25-1046 - 1057
- 26-1043 - 1054・1246 - 1257
- 37-1044 - 1052

1・2次車置き換え用に11両6本、ビュフェ車3両が増備された。主変圧器がTM201Aとなる。
25次車（1978/5 - 10・71両）
- 15-1028 - 1033
- 16-1028 - 1033
- 21-1028 - 1033
- 22-1028 - 1033
- 25-1058 - 1069
- 26-1055 - 1066・1258 - 1269
- 37-1053 - 1063

1・2次車置き換え用に11両6本、ビュフェ車5両が増備された。この増備で1・2次車は全て引退し、H1 - H30編成は全てNH編成となった。
変更点として26形に業務用室を設置され、行き先表示器の方向幕に「修学旅行」を追加する。
26次車（1978/12 - 1979/3・50両）
- 15-1034 - 1039
- 21-1034 - 1037
- 22-1034 - 1037
- 25-1070 - 1077
- 26-1067 - 1074・ - 1282
- 37-1064 - 1070

3 - 5次車置き換え用としてH編成1・2・4・9 - 11・13 - 16号車置換用の10両4本、グリーン車ユニット2組、ビュフェ車ユニット3組が増備される。改良点はATC受信機の完全3重化（ATC-1D/S形）、制御装置のデジタル化、冷水器の改良。
1979年3月のダイヤ改正より「こだま」1-8号車が自由席となるため、ビュフェ車2両の「こだま」7編成の5・6号車ユニットと9・10号車ユニットを交換する。
27次車（1979/5 - 7・24両）
- 21-1038・1039
- 22-1038・1039
- 25-1078 - 1081
- 26-1075 - 1078・1283 - 1288
- 37-1501 - 1506

3 - 5次車置換用。37形はビュフェ部分を拡大し1500番台となり、26形では業務用室から乗務員室に変更した。
「こだま」用K編成も置き換えとなり、1000番台先頭車のK編成は編成番号に50が加算された。
28次車（1979/8 - 1980/3・89両）
- 15-1040・1041
- 16-1034 - 1039
- 21-1040 - 1047
- 22-1040 - 1047
- 25-1082 - 1095・1201 - 1206・1401
- 26-1079 - 1094・1289 - 1303
- 37-1507 - 1519

3 - 5次車置換用。車掌室付25形1200番台と売店車25形1400番台が新登場し、将来の2+2化対応のため床構造を変更している。
29次車（1980/5 - 9・48両）
- 15-1042・1043
- 16-1040・1041
- 21-1048 - 1051
- 22-1048 - 1051
- 25-1096 - 1103・1207・1208
- 26-1095 - 1102・1304 - 1313
- 37-1520 - 1527

3 - 5次車置換用。冷水器上に広告枠を取付。
この増備をもってH31 - H38編成はNH編成となる。なおH44 - H68・H70 - H74・H76 - H81・H83 - H87・H89編成は10号車のみ1000番台車となる。
30次車（1981/11 - 1982/3・32両）
- 16-2001 - 2003
- 21-2001 - 2003
- 22-2001 - 2003
- 25-2001 - 2004・2201 - 2203
- 26-2001 - 2006・2201 - 2204
- 37-2501 - 2506

3 - 9次車置換用。
この製造分より2000番台となり、変更点は客室アコモデーションの全面改良、200系に準じたFRPによる窓枠、普通車シートのリクライニング化。普通車シートピッチの制限で3人掛けシートは客室中心で背合わせで向き固定、2人掛けは回転可能に。運転室窓サッシ改良、非常口の廃止。
31次車（1982/6 - 11・51両）
- 16-2004 - 2006
- 21-2004 - 2008
- 22-2004 - 2008
- 25-2005 - 2014・2204 - 2206
- 26-2007 - 2016・2205 - 2211
- 37-2507 - 2514

6 - 9次車置換用。
32次車（1983/2 - 4・34両）
- 16-2007 - 2009
- 21-2009 - 2011
- 22-2009 - 2011
- 25-2015 - 2020・2207 - 2209・2401
- 26-2017 - 2022・2212 - 2217
- 37-2515 - 2517

6 - 9次車置換用。売店車25形2400番台が登場。
33次車（1983/5 - 12・50両）
- 16-2010 - 2012
- 21-2012 - 2014
- 22-2012 - 2014
- 25-2021 - 2025・2210・2701 - 2705
- 26-2023 - 2028・2218 - 2230
- 37-2518 - 2528

6 - 10次車置換用。洋式便所付の25形2700番台が登場。
34次車（1983/10 - 1984/3・55両）
- 16-2013 - 2016
- 21-2015 - 2017
- 22-2015 - 2017
- 25-2026 - 2035・2211 - 2213・2706 - 2711
- 26-2029 - 2034・2231 - 2243
- 37-2529 - 2535

6 - 10次車置換用。グリーン車16形の業務用室が乗務員室へ変更となる。
35次車（1984/4 - 10・14両）
- 16-2017 - 2021
- 21-2018・2019
- 22-2018・2019
- 25-2036・2037
- 26-2244
- 37-2536・2537

9・10次車置換用。
36次車（1984/11 - 1985/3・29両）
- 16-2022 - 2029
- 21-2020 - 2027
- 22-2020 - 2027
- 37-2538 - 2542

10・11次車置換用。こだまの増発用に編成された。
「こだま」用編成の変遷
1979年新製の27次車以降、老朽車を1000番台に置き換えていったが、単純な置き換えではなく、編成替えは実に複雑なものとなったため、多数の編成パターンが生まれた。このため、ビュフェ車が2両あるものや（同一編成内に35形と37形の双方があるものさえ存在した）、ビュフェ車と売店車が1両ずつあるものなどが存在した。先頭車が0番台から1000,2000番台の車両に置き換えられた場合、K編成の番号に50を加算した。例えばK1編成は先頭車が新造車に置き換わってK51編成となった。そのため、K1編成とK51編成は同時に存在しない。
「ひかり」編成をなるべく簡易リクライニングにすべく、2000番台車両への置き換えによって過剰となった基本番台後期車（14次車以降）や1000番台車両をK編成置換用として使用する場合もあった。先頭車が大窓の場合、前述のような編成番号の変化はなかった。
置き換えと同時に12両化に備えた車両の移動も行われ、ビュフェ車は9号車、グリーン車は12号車となった。
|             | ← 博多・新大阪東京 → |           |          |            |                 |            |           |            |            |            |           |            |            |           |          |            |
| 号車        | 1                    | 2         | 3        | 4          | 5               | 6          | 7         | 8          | 9          | 10         | 11        | 12         | 13         | 14        | 15       | 16         |
| 1972 - 1980 | 21形 (Mc)            | 26形 (M') | 25形 (M) | 26形 (M'2) | 35形 (Mb)       | 26形 (M'2) | 25形 (M2) | 26形 (M'7) | 25形 (M5)  | 26形 (M'7) | 25形 (M7) | 16形 (M's) | 35形 (Mb)  | 26形 (M') | 25形 (M) | 22形 (M'c) |
| 1972 - 1980 | 普通車               | 普通車    | 普通車   | 普通車     | ビュフェ車      | 普通車     | 普通車    | 普通車     | 普通車     | 普通車     | 普通車    | グリーン車 | ビュフェ車 | 普通車    | 普通車   | 普通車     |
| 1972 - 1982 | 21形 (Mc)            | 26形 (M') | 25形 (M) | 26形 (M'2) | 25形 (Mk)       | 26形 (M'2) | 25形 (M2) | 26形 (M'7) | 25形 (M5)  | 26形 (M'7) | 25形 (M7) | 16形 (M's) | 35形 (Mb)  | 26形 (M') | 25形 (M) | 22形 (M'c) |
| 1972 - 1982 | 普通車               | 普通車    | 普通車   | 普通車     | 普通車 (売店車) | 普通車     | 普通車    | 普通車     | 普通車     | 普通車     | 普通車    | グリーン車 | ビュフェ車 | 普通車    | 普通車   | 普通車     |
| 1979 - 1984 | 21形 (Mc)            | 26形 (M') | 25形 (M) | 26形 (M'2) | 25形 (Mk)       | 26形 (M'2) | 25形 (M2) | 26形 (M'7) | 25形 (M5)  | 26形 (M'7) | 25形 (M7) | 16形 (M's) | 37形 (Mb)  | 26形 (M') | 25形 (M) | 22形 (M'c) |
| 1979 - 1984 | 普通車               | 普通車    | 普通車   | 普通車     | 普通車 (売店車) | 普通車     | 普通車    | 普通車     | 普通車     | 普通車     | 普通車    | グリーン車 | ビュフェ車 | 普通車    | 普通車   | 普通車     |
| 1980 - 1984 | 21形 (Mc)            | 26形 (M') | 25形 (M) | 26形 (M'2) | 25形 (Mk)       | 26形 (M'2) | 25形 (M2) | 26形 (M'7) | 35形 (Mb)  | 26形 (M'7) | 25形 (M7) | 16形 (M's) | 25形 (M5)  | 26形 (M') | 25形 (M) | 22形 (M'c) |
| 1980 - 1984 | 普通車               | 普通車    | 普通車   | 普通車     | 普通車 (売店車) | 普通車     | 普通車    | 普通車     | ビュフェ車 | 普通車     | 普通車    | グリーン車 | 普通車     | 普通車    | 普通車   | 普通車     |
| 1980 - 1982 | 21形 (Mc)            | 26形 (M') | 25形 (M) | 26形 (M'2) | 25形 (Mk)       | 26形 (M'2) | 25形 (M2) | 26形 (M'7) | 35形 (Mb)  | 26形 (M'7) | 25形 (M7) | 16形 (M's) | 35形 (Mb)  | 26形 (M') | 25形 (M) | 22形 (M'c) |
| 1980 - 1982 | 普通車               | 普通車    | 普通車   | 普通車     | 普通車 (売店車) | 普通車     | 普通車    | 普通車     | ビュフェ車 | 普通車     | 普通車    | グリーン車 | ビュフェ車 | 普通車    | 普通車   | 普通車     |
| 1981 - 1984 | 21形 (Mc)            | 26形 (M') | 25形 (M) | 26形 (M'2) | 25形 (Mk)       | 26形 (M'2) | 25形 (M2) | 26形 (M'7) | 37形 (Mb)  | 26形 (M'7) | 25形 (M7) | 16形 (M's) | 25形 (M5)  | 26形 (M') | 25形 (M) | 22形 (M'c) |
| 1981 - 1984 | 普通車               | 普通車    | 普通車   | 普通車     | 普通車 (売店車) | 普通車     | 普通車    | 普通車     | ビュフェ車 | 普通車     | 普通車    | グリーン車 | 普通車     | 普通車    | 普通車   | 普通車     |
| 1982 - 1984 | 21形 (Mc)            | 26形 (M') | 25形 (M) | 26形 (M'2) | 35形 (Mb)       | 26形 (M'2) | 25形 (M2) | 26形 (M'7) | 37形 (Mb)  | 26形 (M'7) | 25形 (M7) | 16形 (M's) | 25形 (M5)  | 26形 (M') | 25形 (M) | 22形 (M'c) |
| 1982 - 1984 | 普通車               | 普通車    | 普通車   | 普通車     | ビュフェ車      | 普通車     | 普通車    | 普通車     | ビュフェ車 | 普通車     | 普通車    | グリーン車 | 普通車     | 普通車    | 普通車   | 普通車     |

「こだま」利用客の伸び悩みから16両のK編成は順次12両化され、1984年4月11日からSK編成として営業を開始し、1985年3月14日に全ての「こだま」用K編成は12両のSK・S編成となった。
16両から単純に4両を抜き取って12両編成としたものが半数程度であるが、他の編成からの車両を組み込んだ編成も存在するなど、減車の過程は複雑であった。減車化完了で初期車の35形ビュフェ車は全車廃車となり、ビュフェ車2両組込の変則編成も消滅した。
先頭車が1000・2000番台車の編成はSK編成でその他の編成はS編成となった。SK・S編成のうち51番以上の編成は連続換気装置を持たない車両を含むため、岡山以西に乗り入れる事ができない。
|                   | ← 博多・新大阪東京 → |           |                 |            |            |            |           |            |           |           |          |            |
| 号車              | 1                    | 2         | 3               | 4          | 5          | 6          | 7         | 8          | 9         | 10        | 11       | 12         |
| こだま SK・S 編成 | 21形 (Mc)            | 26形 (M') | 25形 (Mk)       | 26形 (M'2) | 37形 (Mb)  | 26形 (M'2) | 25形 (M2) | 16形 (M's) | 25形 (M5) | 26形 (M') | 25形 (M) | 22形 (M'c) |
| こだま SK・S 編成 | 普通車               | 普通車    | 普通車 (売店車) | 普通車     | ビュフェ車 | 普通車     | 普通車    | グリーン車 | 普通車    | 普通車    | 普通車   | 普通車     |

R0編成
R編成は1985年に、博多 - 小倉間の区間運転用として登場した。現在は在来線に直通している山形・秋田新幹線のことをミニ新幹線と呼んでいるが、当時はこのR編成がミニ新幹線と呼ばれた。JR発足時は21編成、最盛期で28編成が在籍していた。
1985年にR0編成がデビューした。6両編成の全席普通車で構成されていた。先頭車は「こだま」編成削減（K20編成）による、中間車はNH30編成から3両とH56編成から1両発生した保留車に延命工事を施して使用。5,6号車にはビデオが取り付けられた。
|        |          | ← 博多新大阪 → |            |           |            |            |            |
| 号車   | 号車     | 1              | 2          | 3         | 4          | 5          | 6          |
| R0編成 | 形式     | 21形 (Mc)      | 26形 (M'7) | 25形 (M7) | 26形 (M'7) | 25形 (M'5) | 22形 (M'c) |
| R0編成 | 車両番号 | 77             | 726        | 728       | 755        | 528        | 77         |

37次車（1985/5 - 12・28両）
- 16-2030 - 2032
- 21-2028
- 22-2028
- 25-2038 - 2051・2712・2713
- 26-2035・2245 - 2250

10 - 12次車置換用。
38次車（1985/12 - 1986/4・16両）
- 16-2033 - 2035
- 21-2029・2030
- 22-2029・2030
- 25-2052・2053・2214 - 2216
- 26-2036 - 2038・2251

10 - 12次車置換用。変更点として25形2200の番台の乗務員室が荷物保管庫に、業務用室が電話室に変更となる。
この増備をもって0系車両の製造を終了する。
R1 - R21編成
1986年には運転区間の拡大に伴ってR編成を20編成追加する。編成の種類として、3号車にビュフェ車（37形・非営業）を組み込んだものと売店車（25形400・1900・2900番台など）の2種類が存在する。R0編成は3・4号車を別車両に差し替え、R21編成に改番された。
|                    | ← 博多新大阪 → |            |                 |           |           |            |
| 号車               | 1              | 2          | 3               | 4         | 5         | 6          |
| 売店車組込編成     | 21形 (Mc)      | 26形 (M'2) | 25形 (M4)       | 26形 (M') | 25形 (M') | 22形 (M'c) |
| 売店車組込編成     | 普通車         | 普通車     | 普通車 (売店車) | 普通車    | 普通車    | 普通車     |
| ビュフェ車組込編成 | 21形 (Mc)      | 26形 (M'2) | 37形 (Mb)       | 26形 (M') | 25形 (M)  | 22形 (M'c) |
| ビュフェ車組込編成 | 普通車         | 普通車     | ビュフェ車      | 普通車    | 普通車    | 普通車     |

### JR東海
| JR東海NH31編成「ひかり」 |  | 最後のNH編成「ひかり」 |
| JR東海NH31編成「ひかり」 |  | 最後のNH編成「ひかり」 |

#### N・NH・H編成
「ひかり」用の16両編成。全車1000番台車のN編成は、1993年までに基本番台車や2000番台車の組込でNH編成となる。
JR東海の「ひかり」編成は、1995年3月のNH49編成の廃車によって消滅した。

#### SK・S編成
「こだま」用の12両編成。国鉄の分割民営化後、1987年 - 1988年にかけてJR東海のSK・S編成は指定席車の内、9・10号車を2列&2列シートにグレードアップした。なお、これに伴う車号の変更はない。
|                   | ← 博多・新大阪東京 → |           |                 |            |            |            |           |            |                    |                    |          |            |
| 号車              | 1                    | 2         | 3               | 4          | 5          | 6          | 7         | 8          | 9                  | 10                 | 11       | 12         |
| こだま SK・S 編成 | 21形 (Mc)            | 26形 (M') | 25形 (Mk)       | 26形 (M'2) | 37形 (Mb)  | 26形 (M'2) | 25形 (M2) | 16形 (M's) | 25形 (M5)          | 26形 (M')          | 25形 (M) | 22形 (M'c) |
| こだま SK・S 編成 | 普通車               | 普通車    | 普通車 (売店車) | 普通車     | ビュフェ車 | 普通車     | 普通車    | グリーン車 | 普通車 (2&2シート) | 普通車 (2&2シート) | 普通車   | 普通車     |

#### イベント用車両
1988年に当時保留車となっていた中間車4両（15-52・16-99・25-539・26-835）の座席をすべて撤去し、様々なイベントが開催できるようにした。「こだま」用のSK・S編成に増結して運用されていた。「こだま」の16両化で運用が不可能となったため1990年11月限りで運用を終了し、4両とも翌年の1991年に廃車された。

#### YK・Y編成

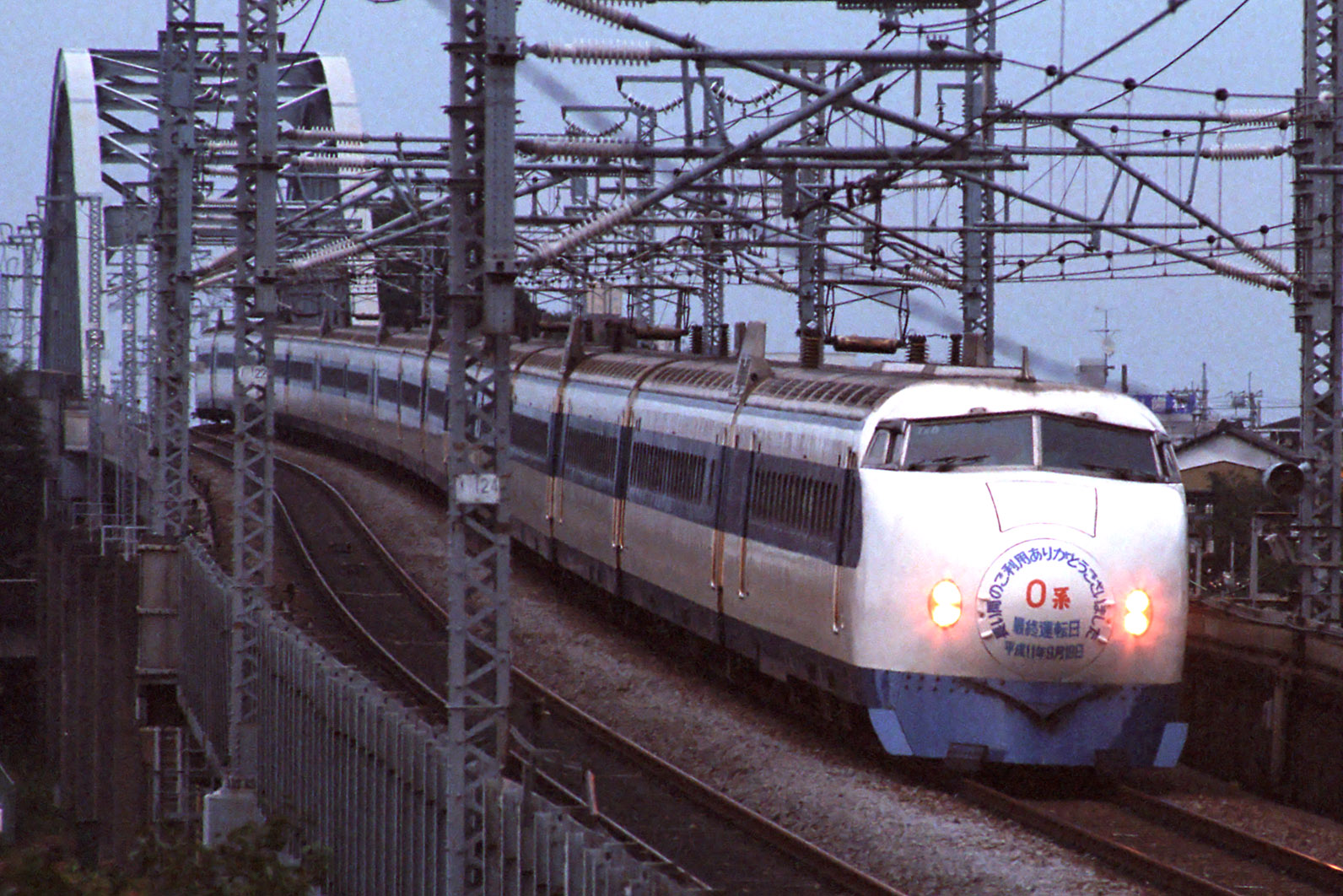
東海道新幹線最終日の「こだま」（YK8編成）

「こだま」用の16両編成で、JR東海が所有していた。東海道新幹線の「こだま」はJR発足当初は12両編成でSK・S編成だったが、当時のバブル経済に伴う地価高騰などによる東京口での新幹線通勤の急増もあって、「こだま」の利用者が増加していった。そのために、1989年 - 1991年にかけて、100系の投入でNH・H編成解消によって生じた余剰車を使い、1989年から1991年にかけて旧10・11号車間に新11 - 14号車が組み込まれて16両編成化された。編成名はYK・Y編成に改められ、1989年4月29日の「こだま419号」から営業を開始した。
前述のとおり、トンネル内換気方式の違いにより岡山駅以西に入れない車両（13次車以前）が入っている編成は原編成番号に50が加算されていたが、このような編成が1995年まで残っていた。なお原則として「こだま」用だったが、多客時には山陽新幹線区間走行のものを含む臨時「ひかり」に充当されることも少なからずあった。
NH・H編成と違い、グリーン車は8号車1両のみで5号車にビュフェが連結されていた。そのために食堂車はない。指定席車となる9 - 12号車の座席は横4列となっており、2つの「II」をデザインしたシンボルマークとオレンジ色の号車番号札が外観上のアクセントとなっていた。そのため、編成組成時に挿入された車両のうち、11・12号車は横4列座席化工事が行われた。
YK編成とY編成の違いはNH編成とH編成と同様に、YK編成は先頭車と一部の中間車が小窓の1000・2000番台車で構成されていたのに対し、Y編成は先頭車と一部の中間車が大窓の基本番台車で構成されていた。
JR東海で最後まで残った0系はこのYK編成である。
|             | ← 新大阪東京 → |           |           |           |            |           |          |            |                   |                   |                   |                   |          |           |          |            |
| 号車        | 1              | 2         | 3         | 4         | 5          | 6         | 7        | 8          | 9                 | 10                | 11                | 12                | 13       | 14        | 15       | 16         |
| 1989 - 1999 | 21形 (Mc)      | 26形 (M') | 25形 (M)  | 26形 (M') | 37形 (Mb)  | 26形 (M') | 25形 (M) | 16形 (M's) | 25形 (M)          | 26形 (M')         | 25形 (M)          | 26形 (M')         | 25形 (M) | 26形 (M') | 25形 (M) | 22形 (M'c) |
| 1989 - 1999 | 普通車         | 普通車    | 普通車    | 普通車    | ビュフェ車 | 普通車    | 普通車   | グリーン車 | 普通車(2&2シート) | 普通車(2&2シート) | 普通車(2&2シート) | 普通車(2&2シート) | 普通車   | 普通車    | 普通車   | 普通車     |
| 1991 - 1999 | 21形 (Mc)      | 26形 (M') | 27形 (Ma) | 26形 (M') | 37形 (Mb)  | 26形 (M') | 25形 (M) | 16形 (M's) | 25形 (M)          | 26形 (M')         | 25形 (M)          | 26形 (M')         | 25形 (M) | 26形 (M') | 25形 (M) | 22形 (M'c) |
| 1991 - 1999 | 普通車         | 普通車    | 普通車    | 普通車    | ビュフェ車 | 普通車    | 普通車   | グリーン車 | 普通車(2&2シート) | 普通車(2&2シート) | 普通車(2&2シート) | 普通車(2&2シート) | 普通車   | 普通車    | 普通車   | 普通車     |

### JR西日本

#### N・NH・H編成
「ひかり」用の16両編成。唯一全車1000番台のN99編成は、1992年までに基本番台車や2000番台車の組込でNH99編成となった。
JR西日本所属のNH編成は最晩年には東海道新幹線の「こだま」にも使われていた。これはJR東海・JR西日本間の車両走行距離を調整するための意味合いがあり、YK編成とできる限り車両設備を揃えるために、グリーン車を11・12号車→9・10号車へ、ビュフェ車を9号車→5号車に移設した。また、11 - 14号車は3列席が回転可能なものに交換された（#指定席アコモ改善）。
JR西日本で最後まで残った16両編成はNH32編成であり、最後の食堂車車両が連結されていたが、1998年3月14日のダイヤ改正で東海道新幹線「こだま」運用を失って東京駅乗り入れがなくなったのに続き、同年10月3日に名古屋 - 博多間の1往復のみ残っていた「ひかり」定期運用も失い、以後は多客連や修学旅行列車としての運用のみだったが、1999年8月22日の「ひかり」389号が最終運用となりその年末に廃車された。
指定席アコモ改善
1991年から1994年にかけてJR西日本は所有するNH編成について、指定席の回転を可能とし、リクライニング角度を拡大、さらにシートピッチの拡大（940 mm→980 mm）や内装化粧板の交換や床仕上げ材の変更などを実施する、といったメニューでのアコモ改善を行った。
このときは種車の旧番号ごとにそれぞれ0番台→3030番台、1000番台→5030番台、2000番台→7030番台へ改番した。しかし、これらの車両は、300系などの新型車両の急速な投入により、本来の投入目的であった「ひかり」運用への充当は短期間に終わり、そのまま「こだま運用」に転用されている。これと同種のアコモ改善は後年の「こだま」用編成のR編成の一部にも施された。
なお、これらの改良の際に0・1000番台からの改造車は座席交換と同時にシートピッチを拡大したため、窓とシートの位置がずれていた。
|             | ← 博多・岡山・新大阪東京 → |           |          |            |            |            |           |            |            |            |            |            |          |           |          |            |
| 号車        | 1                          | 2         | 3        | 4          | 5          | 6          | 7         | 8          | 9          | 10         | 11         | 12         | 13       | 14        | 15       | 16         |
| 1976 - 1996 | 21形 (Mc)                  | 26形 (M') | 25形 (M) | 26形 (M'2) | 25形 (M7)  | 26形 (M'2) | 27形 (Ma) | 36形 (M'd) | 37形 (Mb)  | 26形 (M'2) | 15形 (Ms)  | 16形 (M's) | 25形 (M) | 26形 (M') | 25形 (M) | 22形 (M'c) |
| 1976 - 1996 | 普通車                     | 普通車    | 普通車   | 普通車     | 普通車     | 普通車     | 普通車    | 食堂車     | ビュフェ車 | 普通車     | グリーン車 | グリーン車 | 普通車   | 普通車    | 普通車   | 普通車     |
| 1995 - 1999 | 21形 (Mc)                  | 26形 (M') | 25形 (M) | 26形 (M'2) | 37形 (Mb)  | 26形 (M'2) | 27形 (Ma) | 36形 (M'd) | 15形 (Ms)  | 16形 (M's) | 25形 (M7)  | 26形 (M'2) | 25形 (M) | 26形 (M') | 25形 (M) | 22形 (M'c) |
| 1995 - 1999 | 普通車                     | 普通車    | 普通車   | 普通車     | ビュフェ車 | 普通車     | 普通車    | 食堂車     | グリーン車 | グリーン車 | 普通車     | 普通車     | 普通車   | 普通車    | 普通車   | 普通車     |

#### SK・S編成
JR西日本所有のSK・S編成は「ひかり」で運用されたが、「ウエストひかり」の登場に伴いそれに転用された。2000年に「ひかりレールスター」が登場したことにより置き換えられ、2000年に消滅した。「ウエストひかり」は、ビュフェを連結し、2列&2列シートの車両はWK編成、ビュフェ・シネマカー連結、2列&2列シートの車両をWKV編成と称していたが、どちらとも正確にはSK編成である。「ウエストひかり」は最盛期にはR51・SK5・SK10・SK17・SK19・SK25・SK46編成の7本で運用され、シネマカーはSK19・SK25編成の2本だった。番号の新旧対照についてはウエストひかりの項目を参照のこと。
|             | ← 博多東京 → |           |           |           |            |           |            |            |          |           |          |            |
| 号車        | 1            | 2         | 3         | 4         | 5          | 6         | 7          | 8          | 9        | 10        | 11       | 12         |
| 1984 - 2000 | 21形 (Mc)    | 26形 (M') | 25形 (M)  | 26形 (M') | 37形 (Mb)  | 26形 (M') | 25形 (M)   | 16形 (M's) | 25形 (M) | 26形 (M') | 25形 (M) | 22形 (M'c) |
| 1984 - 2000 | 普通車       | 普通車    | 普通車    | 普通車    | ビュフェ車 | 普通車    | 普通車     | グリーン車 | 普通車   | 普通車    | 普通車   | 普通車     |
| 1985 - 1991 | 21形 (Mc)    | 26形 (M') | 27形 (Ma) | 26形 (M') | 37形 (Mb)  | 26形 (M') | 25形 (M)   | 16形 (M's) | 25形 (M) | 26形 (M') | 25形 (M) | 22形 (M'c) |
| 1985 - 1991 | 普通車       | 普通車    | 普通車    | 普通車    | ビュフェ車 | 普通車    | 普通車     | グリーン車 | 普通車   | 普通車    | 普通車   | 普通車     |
| 1988 - 1994 | 21形 (Mc)    | 26形 (M') | 25形 (M)  | 26形 (M') | 37形 (Mb)  | 26形 (M') | 25形 (M)   | 16形 (M's) | 25形 (M) | 26形 (M') | 25形 (M) | 22形 (M'c) |
| 1988 - 1994 | 普通車       | 普通車    | 普通車    | 普通車    | ビュフェ車 | 普通車    | シネマカー | グリーン車 | 普通車   | 普通車    | 普通車   | 普通車     |

R・WR編成
「こだま」用の6両編成で、全てJR西日本にのみ存在していた。R編成はNH編成から、WR（R50番台）編成は「ウエストひかり」の6両編成版、WR（R60番台）編成は「ウエストひかり」SK編成からの組み換えだった。しかし、編成記号はすべてRで表されていた。

#### R編成

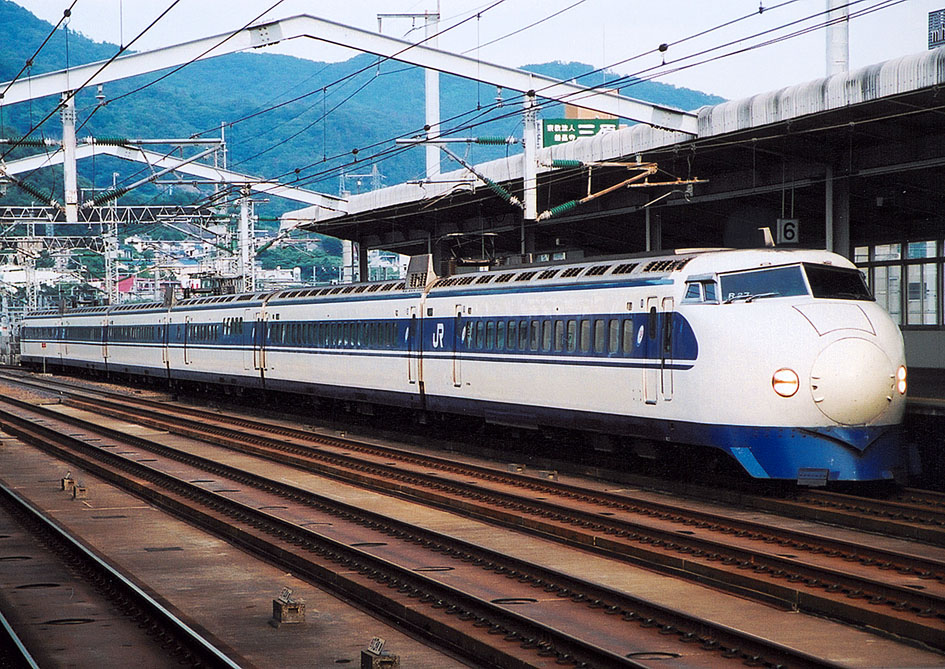
新幹線0系電車 R27編成
（2000年 三原駅）

1988年に「ウエストひかり」の運行がスタート。このときの車両は、R15・R2・R3・R1編成を主体にR51 - R54編成が誕生。詳細は後述。
1990年2月23日付でJR東海から先頭車2両（21-127・22-127。元H80編成）が移籍し、R20編成の先頭車を置き換えたが、0系の会社間転配は後にも先にもこの時のみである。

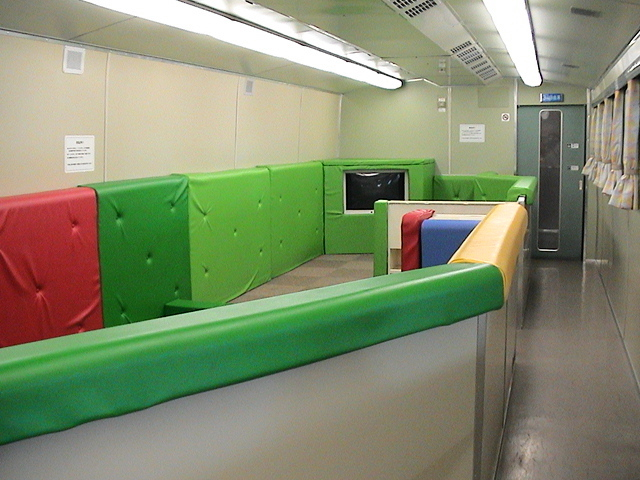
新幹線0系電車 （R2・R24編成）「ファミリーひかり」プレイルーム

R2・R24編成はデッドスペースとなっていたビュフェ部分と客室一部を「こどもサロン」と称するプレイルームに改造し、多客時に全席指定の「ファミリーひかり」として運行していた。しかし2002年を最後にファミリーひかりとしての営業運転を終了した。その後もこどもサロンを撤去した上で通常のこだま 運用に充当されたが、R2編成は2004年6月7日付けで、R24編成は同年10月29日付けでそれぞれ廃車となった。なお、1998年 - 1999年にはNINTENDO 64用ゲームソフト『バンジョーとカズーイの大冒険』とのタイアップで、側面に同ゲームのキャラクターのラッピングを施した状態で運行された。
この他、1991年から1997年まで「シャトルひかり」と称する「ひかり」に使われたことがある。
R編成は6両と短いため、先頭車に収められている非常用連結器が営業運転で使われた事例もあった。「ウエストひかり」のうち、R51編成（初代）は12両化されずに6両のまま残され、1日1往復のみ運転されていた。超多客時には輸送力増強のため、東京方先頭車22-3901（16-133を先頭車化改造）に連結器強化改造（R51編成の博多方先頭車21-7001も同様に改造）を施したR23編成を博多方に連結していた。12両として運転する際には、R23編成が自由席、R51編成が指定席として扱われた。当時の大型時刻表の編成表には「こだま型6両編成を併結する日があります」という表記があった。
1997年からは内装の変更が行われ、座席の回転が可能になるなどの変更がある。
山陽区間「こだま」の主力として運用されたが、2002年以降100系V編成を改造して組成した6両K編成に置き換えられる形で運用から順次離脱していく。最後まで残ったR編成は、3列席も回転できる5030・7030番台で構成されており、塗色は「ウエストひかり」色に3列席回転のピクトグラムが貼られていた。2005年3月の山陽新幹線開業30周年記念「ひかり」号での運転（R10・R18編成）を最後に撤退した（#山陽新幹線博多開業30周年記念「ひかり」を参照）。R10編成は2005年8月19日に、R18編成は岡山運転所における乗務員訓練用として残っていたが2006年2月27日に廃車された。
アコモ改善
かつてNH編成について行われたメニューとほぼ同様だが、自由席・指定席の区別無く実施された。
座席の回転を可能とし、リクライニング角度を拡大、さらにシートピッチの拡大（940 mm→980 mm）や内装化粧板の交換や床仕上げ材の変更、便所・洗面所のリニューアルなどを実施する。このときは種車の旧番号ごとにそれぞれ0番台→3030番台、1000番台→5030番台、2000番台→7030番台へ改番した。
アコモ改善が施された車両は、車両塗装が「ウエストひかり」と同様のものに改められ、客用扉横に専用ピクトグラムが貼り付けられた。
なお、これらの改良の際に0・1000番台からの改造車は座席交換と同時にシートピッチを拡大したため、窓とシートの位置がずれていた。

#### WR編成（初代）

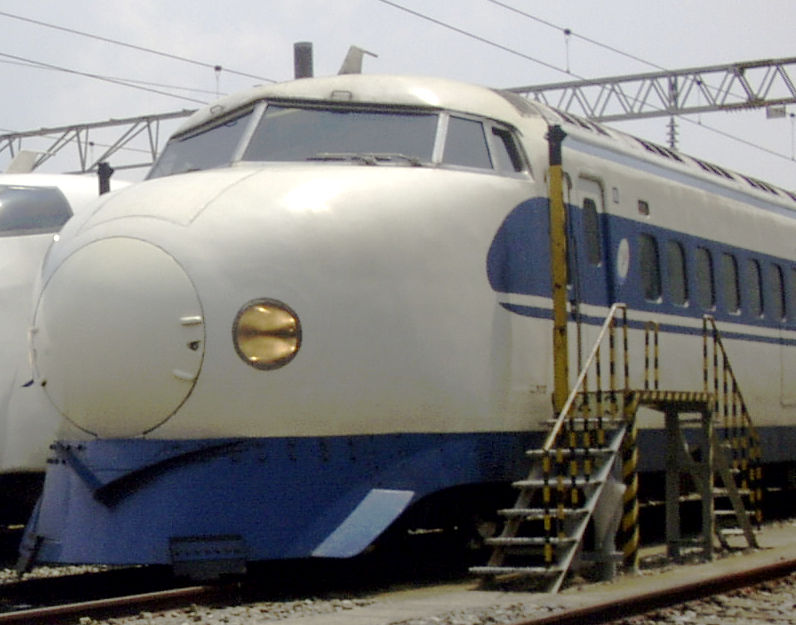
WR編成ウエストひかり色

WR編成は、1988年に登場した「ウエストひかり」用の6両編成として登場したのが始まり。このときはR50番台を名乗った。
1987年に組成されたR51 - R54編成は、経年の若い1000番台と2000番台を改造し、シートピッチの拡大（940 mm → 980 mm）や、2列+2列構成の新型腰掛に交換するなど、100系に準じた仕様でアコモデーションの大幅な改善をおこなってそれぞれ5000番台と7000番台に改番した車両が投入された。
なお、これらの改良の際に1000番台からの改造車は座席交換と同時にシートピッチを拡大したため、窓とシートの位置がずれていた。
「ウエストひかり」の爆発的な人気で1988年5月にグリーン車を2両増備して8両編成、後に12両編成に増強され、SK編成となった。ただし、R51編成は6両のまま運行された。これは前述のとおり、R23編成との連結器を唯一持っていたからである。R51編成は早朝・深夜の運行に残ったものの、1994年には元の車内設備に戻された。2列+3列の簡易リクライニングシートに再交換、車番も7000番台 → 2000番台に復帰、塗装も元に戻されて、R2編成を名乗った。これでWR編成は一度消滅する。

#### WR編成（2代目）

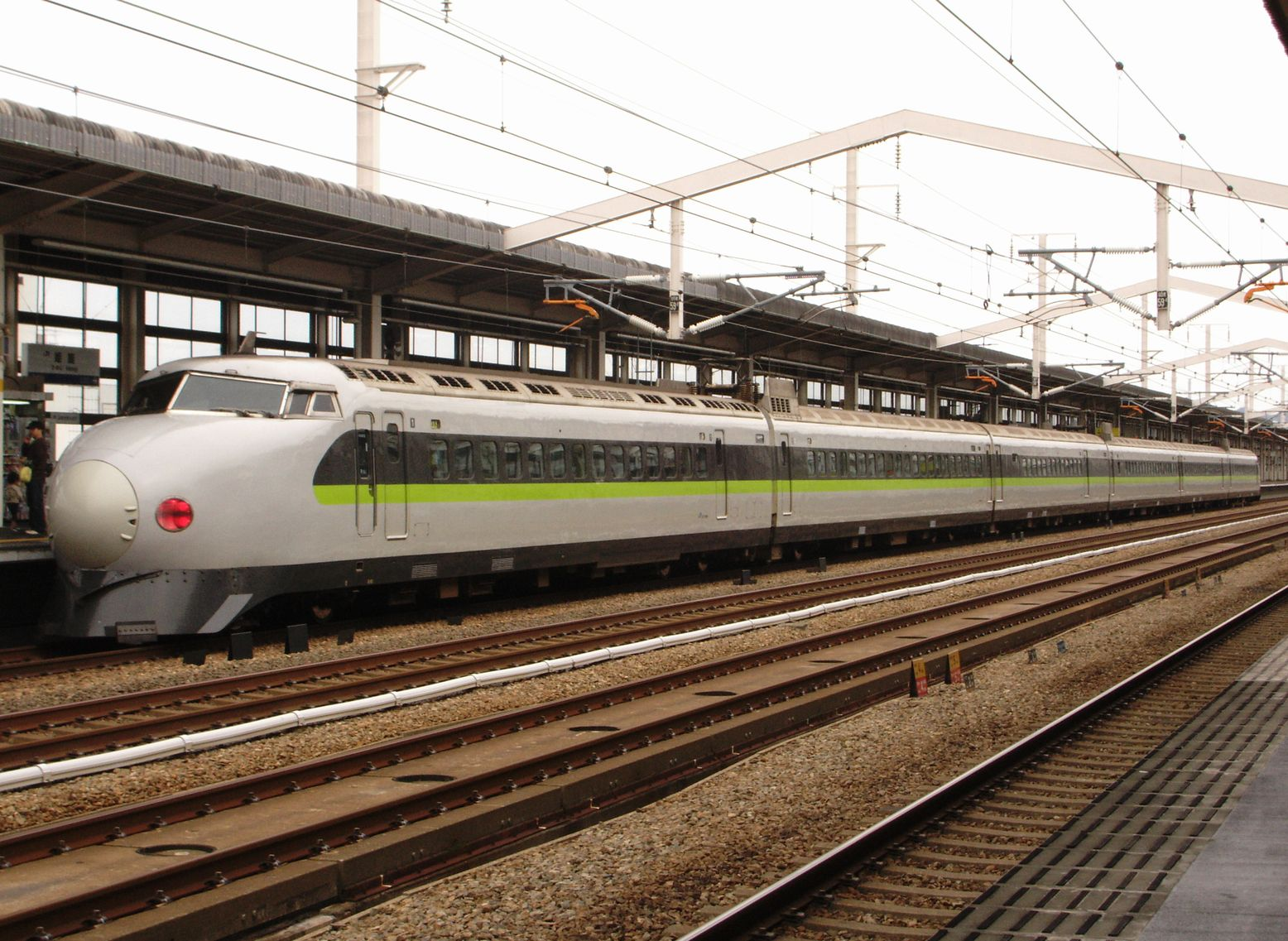
WR編成フレッシュグリーン色 姫路駅

2000年にWR編成は復帰した。このときはR60番台を名乗った。
2000年春に運用を終えた「ウエストひかり」だったが、延命工事のために比較的状態の良い車両が多いことや、シートなどの接客設備が優れていることから、「ウエストひかり」に使用された6編成の車両を使用して「こだま」用の6両編成を6本（R61 - R66編成）組成した。2号車には客室のみで構成される26形7200番台が、3号車にはビュフェ車（非営業）である37形5300・7300番台が、4号車には業務用室を車掌室に改造した26形7000番台が組み込まれる。
車体塗装は「ウエストひかり」と同じであり、出入り扉脇の「W」をかたどったマーキングは維持された。
|           |      | ← 博多新大阪 → |           |           |           |          |            |
| 号車      | 号車 | 1              | 2         | 3         | 4         | 5        | 6          |
| R61 - R66 | 形式 | 21形 (Mc)      | 26形 (M') | 37形 (Mb) | 26形 (M') | 25形 (M) | 22形 (M'c) |

2001年4月にはR67編成が、2002年2月にはR68編成が追加された。元「ウエストひかり」の車両からの転用のみでは先頭車両などが不足することから、12両のうち6両がR編成から、2両がQ編成から転用されている。具体的には、各形式の7030番台の車両を2列+2列シートに再改造して組み込んでいる。3号車には、売店車である25形7900番台を組み込んでいる。
|          |      | ← 博多新大阪 → |           |          |           |          |            |
| 号車     | 号車 | 1              | 2         | 3        | 4         | 5        | 6          |
| R67・R68 | 形式 | 21形 (Mc)      | 26形 (M') | 25形 (M) | 26形 (M') | 25形 (M) | 22形 (M'c) |

2002年からは濃淡グレー■■にフレッシュグリーン■の新色に変更された。その際「ウエストひかり」時代のWマークは撤去された。WR編成の車内には0系で初めて車内案内表示器が設置された。これは100系V編成の廃車発生品であり、種車の都合から文字部分が大小2種類ある。
また、2002年から2003年にかけて、R61編成の先頭車両が5000番台車両が7000番台に、R61・R63・R64・R66編成の3号車がビュフェ車である37形から売店車である25形7900番台に、R64編成の4号車が同形式の他車両に置き換えられている。これを最後に、0系の編成組み換えは終了となり、2003年4月8日付で改番された26-7013(旧26-7031)が0系最後の改番となった。
その後しばらくは動きがなかったが、2006年にはR65・R66編成が廃車された。2008年3月14日に新幹線として最後までビュフェ車（37形）を併結していたR62編成が離脱し、3月28日付けで廃車となった。3月15日のダイヤ改正以降は、0系の「こだま」運用が5運用から3運用に削減された。そしてR61・R67・R68の3編成が白/青のカラーリングに戻されることが発表された。4月18日にR67編成が原色カラーとなって運用を開始した。元のカラーリングに塗り替える際の時間がかかるため、R63,R64編成がその代わりに本線を走行したが、5月22日にR61編成が出庫したために5月19日でR64編成の、R68編成が出庫したために6月19日でR63編成の運用が終了した。残った3編成(R61・R67・R68)は12月14日のさよなら運転で営業運転を終了した。
|          |                      |      | ← 博多新大阪 →         |                        |                        |                        |                       |                         |
| 号車     | 号車                 | 号車 | 1                      | 2                      | 3                      | 4                      | 5                     | 6                       |
| 編成番号 | R62,R65              | 形式 | 21形 （7000番台） (Mc) | 26形 （7200番台） (M') | 37形 （7300番台） (Mb) | 26形 （7000番台） (M') | 25形 （7000番台） (M) | 22形 （7000番台） (M'c) |
| 編成番号 | R62,R65              | 座席 | 普通車                 | 普通車                 | ビュフェ車             | 普通車                 | 普通車                | 普通車                  |
| 編成番号 | R61,R63, R64,R66-R68 | 形式 | 21形 （7000番台） (Mc) | 26形 （7200番台） (M') | 25形 （7900番台） (M)  | 26形 （7000番台） (M') | 25形 （7000番台） (M) | 22形 （7000番台） (M'c) |
| 編成番号 | R61,R63, R64,R66-R68 | 座席 | 普通車                 | 普通車                 | 普通車                 | 普通車                 | 普通車                | 普通車                  |

編成一覧は廃車直前時の組成を表示。
| 編成 | 組成月日                        | 新塗色化*      | 車内電光 案内板設置 | 旧塗色化**    | 最終運用日     | 廃車日                           | 備考                                                                                                  |
| ---- | ------------------------------- | -------------- | ------------------- | ------------- | -------------- | -------------------------------- | --- |
| R61  | 2000年7月15日 （2002年7月17日） | 2002年7月17日  | 2002年10月28日      | 2008年5月21日 | 2008年12月14日 | 2008年12月15日 （2009年1月23日） | 2002年7月17日に1・3・6号車を 5000番台から7000番台のものに交換。 21-7008（1号車）のみ2009年1月23日廃車 |
| R62  | 2000年5月11日                   | 2003年12月4日  | 2002年11月5日       | -             | 2008年3月14日  | 2008年3月28日                    | |
| R63  | 2000年3月24日                   | 2002年5月16日  | 2003年2月7日        | -             | 2008年6月19日  | 2008年6月20日                    | 2002年5月16日に3号車の 37-7303を25-7905に交換                                                         |
| R64  | 2000年3月18日                   | 2004年3月15日  | 2003年1月30日       | -             | 2008年5月19日  | 2008年5月20日                    | 2001年に3号車の 37-5301を25-7901に交換                                                                |
| R65  | 2000年8月19日                   | 2002年6月21日  | 2003年2月15日       | -             |                | 2006年4月6日                     | |
| R66  | 2000年3月 （2002年10月18日）    | 2002年10月18日 | 2002年10月18日      | -             |                | 2006年8月1日                     | 2002年10月18日に3号車の 37-5303を25-7906に交換                                                        |
| R67  | 2001年4月13日                   | 2003年4月8日   | 2003年4月8日        | 2008年4月16日 | 2008年11月30日 | 2008年12月26日                   | 2003年4月8日に4号車の 26-7008を26-7013に交換                                                          |
| R68  | 2002年2月6日                    | 2003年9月19日  | 2002年12月21日      | 2008年6月19日 | 2008年12月14日 | 2009年1月23日                    | |

*新塗色は、「ひかりレールスター」に準拠した、グレー地にフレッシュグリーン（若草色）の帯を配したもの。
**旧塗色は、東海道新幹線開業当初のクリーム色10号/青色20号の配色。

#### Q編成

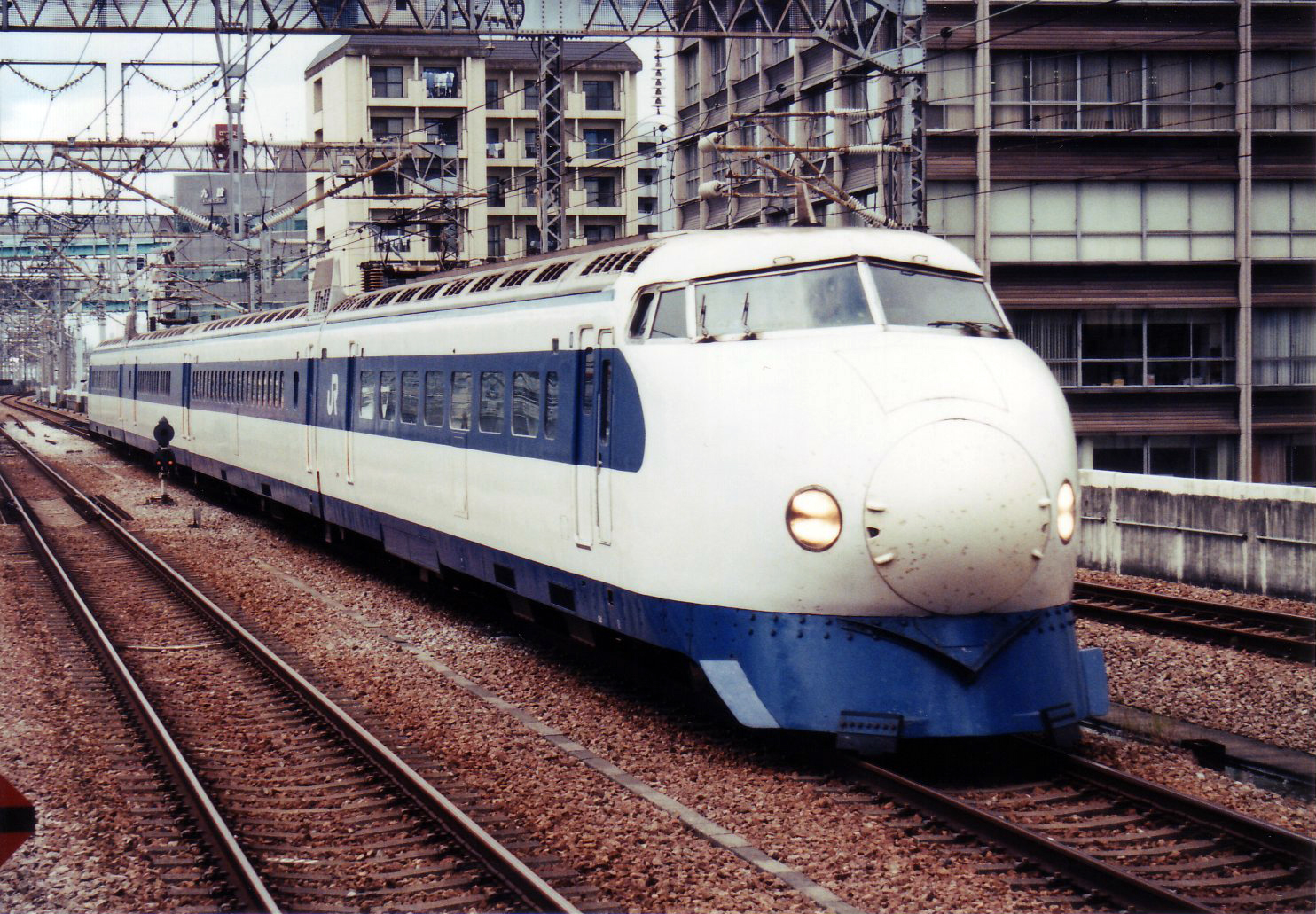
Q4編成
（1998年7月 博多駅）

「こだま」用の4両編成で、全てJR西日本にのみ存在していた。
小倉 - 博多間用の輸送力を短編成化によって適正化するために、「ひかり」NH23編成先頭車等を使った4両編成のR51がベースとなっている。1997年3月に登場した。全て小窓車で、3号車にはビュフェ非営業の37形が連結された。その後、H94,R21編成の先頭車等を使ってR52,R53と2本追加されたが、これらの先頭車は大窓で、中間車は1000番台・2000番台の小窓だった。（ここに記されているR51 - R53編成（4両編成）は前述のR編成（6両編成）とは異なる）
1997年11月29日のダイヤ改正以降からは広島、小倉 - 博多の「こだま」の半数を4両短編成で区間運転化することになり、新編成1本が追加された上、編成記号を新たに「Q」とし、Q1 - Q3,Q6の4編成とした。その後、NH99,R5編成先頭車等を使って2編成が追加され、2000年1月17日以降は6編成になっていた。Q編成はアコモ改善が行なわれなかった。4両編成の3号車の半数がビュフェ車である37形式だったので、座席数が少しでも多い25形に順次置き換えられ、1998年秋には全6編成の3号車が25形売店車付きになった。また、先頭車の大窓車は徐々に小窓車に置き換えられ、最後の大窓車もQ2編成のみとなった。
2000年秋には先頭車が電動車である「グランドひかり」用100系V編成を短編成化した4両P編成3本(P1 - P3)が登場、Q編成はそれ以後P編成に置き換えられて行き、4両編成自体の運用も減少したため、Q5,Q6編成はR31として6両化が行なわれた。初期の大窓車は、2001年3月9日にQ2編成の車籍抹消をもってなくなった。他のQ編成は2001年10月1日ダイヤ改正で営業運転を終了し、廃車され、後に予備車として残っていたQ4編成も廃車となった。
なお、Q3編成は廃車後、新下関駅の保守基地に2000年12月1日に設置された新幹線乗務員訓練センターで教材として使われていた。詳細は後述。
Q編成は広島以西限定運用であった。
|      | ← 博多小倉 → |           |            |            |
| 号車 | 1            | 2         | 3          | 4          |
| 形式 | 21形 (Mc)    | 26形 (M') | 35形 (Mb)  | 22形 (M'c) |
| 座席 | 普通車       | 普通車    | ビュフェ車 | 普通車     |
| 形式 | 21形 (Mc)    | 26形 (M') | 25形 (M)   | 22形 (M'c) |
| 座席 | 普通車       | 普通車    | 普通車     | 普通車     |

### 試作編成
新幹線開業にあたり、これまで研究してきた高速列車に関するノウハウが本当に実用に耐えうるものなのかどうかを確かめるために開業前の鴨宮モデル線でいくつかの試作編成が走行試験を行った。
- A編成 : 2両編成で、塗装は0系と異なり、上下に青色のラインが入っただけだった。また尾灯兼用の前灯は2灯のみでランプカバーも小さく、ノーズ側面には列車番号表示器が設けられていた。客用ドアには気密性の保持に有効なプラグドアを採用した。
- B編成 : 4両編成で塗装は0系とほぼ同じ。1963年3月30日に最高速度256 km/h を達成する。当編成の東京方（1006）運転台のみ平面ガラスであった。
- C編成については後の0系そのものであるため本節では記述を割愛する。

### 特別編成
- 下記のように専用編成が用意されたのは0系のみで、100系以降は、グリーン車に防弾ガラスなどを装備する仕様になっているVIP対応車を、一般編成に組み込み運行させている。防犯上の観点から車両番号、運用も一切非公表で、判別はつきにくい。

お召し列車
かつて0系には専用のお召し列車編成も存在した。1965年（昭和40年）5月7日の島根県植樹祭の際に初登場となったが、この時は12両編成から3 - 6号車を抜き取った、0系ではウエストひかりで一時採用されたのみの珍しい8両編成であった。
最初期は、車両に特別な表示や加飾などはされていなかったが、当時は東海道・山陽新幹線は0系のみの運用であったため、1966年（昭和41年）4月の岡山県植樹祭のお召し列車運用時から目印として先頭車スカートに白いV字型のしるしが入れられ、同時に12両編成での運転となった。また、1971年（昭和46年）8月以降の運用では目印が青のアイラインに変更された。編成の空いた車両には一般乗客を乗せることもできたが、通信設備の向上と不審者の目印になるとの懸念から、後にお召標記は廃止された。
0系を使用したお召し列車は1984年（昭和59年）5月が最後となり、次回の1986年（昭和61年）5月からは100系が使用された。
|          | ← 新大阪東京 → |           |           |            |            |           |          |            |
| 号車     | 1              | 2         | 3         | 4          | 5          | 6         | 7        | 8          |
| 形式     | 21形 (Mc)      | 26形 (M') | 15形 (Ms) | 16形 (M's) | 35形 (Mb)  | 26形 (M') | 25形 (M) | 22形 (M'c) |
| 座席     | 2等車          | 2等車     | 1等車     | 1等車      | ビュフェ車 | 2等車     | 2等車    | 2等車      |
| 車両番号 | 31             | 61        | 31        | 31         | 62         | 62        | 62       | 31         |
| 用途     | 供奉車         | 供奉車    | お召車    | 供奉車     | 供奉車     |           |          |            |

この島根県植樹祭お召し列車では、予備編成として12両編成1本、救援機関車として911形を名古屋駅電留線に配置した。
山陽新幹線岡山開業30周年記念「ひかり」
山陽新幹線新大阪 - 岡山間開業30周年を記念した0系「ひかり」が2002年3月16日に団体列車扱いで運行された。
R31編成が充当され、岡山 → 新大阪間を走行した（岡山9:55 → 新大阪11:00）。前頭部には記念イラストが描かれた。このR31編成は当時最後まで残った原色塗り分けの編成となったが、2003年10月9日に編成名削除となった。
|                   |      | ← 岡山新大阪 → |           |            |           |          |            |
| 号車              | 号車 | 1              | 2         | 3          | 4         | 5        | 6          |
| 形式              | 形式 | 21形 (Mc)      | 26形 (M') | 37形 (Mb)  | 26形 (M') | 25形 (M) | 22形 (M'c) |
| 座席              | 座席 | 普通車         | 普通車    | ビュフェ車 | 普通車    | 普通車   | 普通車     |
| 定員              | 定員 | 75             | 105       | 43         | 100       | 100      | 80         |
| 編成番号 車両番号 | R31  | 1038           | 7212      | 1044       | 1043      | 1056     | 1038       |

- 編成定員503名

山陽新幹線博多開業30周年記念「ひかり」

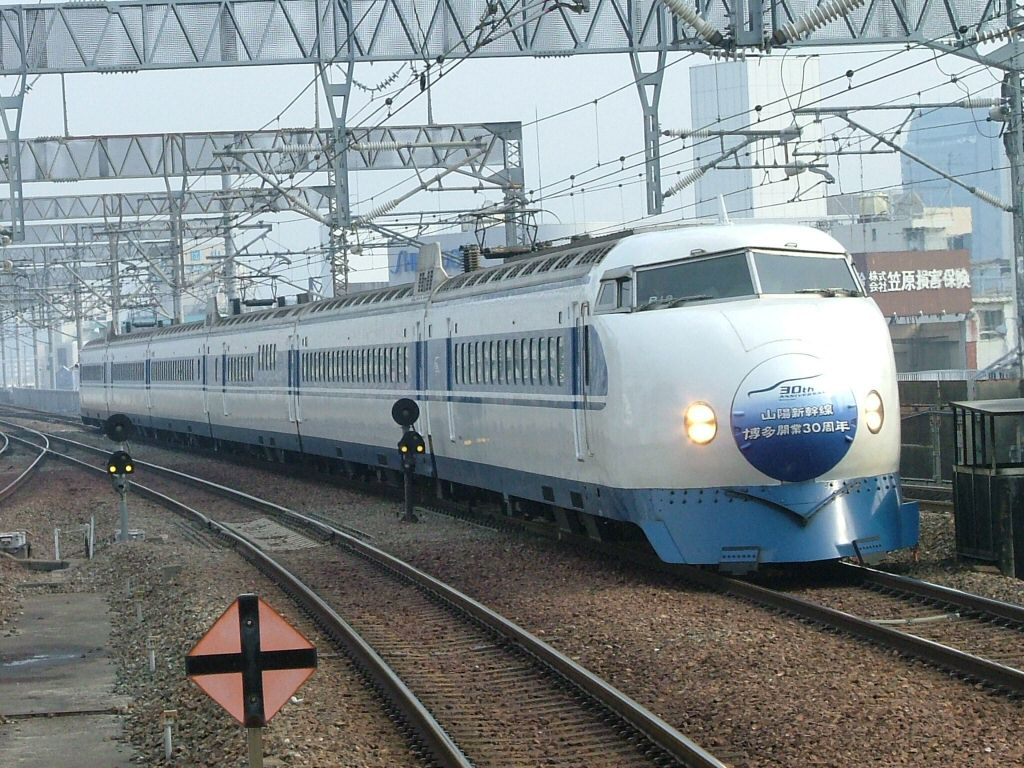
山陽新幹線博多開業30周年記念「ひかり」（岡山駅）

山陽新幹線全線開業30周年を記念した0系「ひかり」が2005年3月から4月にかけて運行された。JR西日本に在籍していた0系のうち、白/青カラーリングのR10・R18編成が充当された。厳密には、100系と同じ色彩（白3号+青20号）で子持ちラインつきのウエストひかり仕様だったが、ほかの編成であるWR編成はすでにフレッシュグリーン塗色に変更されていたため、すでに定期運用から離脱していたが、今回の記念「ひかり」に充当された。
前頭部には記念イラストが描かれ、1号車と5号車の側面には記念ロゴが貼り付けられた。また、JRロゴなどの通常掲げられていたロゴはなくなっていた。
3号車のビュフェではグッズ類の販売が行われたほか、停車各駅の駅弁の積み込みが行われた。また、「ひかり345号」では広島 - 小倉間で、「ひかり340号」では広島 - 福山間で国鉄時代に使用していた硬券の特急券をイメージした記念乗車券の配布が行われた。
当日の運行状況は下記のとおり。
| 運転日                  | 列車名      | 運転区間（始発・終着時刻）   | 途中停車駅                                        | 使用 編成          | 備考                                                                         |
| ----------------------- | ----------- | ---------------------------- | ------------------------------------------------- | ------------------ | ---------------------------------------------------------------------------- |
| 3月10日                 | ひかり340号 | 博多 9:39発 → 新大阪 13:20着 | 小倉・新山口・徳山・広島 福山・岡山・姫路・新神戸 | R10                | 岡山 - 新大阪間で親子2代の パーサーによる車内販売を実施。                    |
| 3月10,19,20,26日 4月2日 | ひかり345号 | 新大阪 8:15発 → 博多 11:22着 | 岡山・福山・広島・小倉                            | R10 R18（3月10日） | 博多総合車両所見学者向けに 車両所まで直通運転実施。 博多駅からの乗車は不可。 |

- 3月20日運行の「ひかり345号」は福岡県西方沖地震発生のため、小倉駅で運転を打ち切り、折り返し岡山行き「こだま」として運行された。

|                   |      | ← 博多新大阪 → |           |            |           |          |            |
| 号車              | 号車 | 1              | 2         | 3          | 4         | 5        | 6          |
| 形式              | 形式 | 21形 (Mc)      | 26形 (M') | 37形 (Mb)  | 26形 (M') | 25形 (M) | 22形 (M'c) |
| 座席              | 座席 | 普通車         | 普通車    | ビュフェ車 | 普通車    | 普通車   | 普通車     |
| 定員              | 定員 | 70             | 105       | 38         | 95        | 95       | 75         |
| 編成番号 車両番号 | R10  | 5033           | 7238      | 5032       | 5033      | 7731     | 5032       |
| 編成番号 車両番号 | R18  | 7038           | 7232      | 7537       | 7035      | 7037     | 7038       |

- 全車指定席、1号車のみ喫煙車両で運行。編成定員478名。

### 改番一覧

#### 21形
| 車両番号 | 竣工           | 元番号  | 最終組み込み編成 | 新塗装化 | 廃車           | 備考                                        |
| -------- | -------------- | ------- | ---------------- | -------- | -------------- | ------------------------------------------- |
| 21-3901  | 1988年2月16日  | 15-84   | R23              |          | 1998年5月1日   | 先頭車化改造車                              |
| 21-5001  | 1988年10月30日 | 21-1046 | R61              |          | 2002年6月25日  | ウエストひかり                              |
| 21-5031  | 1997年10月24日 | 21-1024 | R30              |          | 2003年2月20日  |                                             |
| 21-5032  | 1997年10月2日  | 21-1027 | R3               |          | 2003年3月31日  |                                             |
| 21-5033  | 1997年12月26日 | 21-1030 | R10              |          | 2005年8月16日  |                                             |
| 21-5034  | 1998年3月27日  | 21-1018 | R6               |          | 2002年2月26日  |                                             |
| 21-5035  | 1998年2月27日  | 21-1032 | R6               |          | 2004年3月10日  | 台湾高速鉄道へ譲渡 限界測定車へ改造         |
| 21-5036  | 1997年12月5日  | 21-1039 | R8               |          | 2005年3月31日  |                                             |
| 21-5037  | 1999年1月9日   | 21-1048 | R29              |          | 2002年8月20日  |                                             |
| 21-7001  | 1987年11月20日 | 21-2007 | R14              |          | 2003年5月21日  | ウエストひかり 1995年5月に21-2007へ原番復帰 |
| 21-7002  | 1988年3月2日   | 21-2015 | R66              | ○        | 2006年8月1日   | ウエストひかり                              |
| 21-7003  | 1988年1月14日  | 21-2016 | R62              | ○        | 2008年3月28日  | ウエストひかり                              |
| 21-7004  | 1988年1月14日  | 21-2017 | R64              | ○        | 2008年5月20日  | ウエストひかり                              |
| 21-7005  | 1988年7月30日  | 21-2028 | R65              | ○        | 2006年4月6日   | ウエストひかり                              |
| 21-7006  | 1990年2月28日  | 21-2011 | R63              | ○        | 2008年6月20日  | ウエストひかり                              |
| 21-7007  | 2002年2月6日   | 21-7036 | R68              | ○        | 2009年1月23日  |                                             |
| 21-7008  | 2002年7月17日  | 21-7034 | R61              | ○        | 2009年1月23日  | 川崎重工業 兵庫工場にて保存                 |
| 21-7031  | 1997年3月11日  | 21-2001 | R21              |          | 2002年11月1日  |                                             |
| 21-7032  | 1997年3月11日  | 21-2009 | R2               |          | 2004年6月7日   | ファミリーひかり                            |
| 21-7033  | 1997年8月2日   | 21-2010 | R23              |          | 2002年12月3日  |                                             |
| 21-7034  | 1997年6月27日  | 21-2012 | R27              |          | --             | 21-7008へ改番                               |
| 21-7035  | 1999年2月17日  | 21-2004 | R25              |          | 2002年9月20日  |                                             |
| 21-7036  | 1998年7月16日  | 21-2022 | R15              |          | --             | 21-7007へ改番                               |
| 21-7037  | 1998年7月10日  | 21-2025 | R24              |          | 2004年10月29日 | ファミリーひかり                            |
| 21-7038  | 1998年5月30日  | 21-2026 | R18              |          | 2006年3月3日   | カワサキワールドにて保存                    |
| 21-7951  | 1988年3月30日  | 25-2038 | R67              | ○        | 2008年12月26日 | 先頭車化改造車                              |

#### 22形
| 車両番号 | 竣工           | 元番号  | 最終組み込み編成 | 新塗装化 | 廃車           | 備考                                          |
| -------- | -------------- | ------- | ---------------- | -------- | -------------- | --------------------------------------------- |
| 22-3901  | 1988年2月16日  | 16-133  | R23              |          | 1998年5月1日   | 先頭車化改造車                                |
| 22-5001  | 1988年10月30日 | 22-1046 | R61              |          | 2002年6月25日  | ウエストひかり                                |
| 22-5031  | 1992年4月1日   | 22-1048 | R29              |          | 2002年8月20日  |                                               |
| 22-5032  | 1993年8月9日   | 22-1030 | R10              |          | 2005年8月19日  |                                               |
| 22-5033  | 1993年10月6日  | 22-1032 | R6               |          | 2004年2月14日  |                                               |
| 22-5034  | 1994年11月11日 | 22-1018 | R6               |          | 2002年2月26日  |                                               |
| 22-5035  | 1997年10月24日 | 22-1024 | R30              |          | 2003年2月20日  |                                               |
| 22-5036  | 1997年10月2日  | 22-1027 | R3               |          | 2003年3月31日  |                                               |
| 22-5037  | 1997年12月5日  | 22-1039 | R8               |          | 2005年3月31日  |                                               |
| 22-7001  | 1987年11月20日 | 22-2007 | R14              |          | 2003年5月21日  | ウエストひかり 1995年5月に、22-2007に原番復帰 |
| 22-7002  | 1988年3月2日   | 22-2015 | R66              | ○        | 2006年8月1日   | ウエストひかり                                |
| 22-7003  | 1988年1月14日  | 22-2016 | R62              | ○        | 2008年3月28日  | ウエストひかり                                |
| 22-7004  | 1988年2月1日   | 22-2017 | R64              | ○        | 2008年5月20日  | ウエストひかり                                |
| 22-7005  | 1988年7月30日  | 22-2028 | R65              | ○        | 2006年4月6日   | ウエストひかり                                |
| 22-7006  | 1990年2月28日  | 22-2011 | R63              | ○        | 2008年6月20日  | ウエストひかり                                |
| 22-7007  | 2002年2月6日   | 22-7036 | R68              | ○        | 2009年1月23日  | 大阪府吹田市へ寄贈                            |
| 22-7008  | 2002年7月17日  | 22-7032 | R61              | ○        | 2008年12月15日 |                                               |
| 22-7031  | 1992年10月29日 | 22-2010 | R23              |          | 2002年12月3日  |                                               |
| 22-7032  | 1992年12月21日 | 22-2012 | R27              |          | --             | 22-7008へ改番                                 |
| 22-7033  | 1994年7月6日   | 22-2004 | R25              |          | 2002年9月20日  |                                               |
| 22-7034  | 1994年8月27日  | 22-2009 | R2               |          | 2004年6月7日   | ファミリーひかり                              |
| 22-7035  | 1997年3月14日  | 22-2001 | R21              |          | 2002年11月1日  |                                               |
| 22-7036  | 1998年7月16日  | 22-2022 | R15              |          | --             | 22-2007へ改番                                 |
| 22-7037  | 1998年7月10日  | 22-2025 | R24              |          | 2004年10月29日 | ファミリーひかり                              |
| 22-7038  | 1998年5月30日  | 22-2026 | R18              |          | 2006年3月3日   |                                               |
| 22-7951  | 1988年3月30日  | 26-2245 | R67              | ○        | 2008年12月26日 | 先頭車化改造車                                |

#### 25形
| 車両番号 | 竣工           | 元番号  | 最終組み込み編成 | 新塗装化 | 廃車           | 備考                      |
| -------- | -------------- | ------- | ---------------- | -------- | -------------- | ------------------------- |
| 25-3301  | 1987年11月24日 | 25-763  | R22              |          | 1993年12月13日 |                           |
| 25-3901  | 1988年3月      | 27-13   | SK17             |          | --             | 25-3903へ改番             |
| 25-3902  | 1988年3月      | 27-3    | SK19             |          | --             | 25-3904へ改番             |
| 25-3903  | 1988年7月30日  | 25-3901 | SK25             |          | 1994年12月31日 | ウエストひかり シネマカー |
| 25-3904  | 1988年8月10日  | 25-3902 | SK19             |          | 1994年12月31日 | ウエストひかり シネマカー |
| 25-5001  | 1988年10月30日 | 25-1095 | SK5              |          | 2000年7月6日   | ウエストひかり            |
| 25-5002  | 1990年3月2日   | 25-1066 | SK46             |          | 2000年3月27日  | ウエストひかり            |
| 25-5003  | 1990年2月28日  | 25-1034 | SK17             |          | 2000年2月7日   | ウエストひかり            |
| 25-5031  | 1992年4月1日   | 25-1097 | R29              |          | 2002年8月20日  |                           |
| 25-5032  | 1992年4月1日   | 25-1096 | NH82             |          | 1999年3月31日  |                           |
| 25-5033  | 1993年8月9日   | 25-1063 | NH6              |          | 1998年10月20日 |                           |
| 25-5034  | 1993年10月6日  | 25-1067 | NH21             |          | 1998年7月1日   |                           |
| 25-5035  | 1993年8月9日   | 25-1081 | NH6              |          | 1998年12月1日  |                           |
| 25-5036  | 1993年10月6日  | 25-1082 | NH21             |          | 1999年3月31日  |                           |
| 25-5037  | 1994年8月27日  | 25-1008 | NH46             |          | 1997年3月31日  |                           |
| 25-5038  | 1994年11月11日 | 25-1027 | NH18             |          | 1999年1月11日  |                           |
| 25-5039  | 1995年3月23日  | 25-1033 | NH32             |          | 1999年10月     |                           |
| 25-5040  | 1994年11月11日 | 25-1039 | NH18             |          | 1999年1月11日  |                           |
| 25-5041  | 1994年7月6日   | 25-1043 | NH48             |          | 1997年3月31日  |                           |
| 25-5042  | 1995年3月23日  | 25-1047 | NH23             |          | 1998年9月1日   |                           |
| 25-5043  | 1994年7月6日   | 25-1059 | R30              |          | 2003年2月20日  |                           |
| 25-5044  | 1995年3月23日  | 25-1083 | NH32             |          | 2000年4月14日  |                           |
| 25-5045  | 1996年2月28日  | 25-1024 | NH5              |          | 1998年5月1日   |                           |
| 25-5046  | 1995年5月29日  | 25-1046 | H94              |          | 1997年10月1日  |                           |
| 25-5047  | 1995年11月1日  | 25-1051 | NH99             |          | 1997年11月4日  |                           |
| 25-5048  | 1995年9月14日  | 25-1057 | NH25             |          | 1997年10月1日  |                           |
| 25-5049  | 1996年5月2日   | 25-1062 | NH88             |          | 1998年9月1日   |                           |
| 25-5050  | 1996年5月2日   | 25-1079 | R25              |          | 2002年9月20日  |                           |
| 25-5051  | 1996年2月28日  | 25-1098 | R21              |          | 2002年11月1日  |                           |
| 25-5201  | 1988年10月30日 | 25-1206 | SK5              |          | 2000年7月6日   | ウエストひかり            |
| 25-5301  | 1990年3月2日   | 25-1099 | SK46             |          | 2000年3月27日  | ウエストひかり            |
| 25-5302  | 1990年2月28日  | 25-1094 | SK17             |          | 2000年2月7日   | ウエストひかり            |
| 25-5401  | 1988年10月30日 | 25-1401 | SK5              |          | 2000年7月6日   | ウエストひかり            |
| 25-7001  | 1987年11月20日 | 25-2012 | R51              |          | --             | 25-7302へ改番             |
| 25-7002  | 1988年3月2日   | 25-2028 | R66              | ○        | 2006年8月1日   | ウエストひかり            |
| 25-7003  | 1988年1月14日  | 25-2032 | R62              | ○        | 2008年3月28日  | ウエストひかり            |
| 25-7004  | 1988年2月1日   | 25-2033 | R64              | ○        | 2008年5月20日  | ウエストひかり            |
| 25-7005  | 1988年7月30日  | 25-2039 | SK25             |          | --             | 25-7303へ改番             |
| 25-7006  | 1988年7月30日  | 25-2001 | SK25             |          | 2000年8月9日   | ウエストひかり            |
| 25-7007  | 1988年7月30日  | 25-2048 | R65              | ○        | 2006年4月6日   | ウエストひかり            |
| 25-7008  | 1988年7月30日  | 25-2041 | R67              | ○        | 2008年12月26日 | ウエストひかり            |
| 25-7009  | 1988年8月10日  | 25-2040 | R61              | ○        | 2008年12月15日 | ウエストひかり            |
| 25-7010  | 1988年8月10日  | 25-2005 | SK5              |          | 2000年7月6日   | ウエストひかり            |
| 25-7011  | 1990年2月21日  | 25-2002 | SK10             |          | 2000年8月9日   | ウエストひかり            |
| 25-7012  | 1990年3月2日   | 25-2036 | R68              | ○        | 2009年1月23日  | ウエストひかり            |
| 25-7013  | 1990年2月28日  | 25-2019 | SK17             |          | 2002年3月31日  | ウエストひかり            |
| 25-7014  | 1990年2月28日  | 25-2020 | R63              | ○        | 2008年6月20日  | ウエストひかり            |
| 25-7031  | 1992年10月29日 | 25-2015 | R3               |          | 2003年3月31日  |                           |
| 25-7032  | 1992年10月29日 | 25-2016 | R24              |          | 2004年10月29日 | ファミリーひかり          |
| 25-7033  | 1992年11月21日 | 25-2017 | R23              |          | 2002年12月3日  |                           |
| 25-7034  | 1992年11月21日 | 25-2018 | R27              |          | 2002年6月25日  |                           |
| 25-7035  | 1994年8月27日  | 25-2006 | R2               |          | 2002年5月27日  |                           |
| 25-7036  | 1995年3月30日  | 25-2023 | R6               |          | 2004年2月14日  |                           |
| 25-7037  | 1995年9月14日  | 25-2024 | R18              |          | 2006年3月3日   |                           |
| 25-7038  | 1995年5月29日  | 25-2025 | R1               |          | 2002年1月25日  |                           |
| 25-7039  | 1995年11月1日  | 25-2026 | R8               |          | 2005年3月31日  |                           |
| 25-7040  | 1995年7月26日  | 25-2050 | R2               |          | 2004年6月7日   | ファミリーひかり          |
| 25-7301  | 1990年2月21日  | 25-2705 | SK10             |          | 2000年8月9日   | ウエストひかり            |
| 25-7302  | 1990年2月21日  | 25-7001 | SK19             |          | 2000年3月27日  | ウエストひかり            |
| 25-7303  | 1997年11月19日 | 25-7005 | SK25             |          | 2000年8月9日   | ウエストひかり            |
| 25-7701  | 1990年2月21日  | 25-2706 | SK10             |          | 2002年3月31日  | ウエストひかり            |
| 25-7731  | 1995年7月26日  | 25-2713 | R10              |          | 2005年8月19日  |                           |
| 25-7901  | 1994年7月20日  | 25-2903 | R64              | ○        | 2008年5月20日  | ウエストひかり            |
| 25-7902  | 2001年4月13日  | 25-2905 | R67              | ○        | 2008年12月26日 |                           |
| 25-7903  | 2002年2月6日   | 25-7903 | R68              | ○        | 2009年1月23日  |                           |
| 25-7904  | 2002年7月17日  | 25-2901 | R61              | ○        | 2008年12月15日 |                           |
| 25-7905  | 2002年5月18日  | 25-2902 | R63              | ○        | 2008年6月20日  |                           |
| 25-7906  | 2002年10月18日 | 25-2904 | R66              | ○        | 2006年8月1日   |                           |

#### 26形
| 車両番号 | 竣工           | 元番号  | 最終組み込み編成 | 新塗装化 | 廃車           | 備考                                                                 |
| -------- | -------------- | ------- | ---------------- | -------- | -------------- | -------------------------------------------------------------------- |
| 26-3001  | 1987年11月24日 | 26-815  | R3               |          | 1993年12月13日 |                                                                      |
| 26-3002  | 1988年3月30日  | 26-804  | R24              |          | 1990年3月31日  |                                                                      |
| 26-5001  | 1988年2月1日   | 26-1264 | R53              |          | --             | 26-5201へ改番                                                        |
| 26-5002  | 1988年3月2日   | 26-1312 | R54              |          | --             | 26-5202へ改番                                                        |
| 26-5003  | 1988年10月30日 | 26-1091 | SK5              |          | 2000年7月6日   | ウエストひかり                                                       |
| 26-5004  | 1988年10月30日 | 26-1092 | SK5              |          | 2000年7月6日   | ウエストひかり                                                       |
| 26-5005  | 1990年3月2日   | 26-1094 | SK46             |          | 2000年3月27日  | ウエストひかり                                                       |
| 26-5031  | 1995年7月17日  | 26-1054 | R21              |          | 2002年11月1日  |                                                                      |
| 26-5032  | 1996年2月28日  | 26-1022 | R1               |          | 2002年2月6日   |                                                                      |
| 26-5033  | 1995年12月1日  | 26-1030 | R10              |          | 2005年8月19日  |                                                                      |
| 26-5034  | 1997年3月14日  | 26-1046 | R30              |          | 2003年2月20日  |                                                                      |
| 26-5035  | 1995年9月14日  | 26-1048 | R24              |          | 2003年2月20日  | ファミリーひかり                                                     |
| 26-5036  | 1995年7月26日  | 26-1079 | R3               |          | 2003年3月31日  |                                                                      |
| 26-5037  | 1998年3月27日  | 26-1080 | R6               |          | 2004年2月14日  |                                                                      |
| 26-5201  | 1988年10月30日 | 26-5001 | SK19             |          | 2000年3月27日  | ウエストひかり                                                       |
| 26-5202  | 1988年10月30日 | 26-5002 | SK46             |          | 2000年3月27日  | ウエストひかり                                                       |
| 26-5203  | 1988年10月30日 | 26-1265 | SK5              |          | 2000年7月6日   | ウエストひかり                                                       |
| 26-5204  | 1993年6月28日  | 26-1044 | R4               |          | 1998年5月1日   |                                                                      |
| 26-5205  | 1993年8月9日   | 26-1063 | R20              |          | 1999年6月      |                                                                      |
| 26-5206  | 1993年10月6日  | 26-1065 | R28              |          | 2000年5月9日   |                                                                      |
| 26-5207  | 1994年11月11日 | 26-1023 | NH18             |          | 1999年1月11日  |                                                                      |
| 26-5208  | 1994年7月6日   | 26-1095 | R7               |          | 2000年5月16日  |                                                                      |
| 26-5231  | 1992年4月1日   | 26-1303 | NH82             |          | 1999年3月31日  |                                                                      |
| 26-5232  | 1992年4月1日   | 26-1306 | R29              |          | 2002年8月20日  |                                                                      |
| 26-5233  | 1992年4月1日   | 26-1096 | NH82             |          | 1999年2月1日   |                                                                      |
| 26-5234  | 1993年8月9日   | 26-1263 | NH6              |          | 1998年10月20日 |                                                                      |
| 26-5235  | 1993年10月6日  | 26-1267 | NH21             |          | 1998年7月1日   |                                                                      |
| 26-5236  | 1993年8月9日   | 26-1285 | R18              |          | 2002年3月20日  |                                                                      |
| 26-5237  | 1993年10月6日  | 26-1286 | NH21             |          | 1998年12月1日  |                                                                      |
| 26-5238  | 1993年8月9日   | 26-1957 | NH21             |          | 1998年7月1日   |                                                                      |
| 26-5239  | 1993年10月6日  | 26-1058 | NH6              |          | 1998年7月1日   |                                                                      |
| 26-5240  | 1994年11月11日 | 26-1239 | NH18             |          | 1999年1月11日  |                                                                      |
| 26-5241  | 1995年3月30日  | 26-1247 | NH23             |          | 1998年9月1日   |                                                                      |
| 26-5242  | 1994年7月6日   | 26-1258 | NH48             |          | 1997年3月31日  |                                                                      |
| 26-5243  | 1994年8月27日  | 26-1259 | NH46             |          | 1997年3月31日  |                                                                      |
| 26-5244  | 1995年3月23日  | 26-1288 | NH32             |          | 2000年4月14日  |                                                                      |
| 26-5245  | 1995年11月1日  | 26-1251 | NH99             |          | 1997年11月4日  |                                                                      |
| 26-5246  | 1994年11月11日 | 26-1295 | R25              |          | 2002年9月20日  |                                                                      |
| 26-5247  | 1994年7月6日   | 26-1308 | R2               |          | 2002年5月27日  | ファミリーひかり                                                     |
| 26-5248  | 1994年7月6日   | 26-1025 | NH48             |          | 1997年3月31日  |                                                                      |
| 26-5249  | 1995年3月30日  | 26-1039 | NH25             |          | 1997年10月1日  |                                                                      |
| 26-5250  | 1994年11月11日 | 26-1041 | NH18             |          | 1999年1月11日  |                                                                      |
| 26-5251  | 1996年2月28日  | 26-1257 | R30              |          | 2003年2月20日  |                                                                      |
| 26-7001  | 1987年11月20日 | 26-2014 | R2               |          | --             | ウエストひかり 1995年5月に26-2014に原番復帰後、1997年に26-7033に改番 |
| 26-7002  | 1988年2月1日   | 26-2029 | R64              | ○        | 2008年5月20日  | ウエストひかり                                                       |
| 26-7003  | 1988年3月2日   | 26-2030 | R66              | ○        | 2006年8月1日   | ウエストひかり                                                       |
| 26-7004  | 1988年1月14日  | 26-2031 | R62              | ○        | 2008年3月28日  | ウエストひかり                                                       |
| 26-7005  | 1987年11月20日 | 26-2211 | R51              |          | --             | 26-7201へ改番                                                        |
| 26-7006  | 1988年1月14日  | 26-2240 | R52              |          | --             | 26-7202へ改番                                                        |
| 26-7007  | 1988年7月30日  | 26-2035 | R65              | ○        | 2006年4月6日   | ウエストひかり                                                       |
| 26-7008  | 1988年7月30日  | 26-2001 | R68              |          | 2003年2月20日  | ウエストひかり                                                       |
| 26-7009  | 1988年8月10日  | 26-2002 | SK19             |          | 2002年3月31日  | ウエストひかり                                                       |
| 26-7010  | 1990年2月28日  | 26-2021 | R61              | ○        | 2008年12月15日 | ウエストひかり                                                       |
| 26-7011  | 1990年2月28日  | 26-2022 | R63              | ○        | 2008年6月20日  | ウエストひかり                                                       |
| 26-7012  | 2002年2月26日  | 26-7037 | R68              | ○        | 2009年1月23日  |                                                                      |
| 26-7013  | 2003年4月8日   | 26-7031 | R67              | ○        | 2008年12月26日 |                                                                      |
| 26-7031  | 1995年3月23日  | 26-2024 | R67              |          | --             | 26-7013へ改番                                                        |
| 26-7032  | 1995年5月29日  | 26-2023 | R24              |          | 2004年10月29日 | ファミリーひかり                                                     |
| 26-7033  | 1997年3月14日  | 26-2014 | R2               |          | 2004年6月7日   | ファミリーひかり                                                     |
| 26-7034  | 1997年12月5日  | 26-2026 | R8               |          | 2005年3月31日  |                                                                      |
| 26-7035  | 1998年5月30日  | 26-2007 | R18              |          | 2006年3月3日   |                                                                      |
| 26-7036  | 1999年1月19日  | 26-2013 | R29              |          | 2002年8月20日  |                                                                      |
| 26-7037  | 1998年7月10日  | 26-2032 | R15              |          | --             | 26-7012へ改番                                                        |
| 26-7038  | 1999年2月17日  | 26-2019 | R25              |          | 2002年8月20日  |                                                                      |
| 26-7201  | 1988年10月30日 | 26-7005 | R17              |          | 2002年4月16日  | ウエストひかり 1995年5月に26-2201へ原番復帰                          |
| 26-7202  | 1988年7月30日  | 26-7006 | R62              | ○        | 2008年3月28日  | ウエストひかり                                                       |
| 26-7203  | 1988年7月30日  | 26-2202 | SK25             |          | 2000年8月9日   | ウエストひかり                                                       |
| 26-7204  | 1988年7月30日  | 26-2201 | SK25             |          | 2000年8月9日   | ウエストひかり                                                       |
| 26-7205  | 1988年8月10日  | 26-2238 | R64              | ○        | 2008年5月20日  | ウエストひかり                                                       |
| 26-7206  | 1988年10月30日 | 26-2206 | SK5              |          | 2000年7月6日   | ウエストひかり                                                       |
| 26-7207  | 1990年2月21日  | 26-2231 | R65              | ○        | 2006年4月6日   | ウエストひかり                                                       |
| 26-7208  | 1990年2月21日  | 26-2218 | R61              | ○        | 2008年12月15日 | ウエストひかり                                                       |
| 26-7209  | 1990年3月2日   | 26-2208 | R66              | ○        | 2006年8月1日   | ウエストひかり                                                       |
| 26-7210  | 1990年2月28日  | 26-2212 | R67              | ○        | 2008年12月26日 | ウエストひかり                                                       |
| 26-7211  | 1990年2月28日  | 26-2217 | R63              | ○        | 2008年6月20日  | ウエストひかり                                                       |
| 26-7212  | 1994年12月26日 | 26-2017 | R31              |          | 2003年10月8日  |                                                                      |
| 26-7213  | 2002年2月26日  | 26-7241 | R68              | ○        | 2009年1月23日  |                                                                      |
| 26-7231  | 1992年10月29日 | 26-2018 | R3               |          | 2003年3月31日  |                                                                      |
| 26-7232  | 1992年11月21日 | 26-2020 | R18              |          | 2006年3月3日   |                                                                      |
| 26-7233  | 1992年10月29日 | 26-2216 | R2               |          | 2004年6月7日   | ファミリーひかり                                                     |
| 26-7234  | 1992年10月29日 | 26-2207 | R24              |          | 2004年10月29日 | ファミリーひかり                                                     |
| 26-7235  | 1992年11月21日 | 26-2215 | R23              |          | 2002年12月3日  |                                                                      |
| 26-7236  | 1992年11月21日 | 26-2213 | R27              |          | 2002年6月25日  |                                                                      |
| 26-7237  | 1994年8月27日  | 26-2214 | R21              |          | 2002年11月1日  |                                                                      |
| 26-7238  | 1995年5月29日  | 26-2228 | R10              |          | 2005年8月19日  |                                                                      |
| 26-7239  | 1994年8月27日  | 26-2208 | R6               |          | 2004年2月14日  |                                                                      |
| 26-7240  | 1995年7月26日  | 26-2240 | R8               |          | 2005年3月31日  |                                                                      |
| 26-7241  | 1996年5月2日   | 26-2237 | R15              |          | --             | 26-7213へ改番                                                        |

#### 27形
| 車両番号 | 竣工           | 元番号  | 最終組み込み編成 | 新塗装化 | 廃車          | 備考 |
| -------- | -------------- | ------- | ---------------- | -------- | ------------- | ---- |
| 27-3031  | 1992年4月1日   | 27-1    | NH82             |          | 1998年12月5日 |      |
| 27-3032  | 1992年10月29日 | 27-84   | NH32             |          | 1999年10月    |      |
| 27-3033  | 1992年11月21日 | 27-37   | NH7              |          | 1997年4月14日 |      |
| 27-3034  | 1993年8月9日   | 27-75   | NH6              |          | 1997年12月1日 |      |
| 27-3035  | 1994年11月11日 | 27-2    | NH35             |          | 1997年1月17日 |      |
| 27-3038  | 1994年8月27日  | 27-82   | NH46             |          | 1997年1月17日 |      |
| 27-3039  | 1994年7月6日   | 27-88   | NH18             |          | 1999年1月11日 |      |
| 27-5031  | 1993年10月6日  | 27-1003 | NH21             |          | 1998年3月31日 |      |

#### 37形
| 車両番号 | 竣工           | 元番号  | 最終組み込み編成 | 新塗装化 | 廃車           | 備考                          |
| -------- | -------------- | ------- | ---------------- | -------- | -------------- | ----------------------------- |
| 37-5001  | 1988年2月1日   | 37-1503 | R53              |          | --             | 37-5301へ改番                 |
| 37-5002  | 1988年3月2日   | 37-1523 | R54              |          | --             | 37-5303へ改番                 |
| 37-5031  | 1992年4月1日   | 37-1010 | R29              |          | 2002年8月20日  |                               |
| 37-5032  | 1993年8月9日   | 37-1060 | R10              |          | 2005年8月19日  |                               |
| 37-5033  | 1993年10月6日  | 37-1062 | R29              |          | 2002年2月6日   |                               |
| 37-5034  | 1998年5月30日  | 37-1054 | R30              |          | 2003年2月20日  |                               |
| 37-5301  | 1988年10月31日 | 37-5001 | R64              |          | 2002年3月31日  | ウエストひかり                |
| 37-5302  | 1988年10月30日 | 37-1516 | R61              |          | 2002年6月25日  | ウエストひかり                |
| 37-5303  | 1990年3月2日   | 37-5002 | R66              |          | 2002年9月20日  | ウエストひかり                |
| 37-5531  | 1998年5月30日  | 37-1504 | R18              |          | 2002年3月31日  |                               |
| 37-5532  | 1997年12月5日  | 37-1509 | R8               |          | 2005年3月31日  |                               |
| 37-7001  | 1987年11月20日 | 37-2513 | R2               |          | --             | 37-7702へ改番                 |
| 37-7002  | 1988年1月14日  | 37-2532 | R52              |          | --             | 37-7301へ改番                 |
| 37-7301  | 1988年12月2日  | 37-2528 | R65              | ○        | 2006年4月6日   | ウエストひかり                |
| 37-7302  | 1990年2月21日  | 37-7002 | R62              | ○        | 2008年3月28日  | ウエストひかり                |
| 37-7303  | 1990年2月28日  | 37-2517 | R63              |          | 2002年4月16日  | ウエストひかり                |
| 37-7531  | 1992年10月29日 | 37-2515 | R23              |          | 2002年12月3日  |                               |
| 37-7532  | 1992年11月21日 | 37-2521 | R27              |          | 2002年6月25日  |                               |
| 37-7533  | 1994年7月6日   | 37-2509 | R21              |          | 2002年11月1日  |                               |
| 37-7534  | 1994年8月27日  | 37-2516 | R6               |          | 2004年2月14日  |                               |
| 37-7535  | 1994年11月11日 | 37-2522 | R25              |          | 2002年9月20日  |                               |
| 37-7536  | 1997年10月2日  | 37-2526 | R3               |          | 2003年3月31日  |                               |
| 37-7701  | 1995年5月11日  | 37-2508 | R24              |          | --             | 37-7731へ改番                 |
| 37-7702  | 1995年5月11日  | 37-7001 | R2               |          | --             | 37-7732へ改番                 |
| 37-7731  | 1997年10月24日 | 37-7701 | R24              |          | 2004年10月29日 | ファミリーひかり こどもサロン |
| 37-7732  | 1997年3月11日  | 37-7702 | R2               |          | 2004年6月7日   | ファミリーひかり こどもサロン |

## 引退に至る経過

### 東海道新幹線

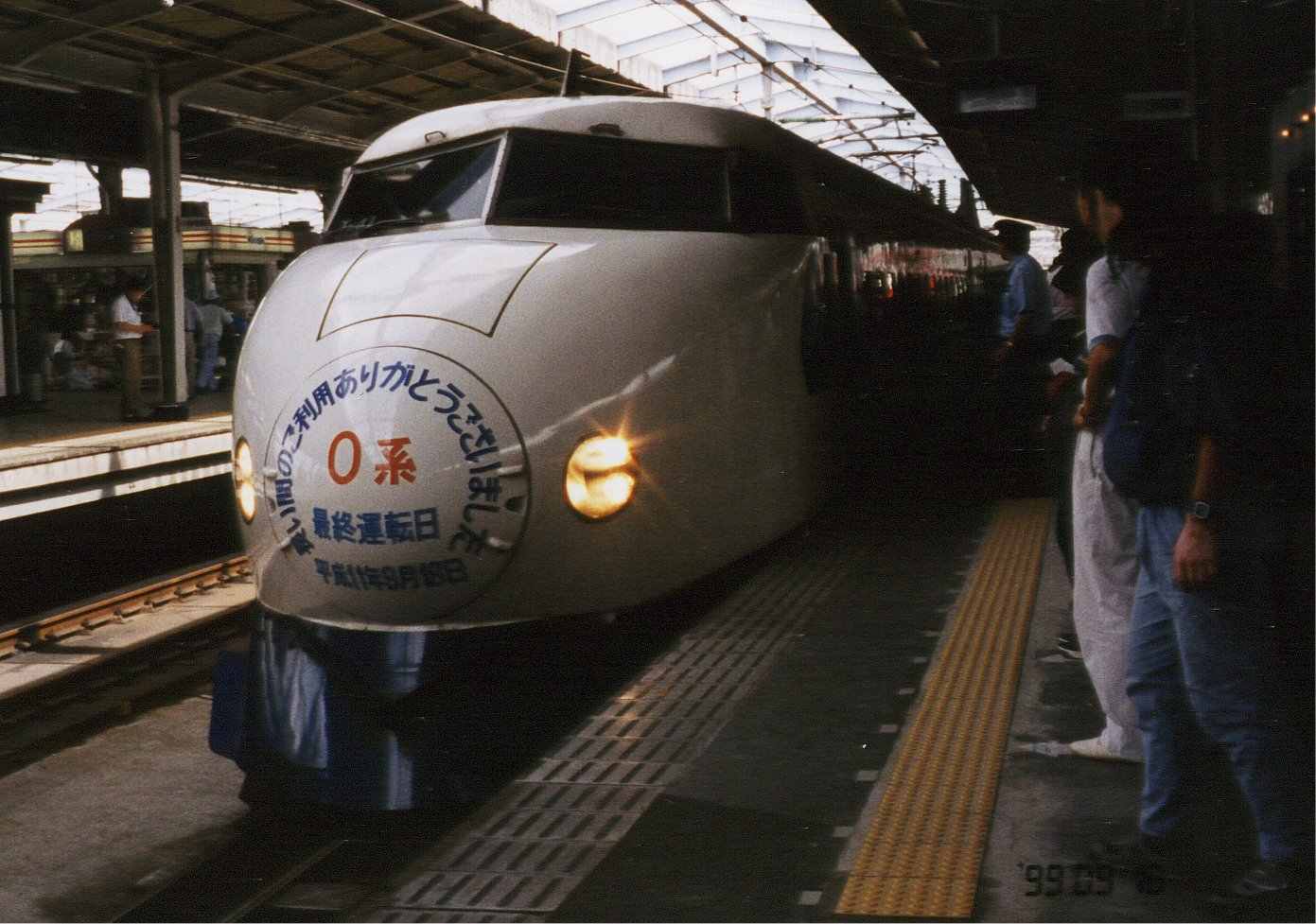
東海道新幹線での定期運転最終日の0系（「こだま」）（名古屋駅にて、YK41編成）

ほかの車両に比べて性能が劣る0系は、東海道新幹線での高速化による過密ダイヤの中では次第に足かせとなり、「ひかり」運用は急速に減少することとなる。1995年9月17日の運行を最後に0系「ひかり」は東京駅 - 名古屋駅間から撤退し、名古屋駅 - 博多駅間の「ひかり」1往復のみとなった。その唯一の「ひかり」運用も1998年10月3日以降は100系に差し替えられ、東海道区間での定期0系「ひかり」は消滅した。
0系の後継車両である100系や300系の増備に伴い、0系は編成数を減らす。1995年の300系の5,6次車投入に伴い、まず「ひかり」編成であるNH編成が淘汰された。その後は、唯一残る「こだま」編成であるYK編成の淘汰が進行していく。浜松工場での0系全般検査も1997年9月22日のYK8編成をもって終了となり、後は検査切れとなった順に編成ごと廃車となった。さらに500系の東海道新幹線乗り入れや700系の登場により、「こだま」「ひかり」に100系や300系が充てられるようになった。
0系最後のダイヤ改正となる1999年3月13日ダイヤ改正時点では、YK8,20,29,38,40,41の6編成となり、定期運用は東京 - 名古屋、および東京 - 新大阪の「こだま」各1往復（こだま414,425,464,473号）に使用されるのみになった。
- 下り
  - こだま425号（東京15:10発→新大阪19:20着）
  - こだま473号（東京16:31発→名古屋19:24着）

- 上り
  - こだま414号（新大阪12:00発→東京16:10着）
  - こだま464号（名古屋11:55発→東京14:49着）

同年の夏休み期間となる7月31日、8月8日、28日には0系「ひかり」が東京 - 新大阪間で運転された（後述）。また、前頭部には「長い間のご利用ありがとうございました 0系 最終運転日 平成11年9月18日」とのマーキングが運行終了まで施された。
9月18日の「こだま473号」（YK8編成）をもって、東海道新幹線での0系の運行を終了。

#### さよなら東海道新幹線0系
1999年9月18日に定期運用終了に先立ち、0系臨時「ひかり」が東京 - 新大阪間で運転された。当初は「ひかり313号」のみの予定であったが、好評のため、上下1本ずつ追加された。途中停車駅はいずれも名古屋・京都のみで、運行開始当初の運行状況が再現された。
| 運転日  | 列車名      | 運転区間（始発・終着時刻）    | 途中停車駅   | 使用 編成 | 備考                            |
| ------- | ----------- | ----------------------------- | ------------ | --------- | ------------------------------- |
| 7月31日 | ひかり313号 | 東京 11:28発 → 新大阪 14:23着 | 名古屋・京都 | YK41      |                                 |
| 8月8日  | ひかり321号 | 東京 13:28発 → 新大阪 16:23着 | 名古屋・京都 | YK41      | 最後の0系16両「ひかり」（下り） |
| 8月28日 | ひかり306号 | 新大阪 10:23発 → 東京 13:17着 | 京都・名古屋 | YK29      | 最後の0系16両「ひかり」（上り） |

|      |           | ← 新大阪東京 → |           |           |            |            |            |           |            |                   |                   |                   |                   |            |            |           |            |
| 号車 | 号車      | 1              | 2         | 3         | 4          | 5          | 6          | 7         | 8          | 9                 | 10                | 11                | 12                | 13         | 14         | 15        | 16         |
| 形式 | 形式      | 21形 (Mc)      | 26形 (M') | 25形 (M)  | 26形 (M')  | 37形 (Mb)  | 26形 (M')  | 25形 (M)  | 16形 (M's) | 25形 (M)          | 26形 (M')         | 25形 (M)          | 26形 (M')         | 25形 (M)   | 26形 (M')  | 25形 (M)  | 22形 (M'c) |
| 座席 | 座席      | 普通車         | 普通車    | 普通車    | 普通車     | ビュフェ車 | 普通車     | 普通車    | グリーン車 | 普通車(2&2シート) | 普通車(2&2シート) | 普通車(2&2シート) | 普通車(2&2シート) | 普通車     | 普通車     | 普通車    | 普通車     |
| YK8  | 車番 定員 | 2029 70名      | 2009 95名 | 2007 95名 | 2209 105名 | 2523 38名  | 2205 105名 | 2216 90名 | 2034 68名  | 2008 76名         | 2036 76名         | 2710 76名         | 2241 84名         | 1088 100名 | 1086 100名 | 2009 95名 | 2029 75名  |
| YK29 | 車番 定員 | 2027 70名      | 2033 95名 | 2211 90名 | 1272 110名 | 2502 38名  | 1309 110名 | 2212 90名 | 2031 68名  | 2022 76名         | 2034 76名         | 2030 76名         | 1269 88名         | 2214 90名  | 1059 100名 | 2711 95名 | 2027 75名  |
| YK41 | 車番 定員 | 2030 70名      | 2037 95名 | 2052 95名 | 2251 105名 | 2518 38名  | 2236 105名 | 2215 90名 | 2035 68名  | 2053 76名         | 2038 76名         | 2031 76名         | 2239 84名         | 2709 95名  | 1004 100名 | 2049 95名 | 2030 75名  |

- 全車指定席で運行。

### 山陽新幹線

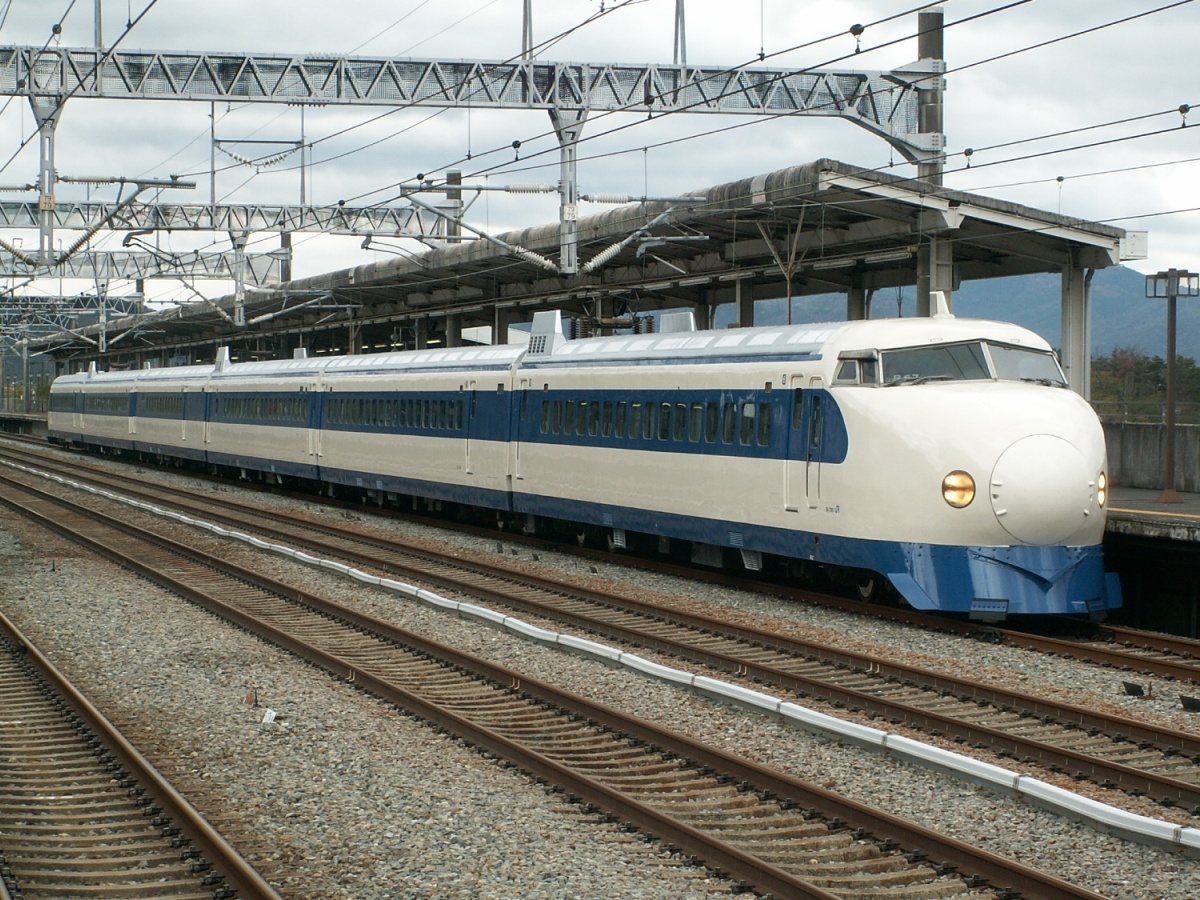
当初の塗装に復元されたR67編成

JR西日本に残った0系は連日の高速運転や製造から20年を越えたため老朽化が進んでいた。
JR西日本は当初「0系はN700系の営業開始まで使用する」と発表していたが、2007年9月に発表されたN700系の追加増備計画に伴い、余剰となる500系5編成を16両編成から8両編成に短縮し、山陽新幹線の「こだま」に転用することで0系を置き換えることが、同年12月19日に同社より正式に発表された。これにより0系は2008年11月30日をもって営業運転を終了し、全車廃車となると発表された。
同年2月27日には、6月ごろまでに3本の編成（R61編成,R67編成,R68編成）を落成当時のクリーム10号と青20号の車体塗装に復元することが発表され、塗り替えられた編成は、同年4月18日より運用を開始した。塗り替えられなかった他の編成が廃車となり、2008年6月20日からは、運用につく0系はすべて白地に青帯の原色編成となった。塗料の材質が当時と異なるため、落成時とは若干異なった色合いとなった。
また、同日より車内放送用メロディーも1988年から2003年秋の東海道新幹線・品川駅開業まで使用されていたものに戻された。

#### 2008年11月30日までの運用状況

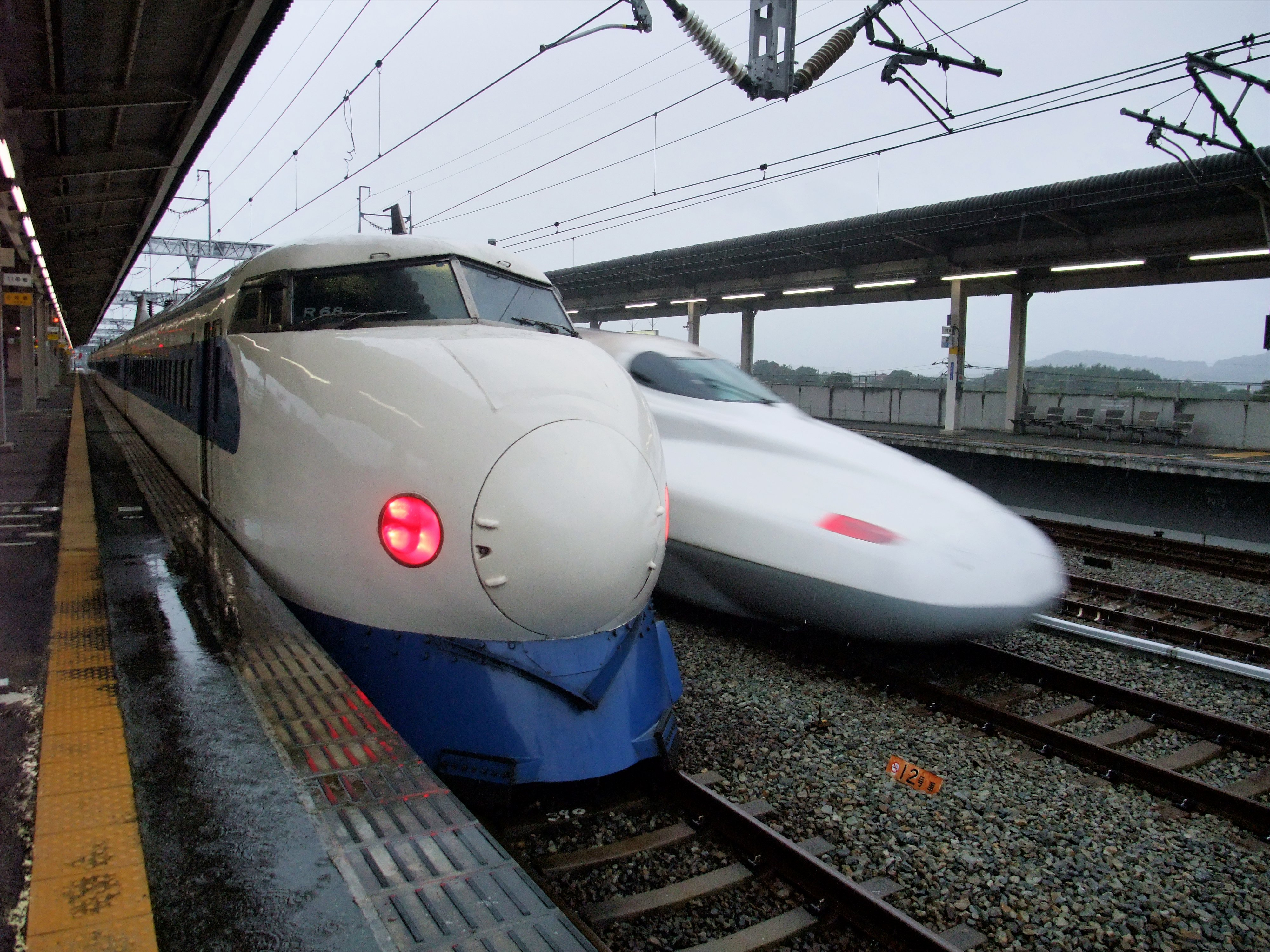
東広島駅にてN700系を待避する0系

2008年3月15日改正時に0系で運用されていたのは以下の列車である（▲印は博多南線直通）。
- 下り
  - こだま629号（新大阪6:12発→博多10:41着）
  - こだま639号▲★（新大阪7:59発→博多13:09着）
  - こだま659号▲★（岡山14:51発→博多18:21着）
  - こだま769号▲×★（小倉18:36発→博多18:56着）
- 上り
  - こだま620号★（福山6:09発→新大阪7:47着）
  - こだま638号▲★（博多9:19発→岡山12:53着）
  - こだま762号×★（博多18:04発→小倉18:24着）
  - こだま674号×（博多18:42発→新大阪23:21着）
  - こだま724号▲×★（博多19:12発→広島21:20着）
  - こだま682号×★（広島23:15発→福山23:58着）

以上の列車が、2008年11月30日まで（×印の列車は同月29日まで）0系で運用された列車であり、0系の最後の定期運用であった。
定期運用最終列車となった2008年11月30日の「こだま」659号は、博多駅での定期運転終了セレモニーのため、博多南線には直通せず、博多南線には100系P編成（4両）使用の臨時列車が運転された。なお、定期最終列車の続行列車として「こだま697号」（岡山15:03発→博多18時38分着。500系W8編成使用・普通車全席自由席、グリーン車は車内で販売）が運転されている。
なお、2008年12月1日（一部列車は2日より）★マークの列車に関しては、500系V編成による運転になる。500系による置き換えについては次節で述べる。

#### 0系さよなら運転
2008年11月30日の定期運転終了後の翌12月6日、13日、14日にさよなら運転を実施することも発表された。同年9月24日の社長定例会見では、12月14日に新大阪 - 博多間を1往復する臨時「ひかり」（下りは6日・13日も運転）を0系の最後の運転とすることが発表された。後に、広島 - 博多間1往復の追加が発表された。
当日の運行状況は下記のとおり。
| 運転日        | 列車名      | 運転区間（始発・終着時刻）    | 途中停車駅                         | 使用編成                          | 備考                        |
| ------------- | ----------- | ----------------------------- | ---------------------------------- | --------------------------------- | --------------------------- |
| 12月6,13,14日 | ひかり347号 | 新大阪 14:56発 → 博多 18:01着 | 岡山・広島・小倉                   | R68（12月6,13日） R61（12月14日） | 最後の0系「ひかり」（下り） |
| 12月13日      | ひかり355号 | 広島 14:42発 → 博多 16:30着   | 徳山・新山口・小倉                 | R61                               | 11月11日に追加              |
| 12月13日      | ひかり356号 | 博多 10:12発 → 広島 11:45着   | 小倉・新山口・徳山                 | R61                               | 11月11日に追加              |
| 12月14日      | ひかり340号 | 博多 8:06発 → 新大阪 12:05着  | 小倉・徳山・広島・三原・岡山・姫路 | R68                               | 最後の0系「ひかり」（上り） |

「サヨナラ」の語呂にちなんだ「ひかり347号」（列車番号9347A）は、ウエストひかり速達タイプ・Wひかりと同じく主要駅にしか停車しない運行で、赤地の「ひかり」の側面方向幕が久々に使用された。新山口駅では、500系「こだま659号」を0系「ひかり347号」が追い抜くシーンも見られた。12月14日には新大阪、広島、博多の各駅でお別れセレモニーが開催され、大勢のファンと報道陣が見届ける中、寄せられた5,460通のメッセージも搭載して運行された。このとき使用されたのはR61編成であり、乗客には記念乗車証が配られたほか、女性車内販売員の制服も山陽新幹線開業当時のものを着用するという演出もあった。また、同日には検索サイトGoogle日本語版トップページも0系と富士山の特別ロゴに変更された。これは同社のエンジニアに鉄道ファンがいたためとされる。イラスト提供は川島優志。
|                   |      | ← 博多新大阪 → |           |          |           |          |            |
| 号車              | 号車 | 1              | 2         | 3        | 4         | 5        | 6          |
| 形式              | 形式 | 21形 (Mc)      | 26形 (M') | 25形 (M) | 26形 (M') | 25形 (M) | 22形 (M'c) |
| 座席              | 座席 | 普通車         | 普通車    | 普通車   | 普通車    | 普通車   | 普通車     |
| 定員              | 定員 | 56             | 84        | 48       | 76        | 76       | 60         |
| 編成番号 車両番号 | R61  | 7008           | 7208      | 7904     | 7011      | 7009     | 7008       |
| 編成番号 車両番号 | R67  | 7951           | 7210      | 7902     | 7013      | 7008     | 7951       |
| 編成番号 車両番号 | R68  | 7007           | 7213      | 7903     | 7012      | 7012     | 7007       |

- 全車普通車指定席、1号車のみ喫煙車両で運行。編成定員400名｡ただし､R67編成は､22-7951が定員64名であるため､編成定員は404名となる。

このさよなら運転では万が一運行不能になった際に備え、R67編成が岡山支所に待機していた。12月14日の夜に博多総合車両所に回送され、この回送列車をもって0系は本線から完全に姿を消した。そしてR68編成が翌2009年1月23日付で廃車されたのをもって廃系列となり、同年1月をもって0系の登場から45年の歴史に幕を閉じた。

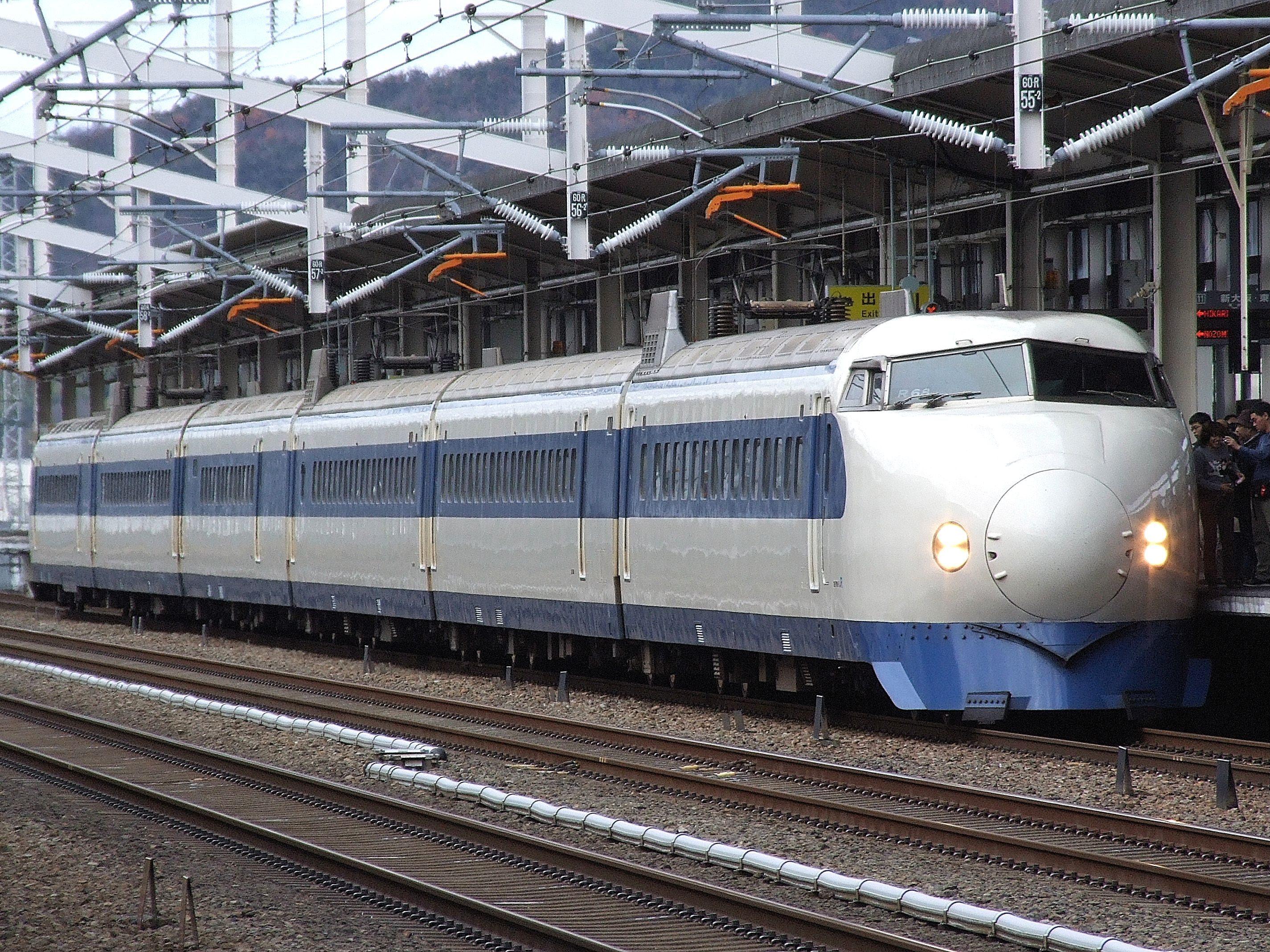
さよなら運転での臨時「ひかり340号」R68編成 （2008年12月14日 姫路駅）
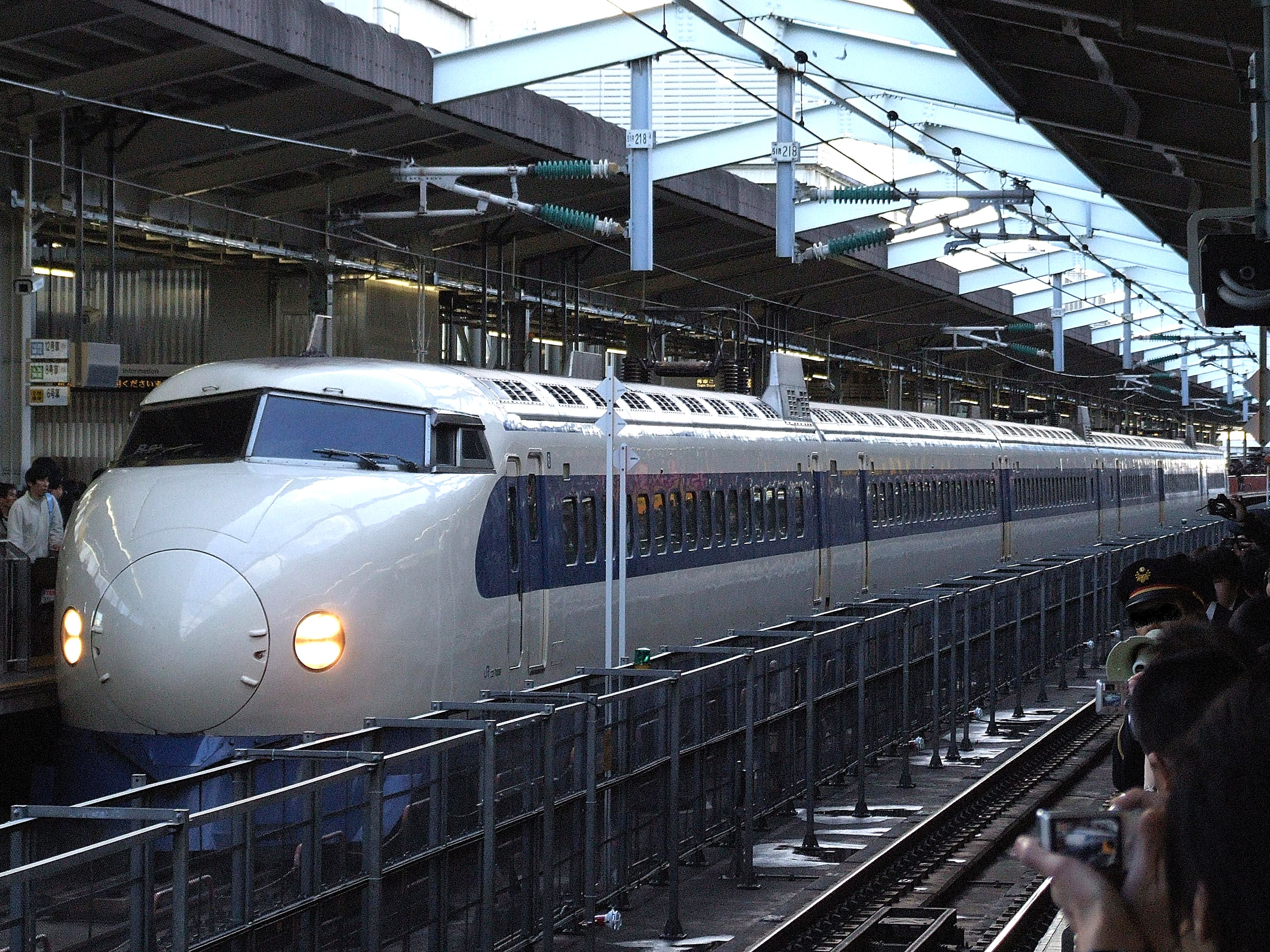
さよなら運転での臨時「ひかり347号」R61編成（入線時） （2008年12月14日 新大阪駅）
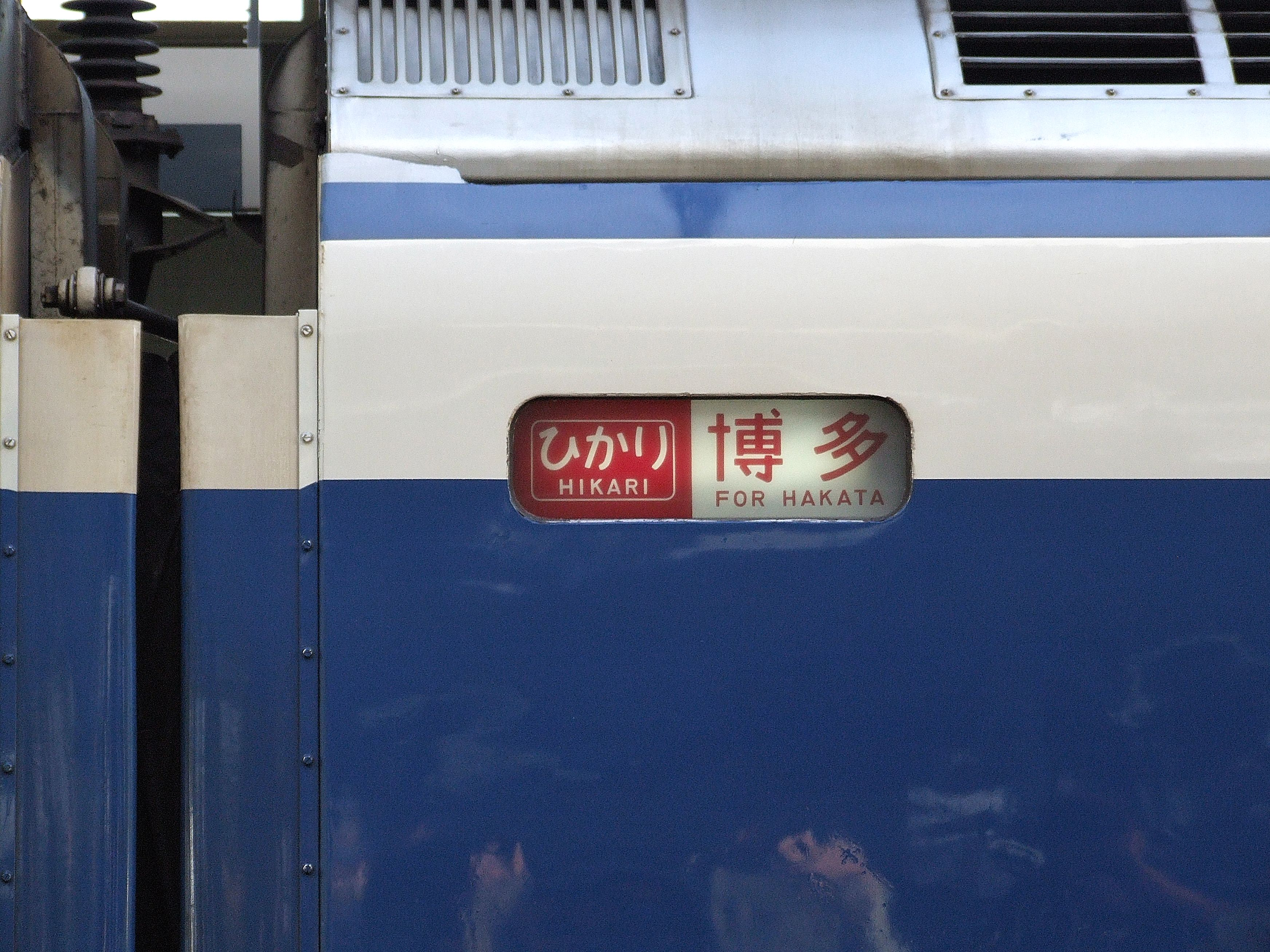
さよなら運転での臨時「ひかり347号」R61編成の赤地の側面方向幕 （2008年12月14日 新大阪駅）
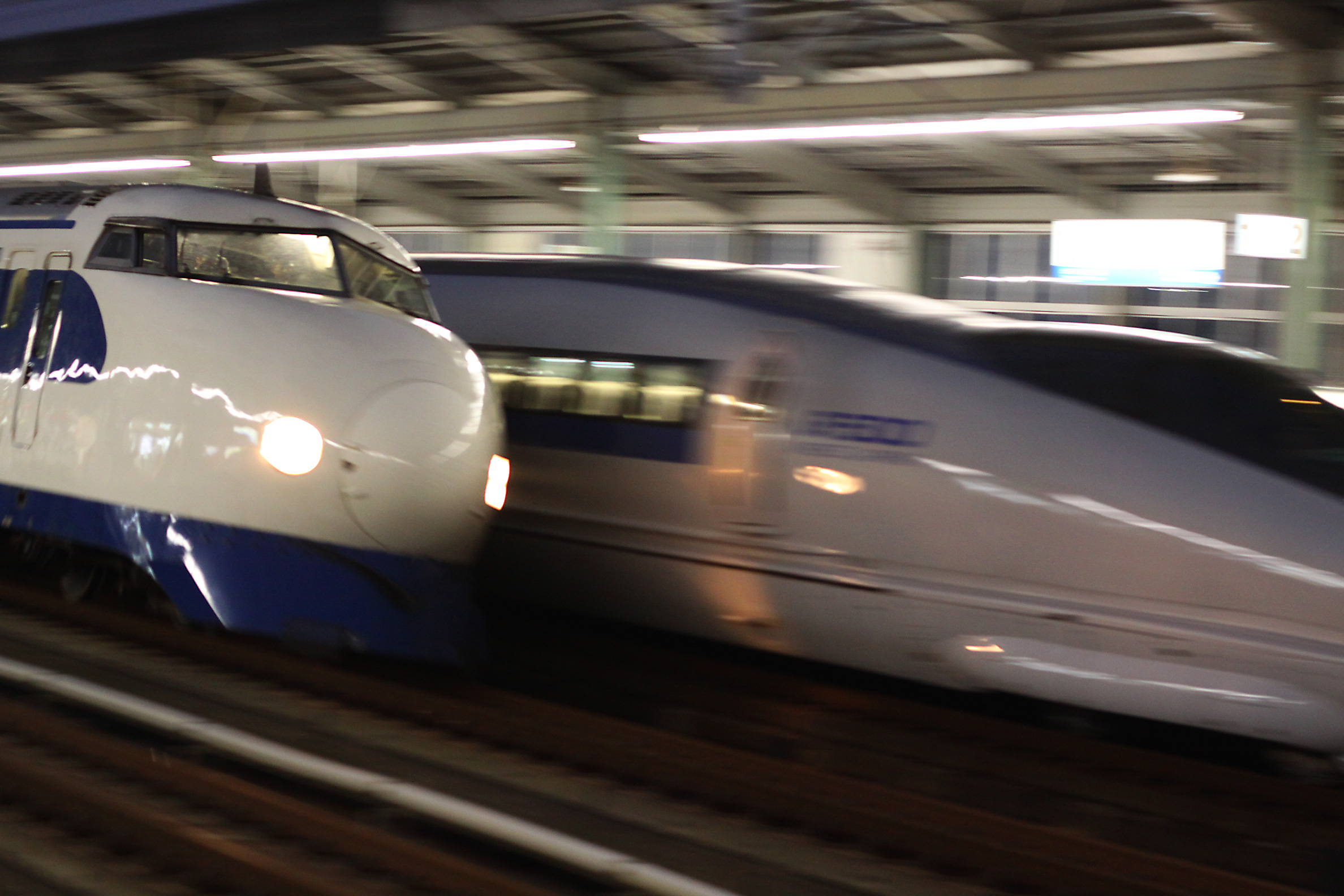
500系を追い越す臨時「ひかり347号」R68編成 （2008年12月13日 新山口駅）

2月19日に、JR西日本は川崎重工業に、同社で製造されたR61編成の1号車であった21-7008（←21-7034←21-2012）を譲渡すると発表した。3月14日に博多総合車両所から搬出され、同社兵庫工場で保存される。また、大阪府吹田市の吹田操車場跡地に再開発して商業施設や公園を整備する計画（吹田貨物駅開発事業）があるが、そこに先頭車を保存し、展示することが決定された。そしてR68編成6号車であった22-7007（←22-7036←22-2022）が2009年6月11日に吹田操車場跡に搬入された。

## 保存車両

### 日本国内

#### 21-1・22-1・16-1・35-1
- 保存場所
  - 京都府京都市下京区観喜寺町 京都鉄道博物館（2016年4月29日開館時より現行）
  - 大阪府大阪市港区波除3丁目11-10 交通科学館→交通科学博物館（1978年より2014年4月6日閉館時まで）

0系のトップナンバー車で、1978年に廃車後、交通科学館に保存展示された。21-1・22-1・16-1は1964年3月に落成した1次車の先行製造車（鴨宮モデル線C編成6両のうちの3両。あとの3両は26-1と35-2と25-2）で、同年8月に落成の2次車の35形トップナンバー車35-1とともに、2007年8月に機械遺産（11番）として認定されたものである。また、2008年10月にはJR西日本より鉄道記念物に、2009年10月には重要科学技術史資料（未来技術遺産）に指定された。交通科学博物館閉館後に京都鉄道博物館で保存展示されている。

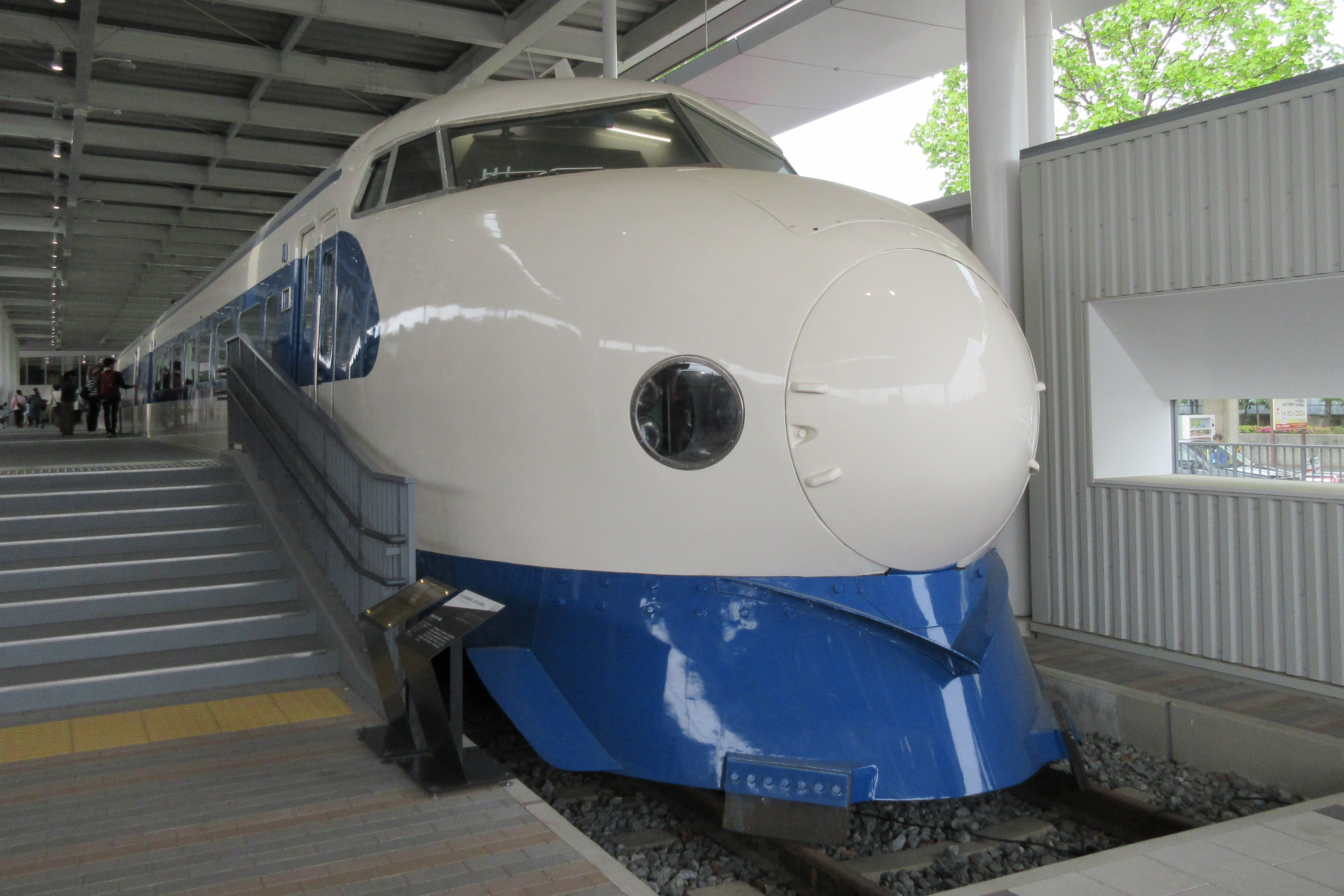
21-1
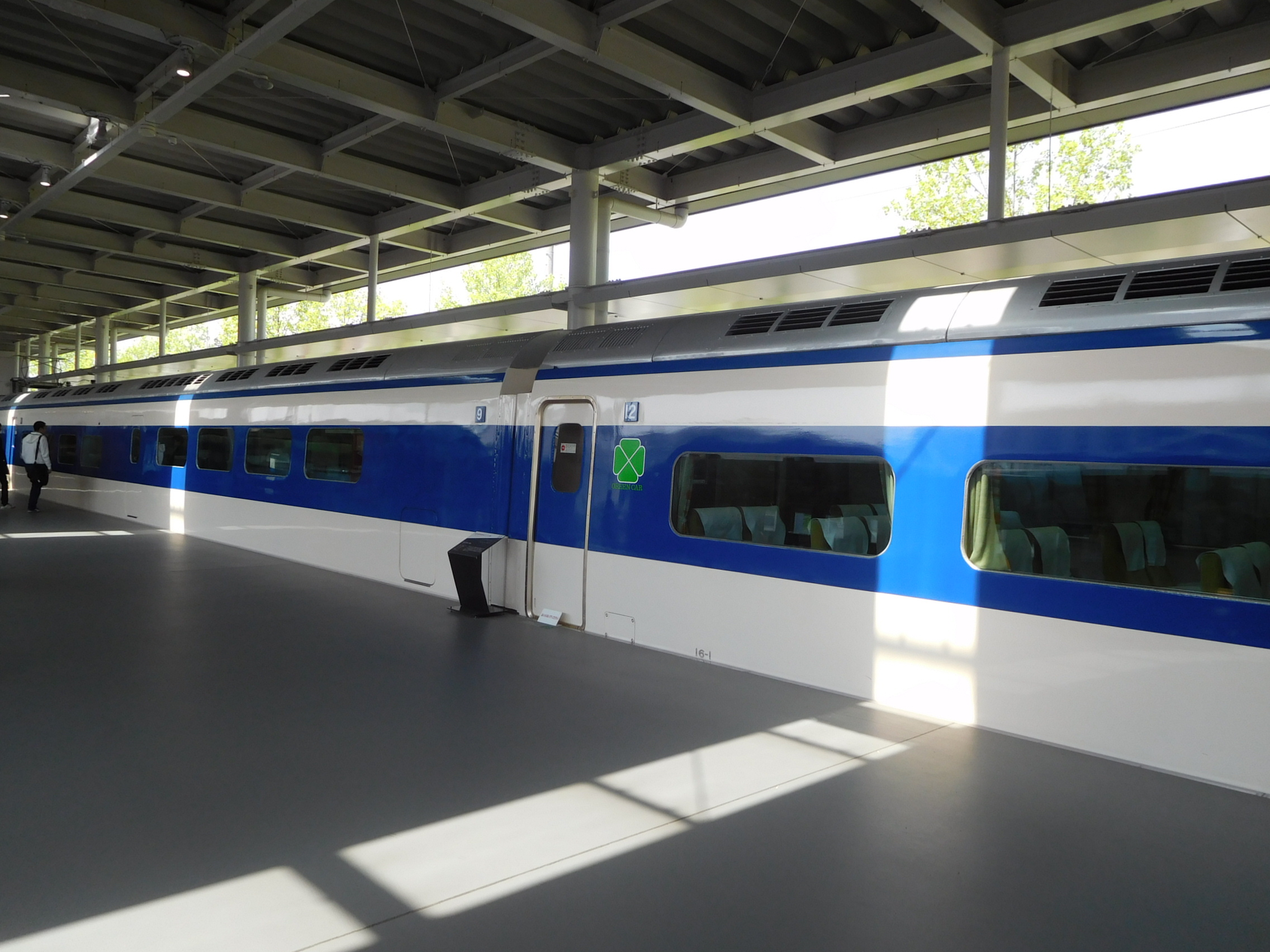
16-1
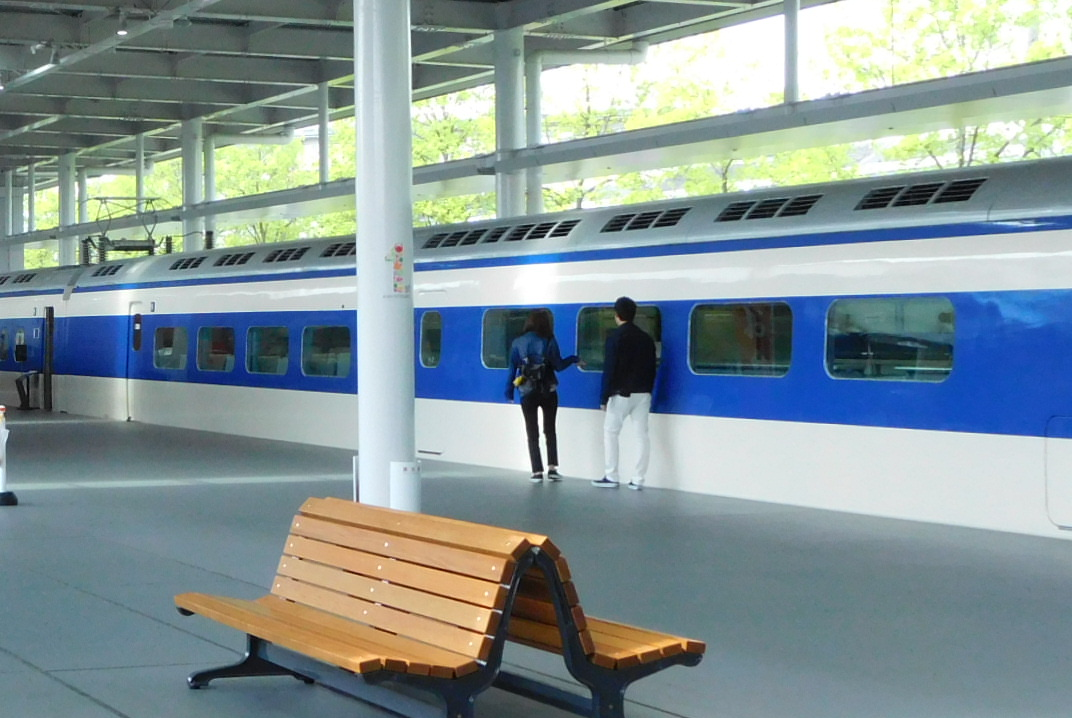
35-1
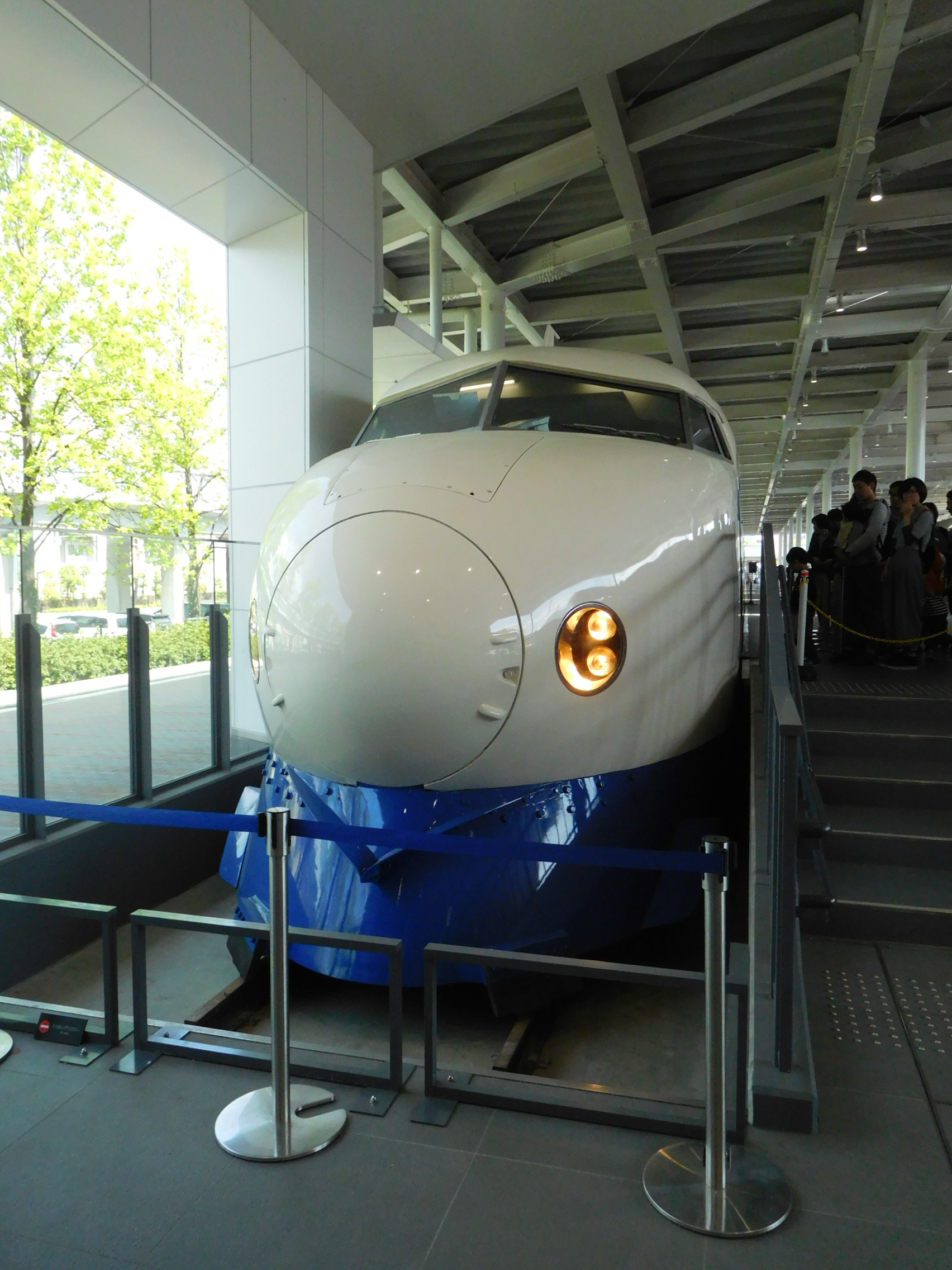
22-1
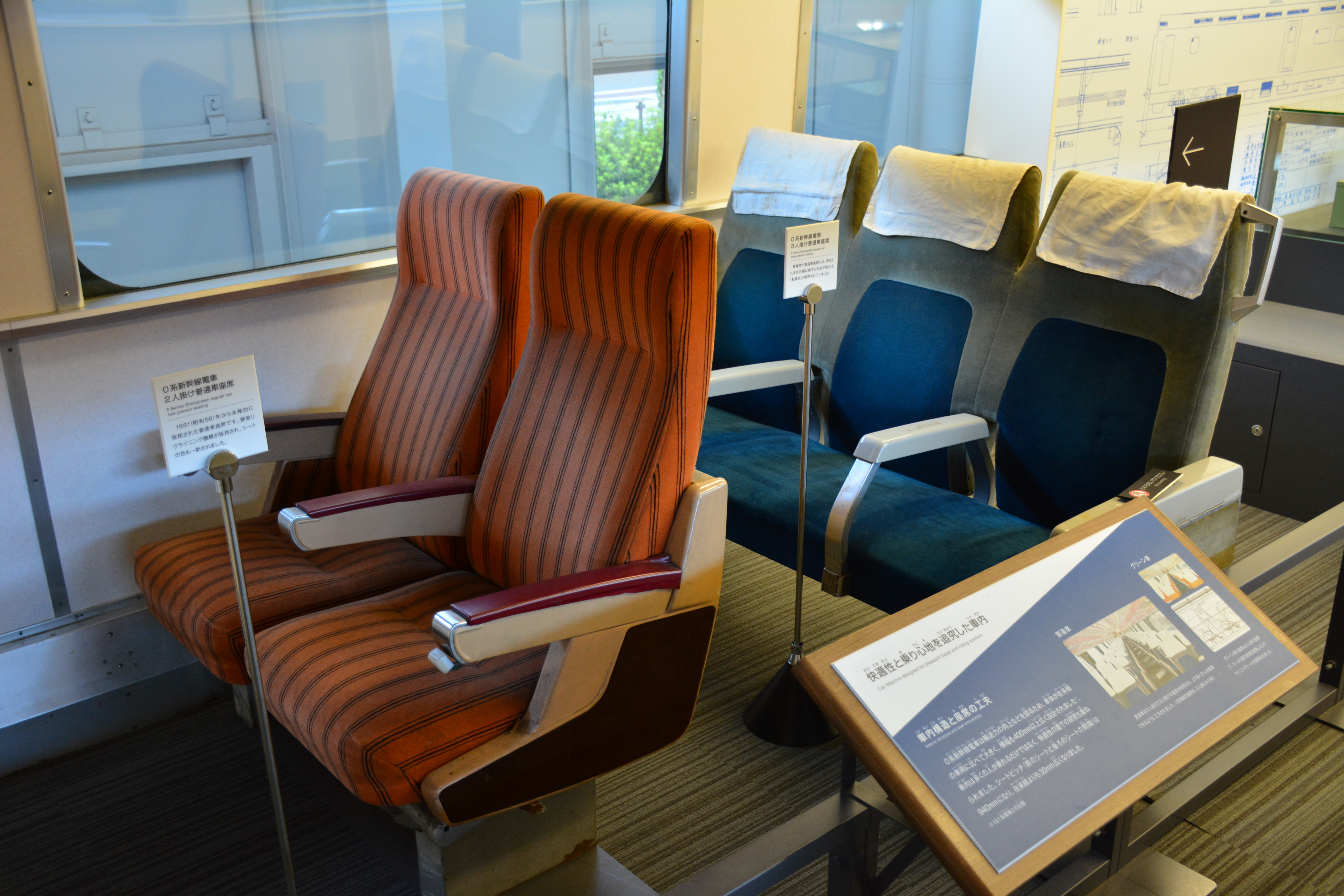
展示室として使用されている22-1の車内

#### 21-2

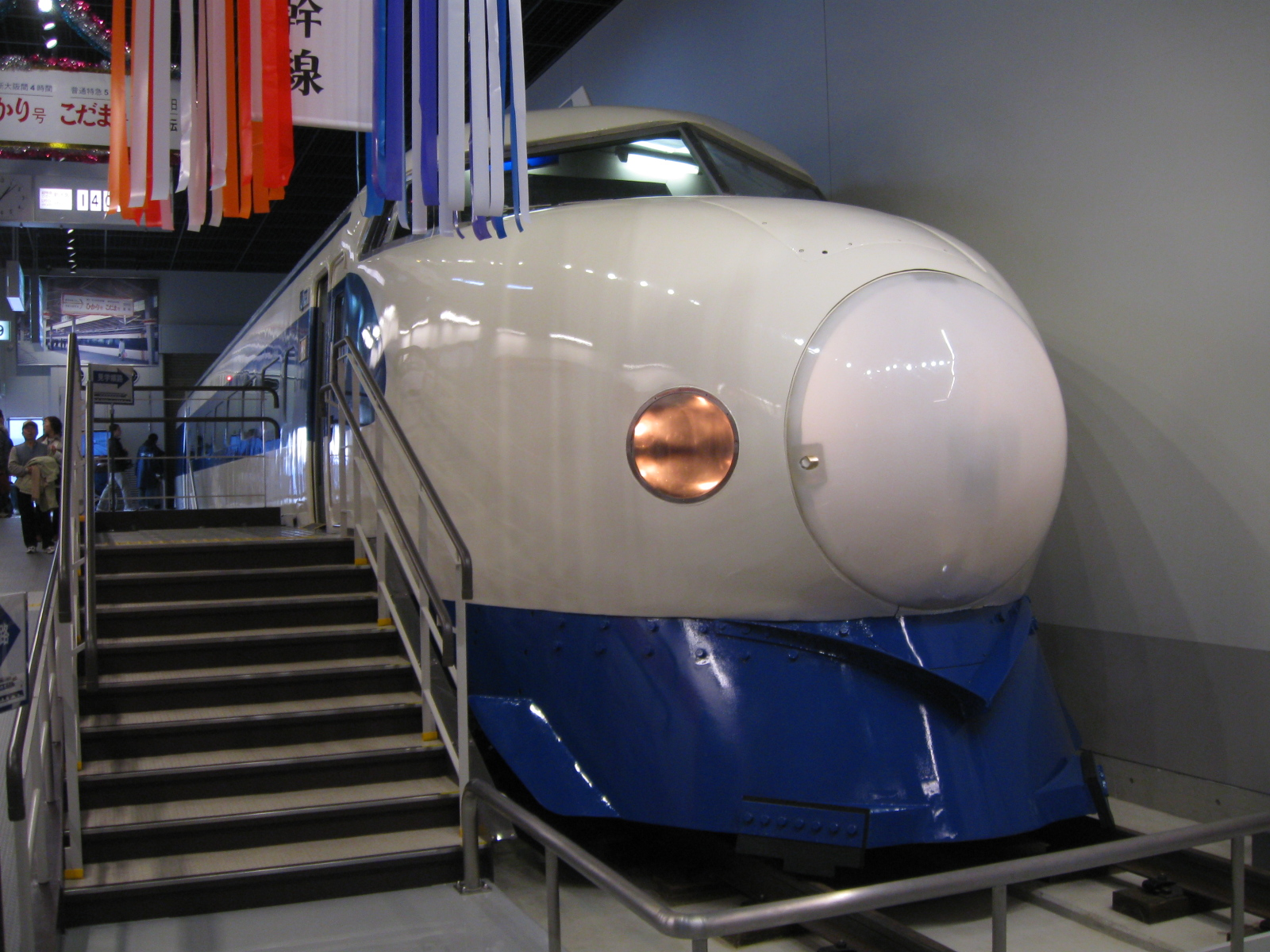
鉄道博物館に展示されている0系 (21-2)

- 保存場所 - 埼玉県さいたま市大宮区大成町3丁目47 鉄道博物館

埼玉県川口市にあった日本車輌製造東京支店蕨工場製で、1964年7月24日の車両落成時はN2編成と命名、1972年から「ひかり」用のH2編成に改称、1977年に営業運転終了、1978年4月から大阪府吹田市の国鉄関西鉄道学園（→JR西日本社員研修センター）で運転士・車掌養成用訓練設備として活用後、保管されていた。
鉄道博物館へ収蔵するため、2008年にJR西日本から東日本旅客鉄道（JR東日本）に無償譲渡された。2008年8月27日JR西日本社員研修センター内でクレーン吊上げ、トレーラー積込み、同月28日にセンターから搬出、神戸港から船積み、東京港大井埠頭に到着後、同月31日未明大宮総合車両センターに搬入された。再塗装や車両内部の全面復元がなされた後、2009年9月13日未明に鉄道博物館に搬送され、10月21日から鉄道博物館に新設した展示棟内に展示された。
ほとんどが東海道新幹線開業時の仕様そのままである。前頭部は、アクリル樹脂製のものが取り付けられている。これはかつて交通博物館に存在した0系先頭部のモックアップ（後に解体）に取り付けられていたもので、カバーのみが鉄道博物館に継承、同車の展示に伴い取り付けられたものである。なお、展示と同時に東海道新幹線の開業から約10年程度使用されていた発車標、時刻表、駅名標も併せて復刻されている（ただし時刻表と駅名標は当時と書体が違うなど、細部の相違点はある）。

#### 21-86・36-84・37-2523・16-2034
- 保存場所 - 愛知県名古屋市港区金城ふ頭3丁目2-2 リニア・鉄道館[126]

いずれも廃車となり浜松工場で保管されていた車両を2011年の開館時に可能な限り復元、保存展示した。21-86は1991年頃廃車。36-84はJR西日本に承継された車両で、36形のうち最後まで残った車両であり、1999年10月に廃車となったのちにJR東海に譲渡された。37-2523・16-2034はJR東海で最後まで残った0系のうちの2両で、1999年12月7日付で廃車となっている。

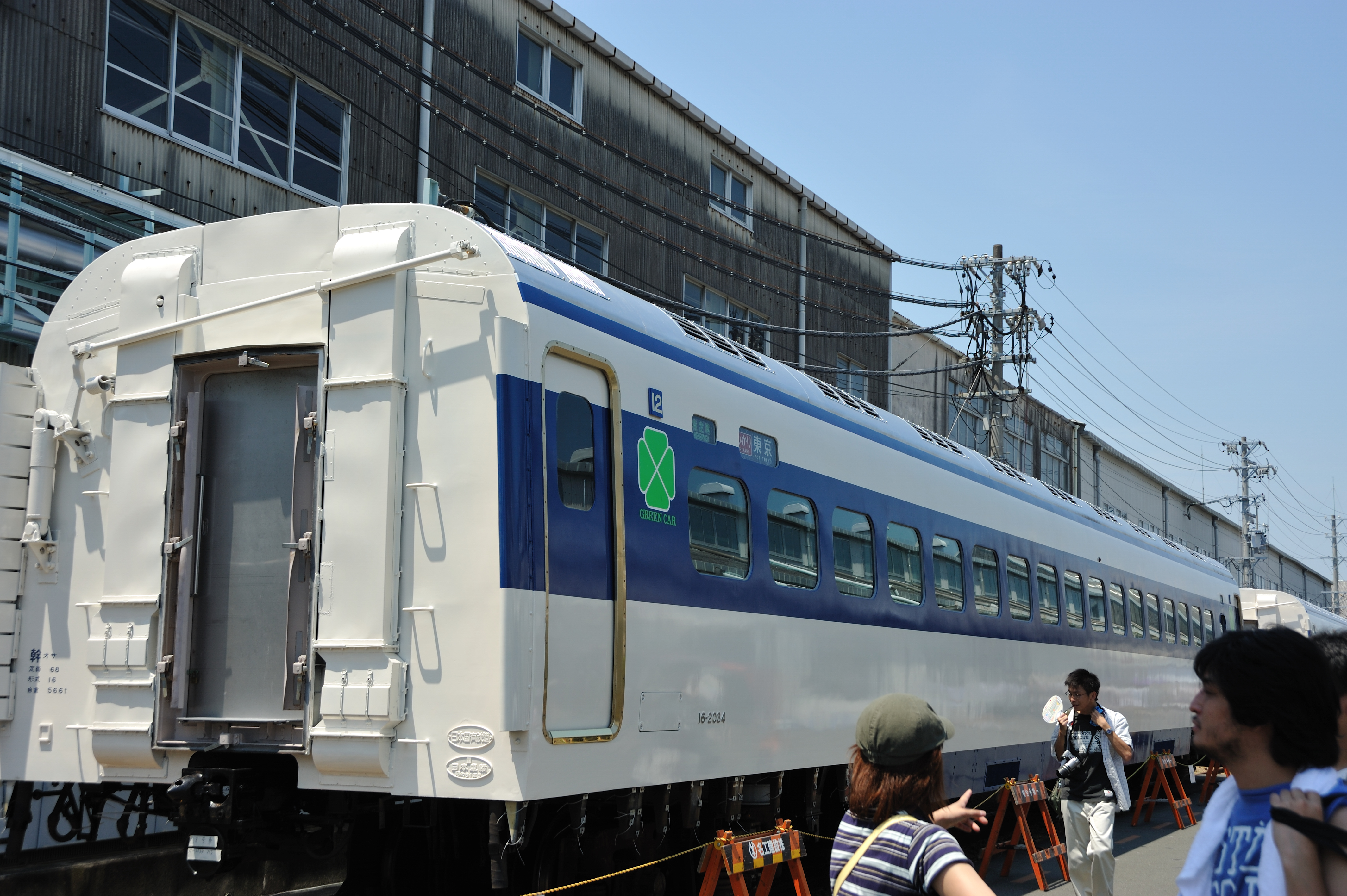
16-2034（リニア・鉄道館搬入前）
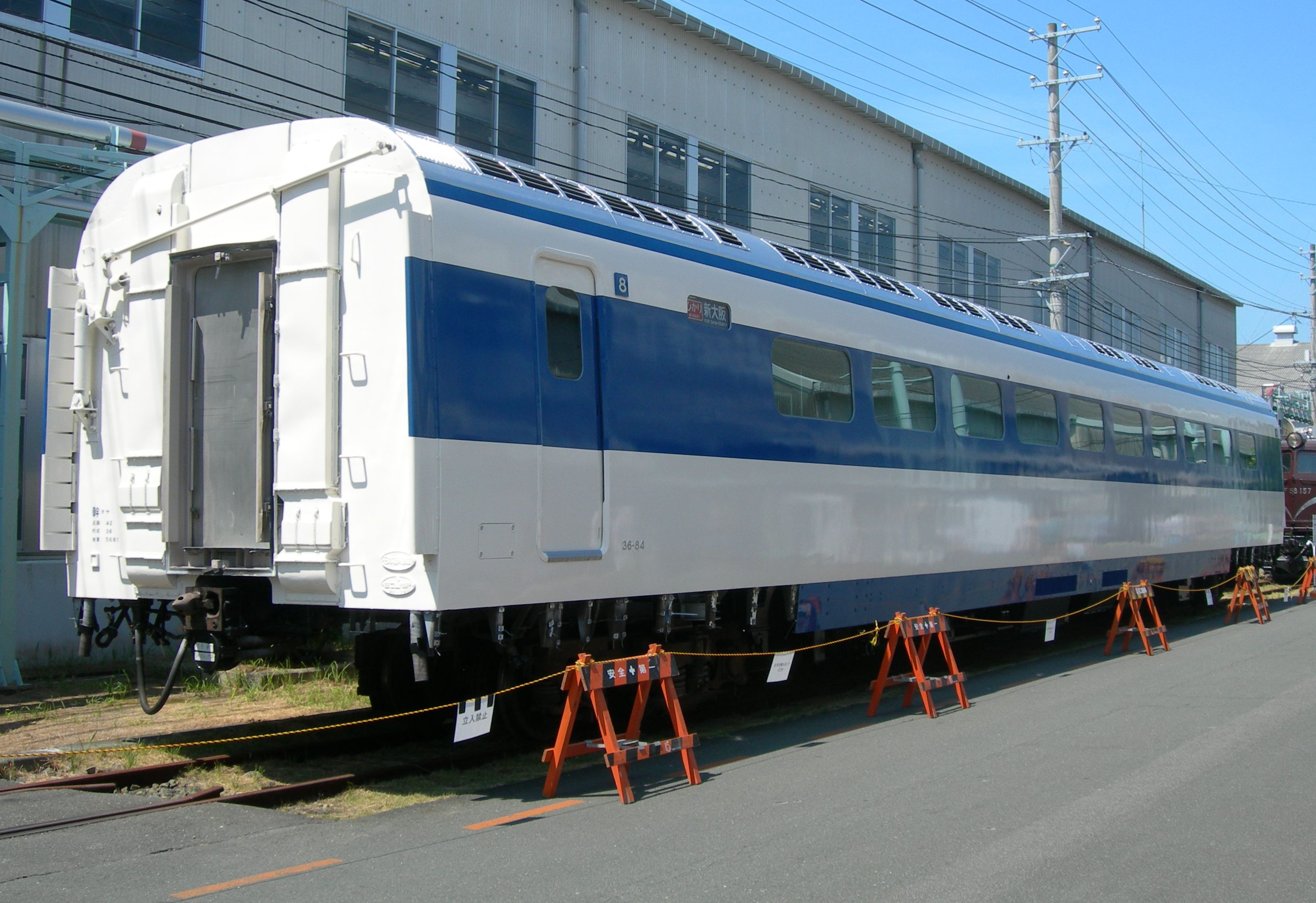
36-84（リニア・鉄道館搬入前）
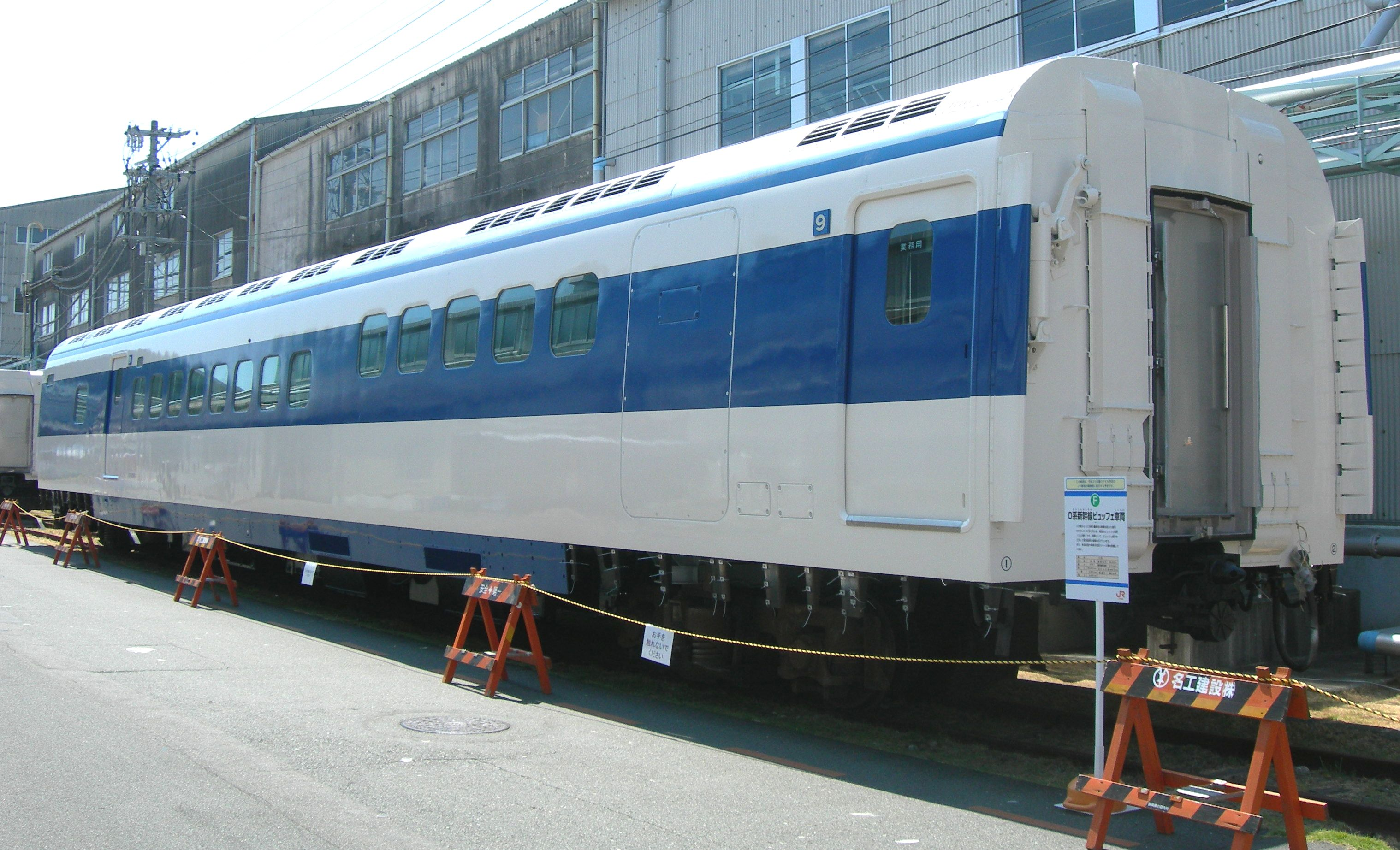
37-2523（リニア・鉄道館搬入前）
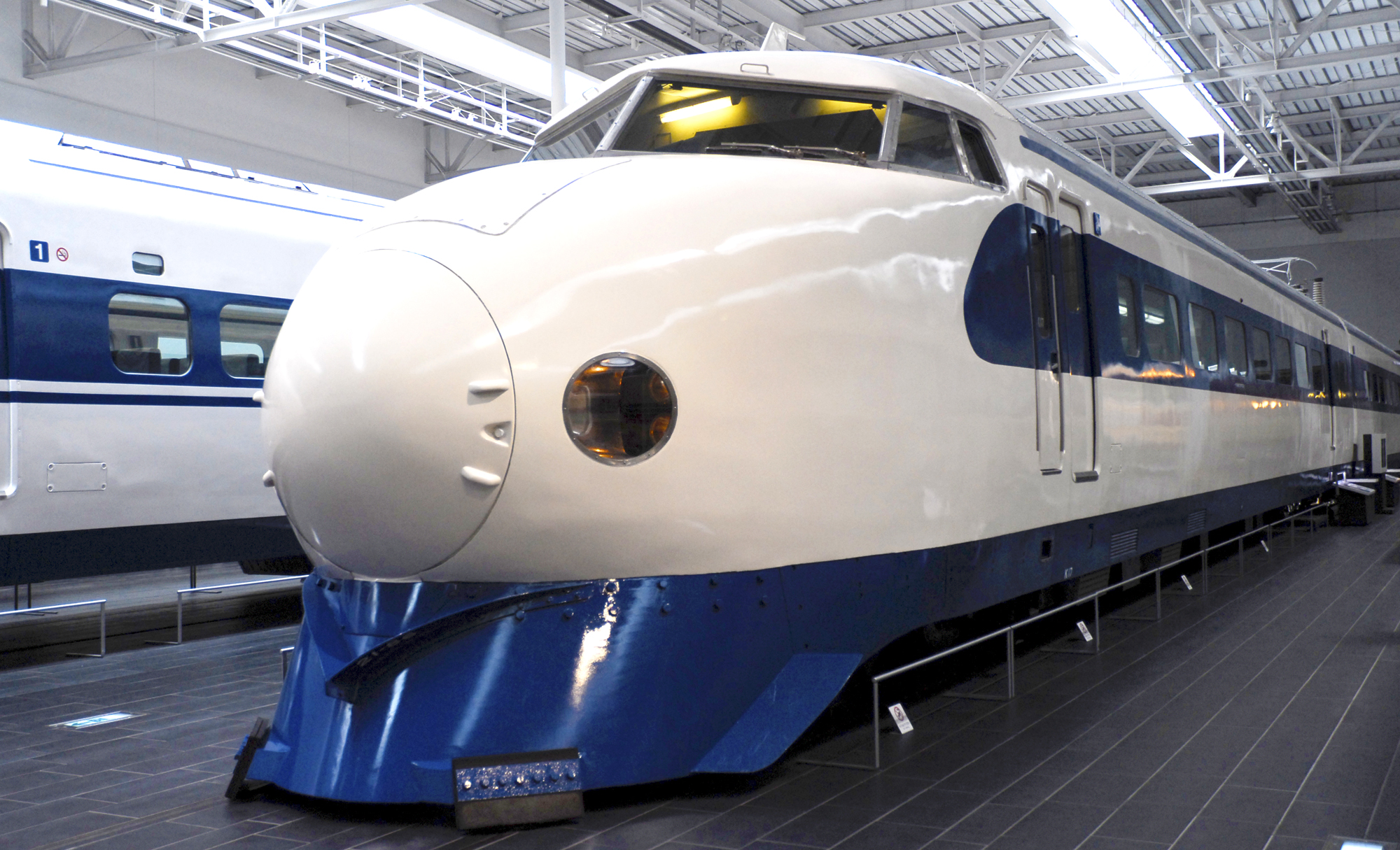
21-86（リニア・鉄道館）

#### その他の日本国内保存車両
| 画像     | 番号    | 在籍     | 廃車           | 所在地                                                                  | 備考 |
| -------- | ------- | -------- | -------------- | ----------------------------------------------------------------------- | --- |
|          | 21-25   | 国鉄     |                | 埼玉県さいたま市大宮区大成町3丁目47 鉄道博物館 ※前頭部のみ              | 交通博物館より移設 |
|          | 22-75   | 国鉄     | 1985年         | 東京都青梅市勝沼2丁目155 青梅鉄道公園                                   | 1985年廃車後に保存された。民営化後、窓周りや排障器を緑色に塗り替え200系に準じた塗色に変更されたが、後の整備の際に青帯に塗り直された。しかし塗り分け線は緑帯時代のままで、運転台側の窓帯の処理が200系に似たものとなっている。また、乗降扉と側窓の間にJRマークが入っている。床下の電装品は取り外されている。 |
|          | 21-100  | JR東海   | 1991年12月3日  | 東京都昭島市つつじが丘三丁目1-30 昭島市民図書館つつじが丘分室           | 1992年より図書館として利用されている。市民でかつて新幹線に携わっていた人がいたことから整備され、ヘッドライトの点灯や警笛、行先表示器なども動作する。本棚の関係で大半の座席が取り外されたが一部当時のものが残っている。2008年時点ではヘッドライトは土休日の開館日のみ点灯することができる。定期的に塗装を塗りなおしている。代替施設開設に伴い2020年3月3日限りで閉館。クラウドファンディングを活用して、2025年度から再塗装及び屋根の設置工事を行い、新たなランドマークを作る予定である。                                                                            |
|          | 21-2023 | JR東海   | 1998年6月15日  | 神奈川県横浜市金沢区大川3−1 総合車両製作所横浜事業所 ※前頭部のみ        | 1998年に廃車後佐久間レールパークに展示されていたが、同パークの閉館に伴い、東急車輛産業遺産第3号として保存されることになり、現在地に移設された。 |
|          | 21-59   | 国鉄     |                | 静岡県富士市中央町2丁目8 新通町公園                                     | 園内の案内板によると、この公園が日本で最初に新幹線を展示したとのこと。 |
|          | 22-2029 | JR東海   | 1999年12月7日  | 愛知県豊川市穂ノ原2丁目20番地 日本車輌製造豊川製作所                    | 1999年9月18日、東海道新幹線における0系最後の営業運行に使用されたJR東海YK8編成の東京側先頭車。 |
|          | 22-1003 | JR東海   | 1994年         | 京都府亀岡市大井町並河1丁目1-2 並河駅鉄道歴史公園 ※前頭部のみ           | |
|          | 22-2    | 国鉄     |                | 大阪府吹田市片山町 JR西日本社員研修センター                             | |
|          | 22-7007 | JR西日本 | 2009年1月23日  | 大阪府吹田市岸部新町2番31号 吹田市立健都ライブラリー                    | 旧22-2022→22-7036。SK17編成12号車→NH88編成16号車→R15編成6号車→R68編成6号車。JR西日本で2008年12月の0系全面運行終了まで残ったうちの1両。吹田市が吹田操車場跡地の整備計画の一環として建設構想を立てていた鉄道博物館の展示物とする計画で譲り受け、2009年8月22日・23日に当選者限定での公開を実施したが、その後は市長交替に伴う操車場跡地の利用方針変更などにより一般公開予定が定まらず、雨水防止シートを被せられ静態で準・非公開保存が続いていた。その後2016年夏に岸辺駅前に新設する吹田市立健都ライブラリーにて保存することが決まり、2020年11月11日から公開している。 |
|          | 21-73   | 国鉄     |                | 大阪府摂津市安威川南町 新幹線公園                                       | K16編成先頭車。同一編成の東京側先頭車である22-73は沖縄県にかつて存在した。（後述） |
|          | 21-7008 | JR西日本 | 2009年1月23日  | 兵庫県神戸市兵庫区和田山通2丁目1−18 川崎重工業兵庫工場（新社屋前）      | 旧21-2012→21-7034。さよなら運転に使用されたR61編成の1号車で、廃車後に同車を製造した川崎重工業が引き取り、兵庫工場の新社屋前に特急「こだま」用のクハ26001と並んで展示されている。 |
|          | 21-7038 | JR西日本 | 2006年3月3日   | 兵庫県神戸市中央区波止場町2-2 神戸海洋博物館 カワサキワールド ※前部のみ | 旧21-2026。SK14→R6→R18編成1号車。川崎重工業製であったことから譲渡が実施された。前部のみの保存であるが、客室部分も含めて切り取られており座席も残っている。DT200形台車やMT200形電動機も展示されている。 |
| （左側） | 21-141  | JR西日本 | 2000年10月18日 | 愛媛県西条市大町798-1 四国鉄道文化館 北館 ※前部のみ                     | 2000年に廃車後四国旅客鉄道（JR四国）に譲渡され、四国鉄道文化館開館直前の2007年10月まで多度津工場で保存されていた。「新幹線の父」と呼ばれた十河信二ゆかりの地ということから展示が実現した経緯がある。21次車の1両で、0番台（大窓）車としては最後のグループである。前半分のみの保存であるが、客室部分も含めて切り取られており座席も残っている。また同じ編成の東京側先頭車(22-141)が後述の通りイギリスで保存されている。 |
|          | 22-77   | JR西日本 | 1990年3月31日  | 福岡県福岡市早良区西油山154 さつき幼稚園                                | 1990年に廃車後に払い下げを受けた。2006年に園舎が旧園舎の約400 m南に移転した際には4分割して移動され、屋根がある場所に設置された。子供の図書館と遊び場として使用されている。 |

### 日本国外譲渡車

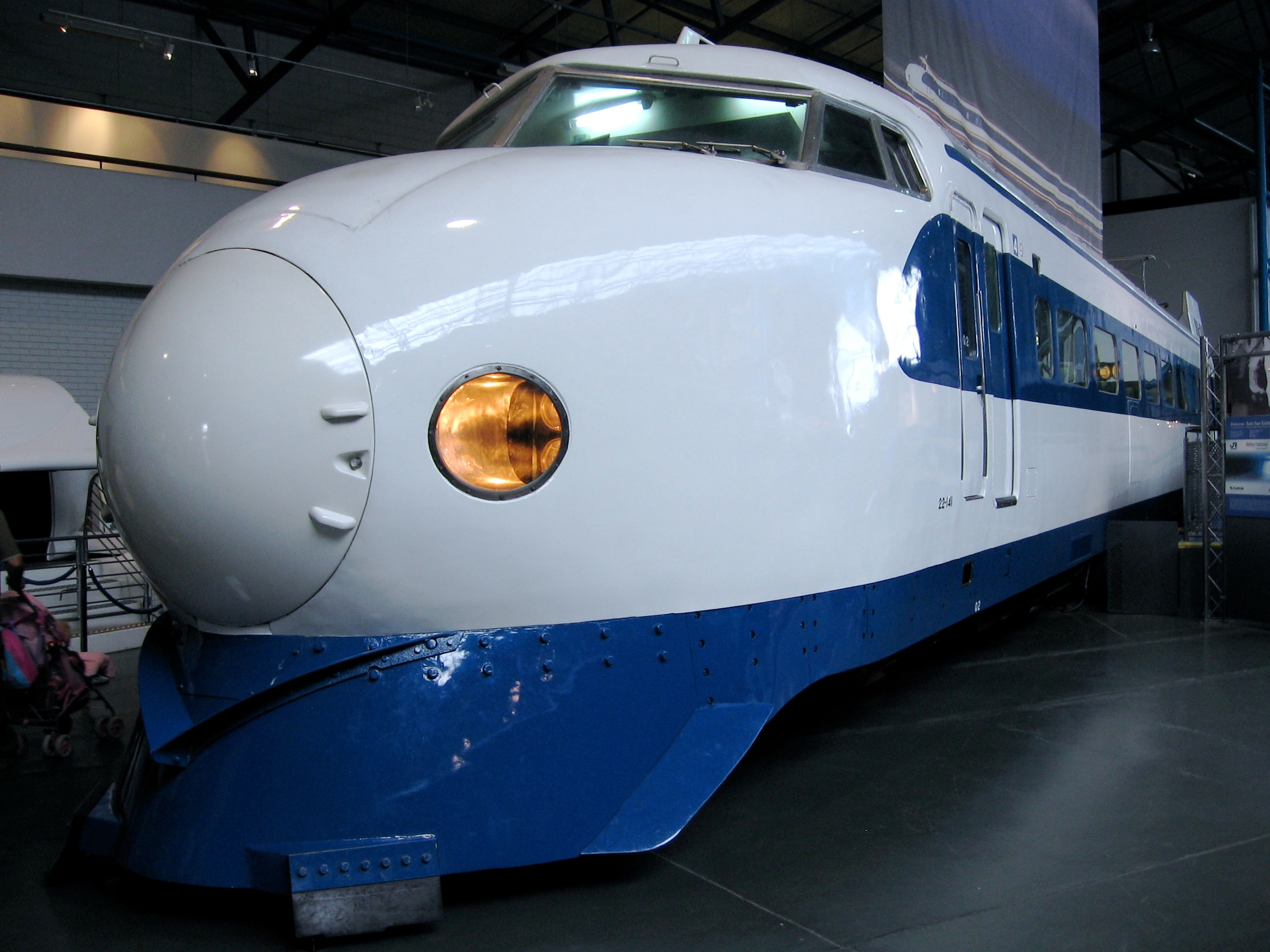
イギリスの国立博物館に展示されている0系(22-141)

#### 22-141
- 保存場所 - イギリスヨーク Leeman Road 国立鉄道博物館[134]

H94→Q2編成の東京側先頭車。2001年に西日本旅客鉄道（JR西日本）によって寄贈された。同編成の博多側先頭車である21-141は四国鉄道文化館で保存されている。

#### 21-5035
- 保存場所 - 台湾台南市 台湾高速鉄道 台南駅前

旧21-1032。NH21→R1編成1号車。2004年3月10日付けで廃車後、JR西日本より譲渡。レーザー光線を使用した光学式建築限界測定車に改造され、開業前に日本から改造の上譲渡されたディーゼル機関車DD14 331またはDD16 20に牽引、推進運転する形で使用された。運用終了後は、新竹市にある六家車両基地で保管されていたが、修復のうえ、2021年6月より台湾高速鉄道の台南駅前で展示されている。

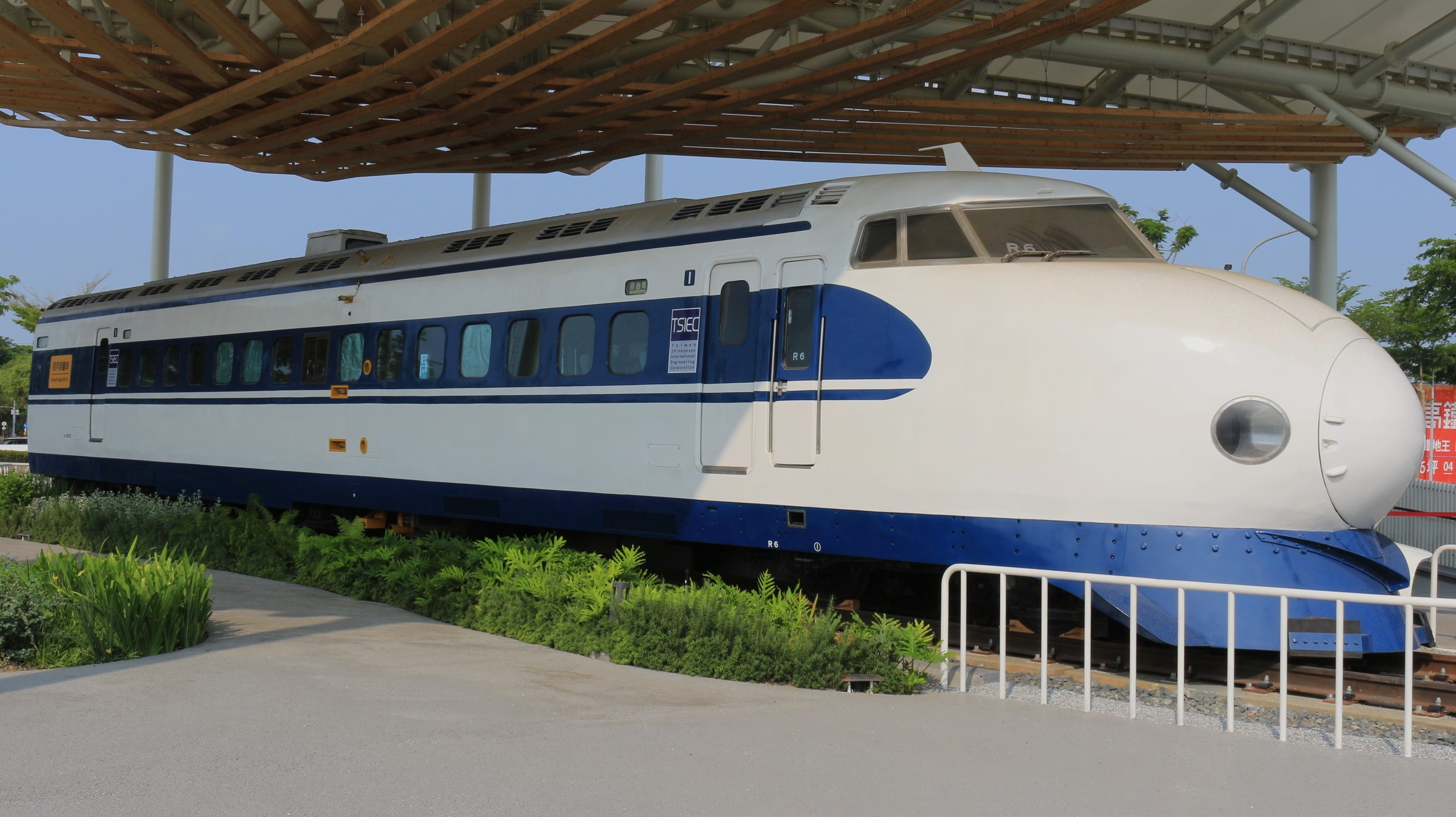
21-5035の前部
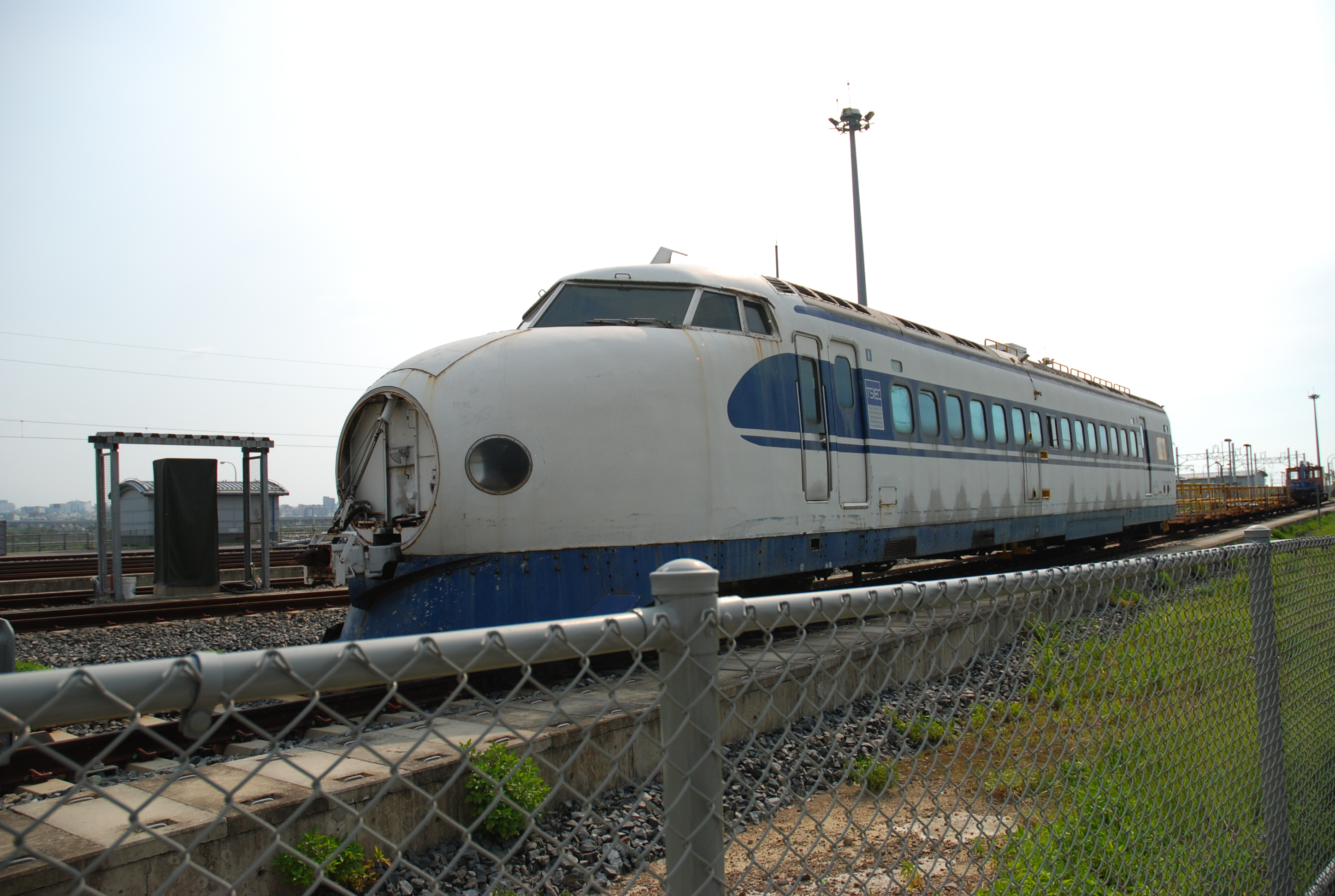
21-5035の前部
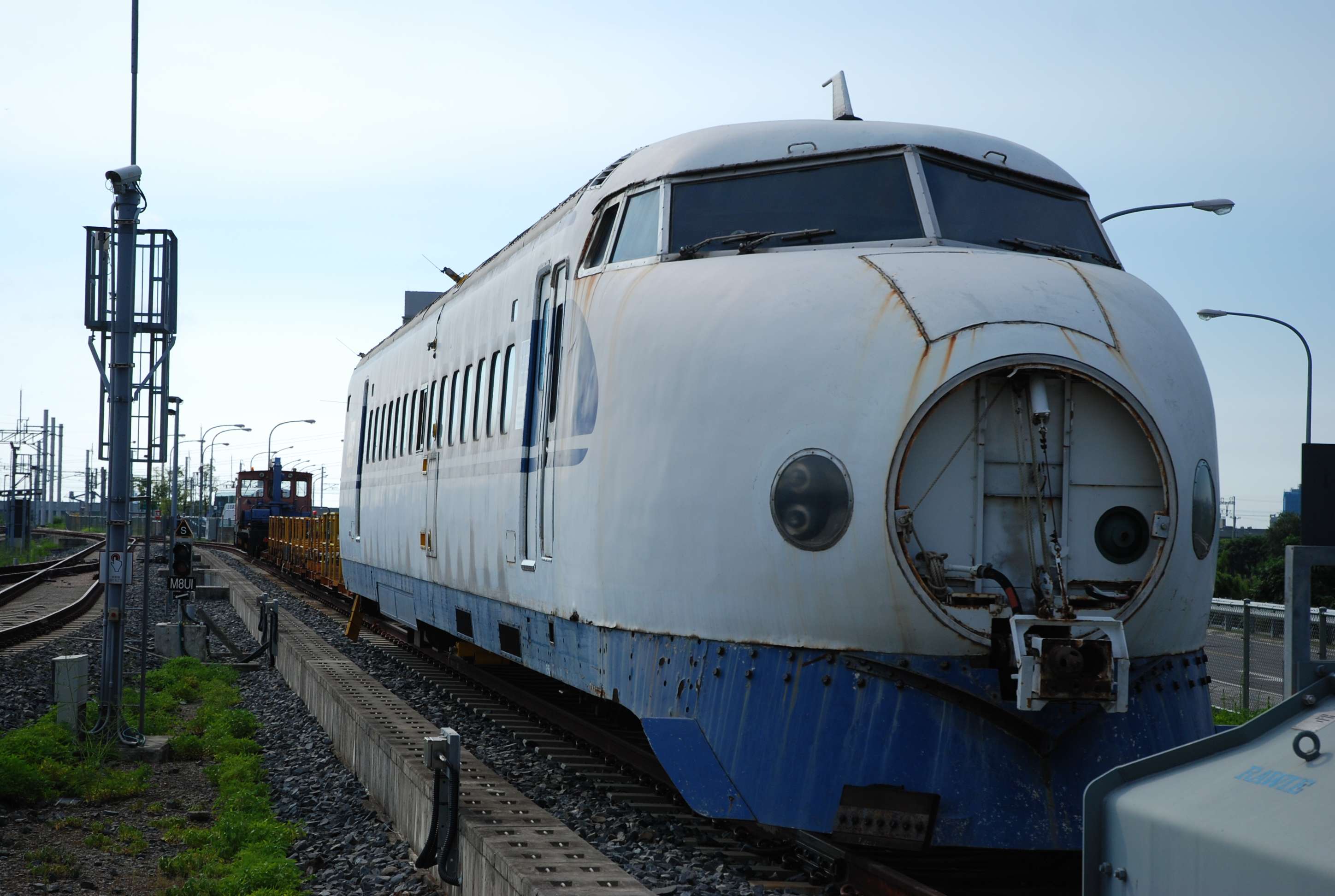
21-5035の前部
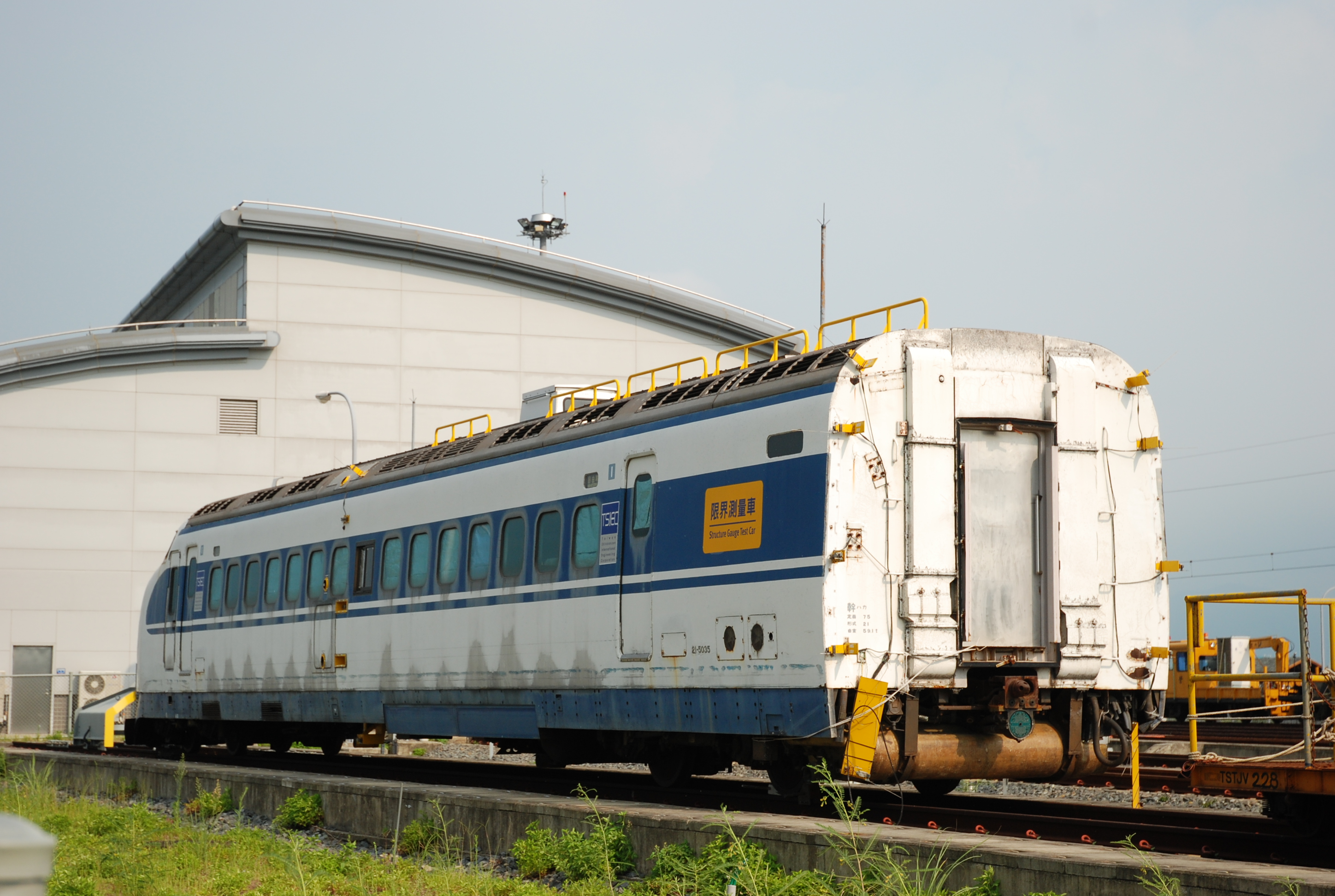
21-5035の後部
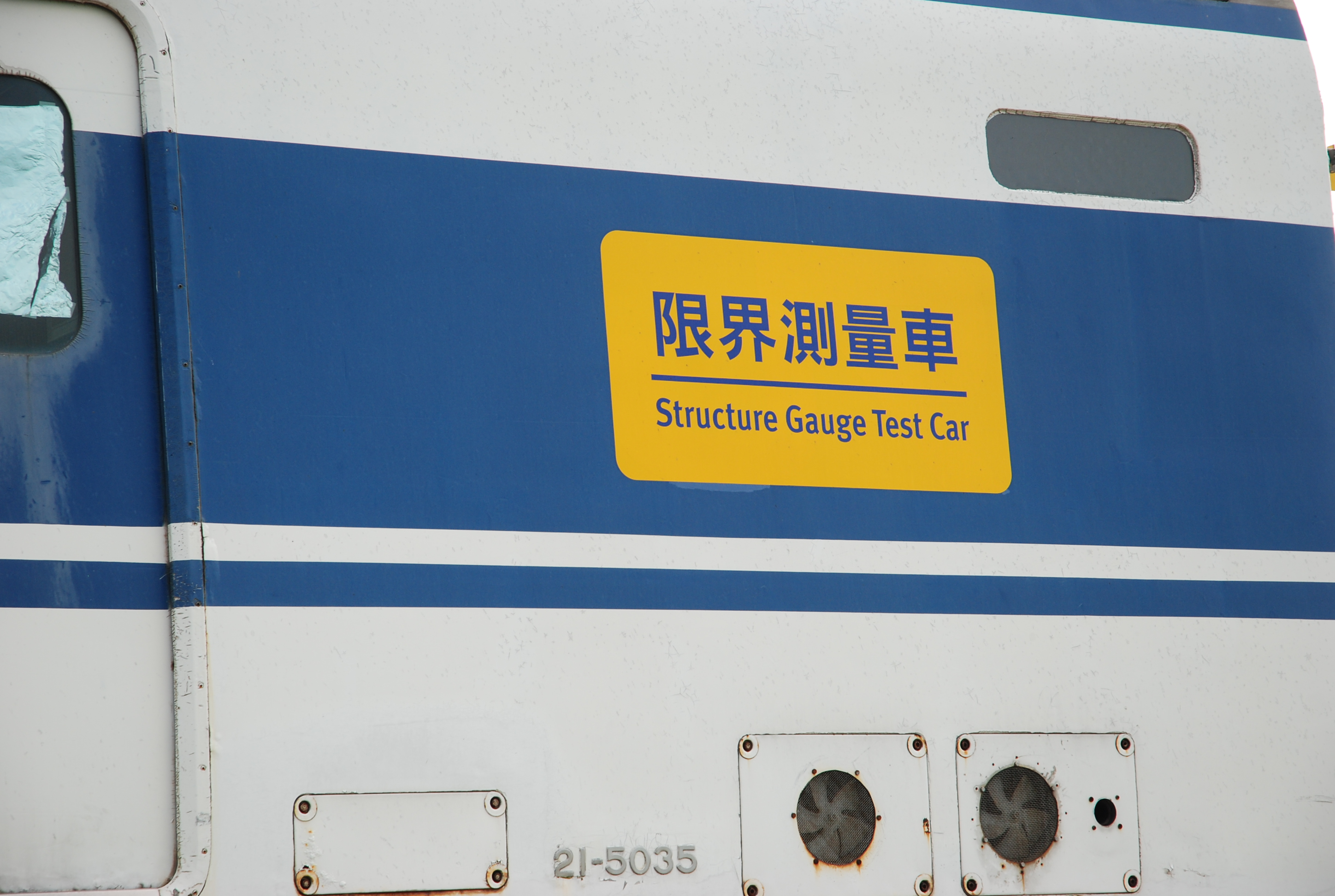
限界測定車のマーキング
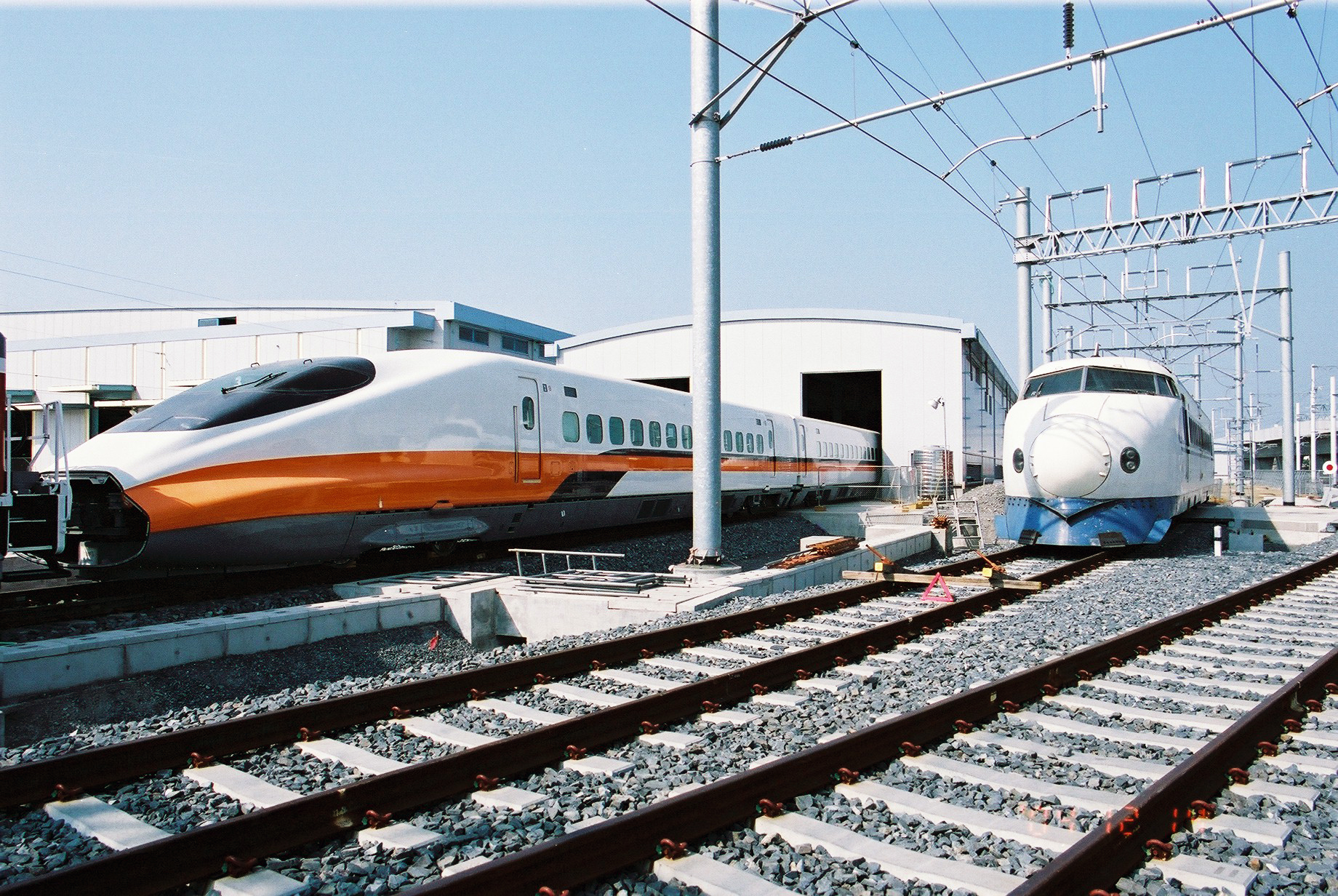
700Tと21-5035
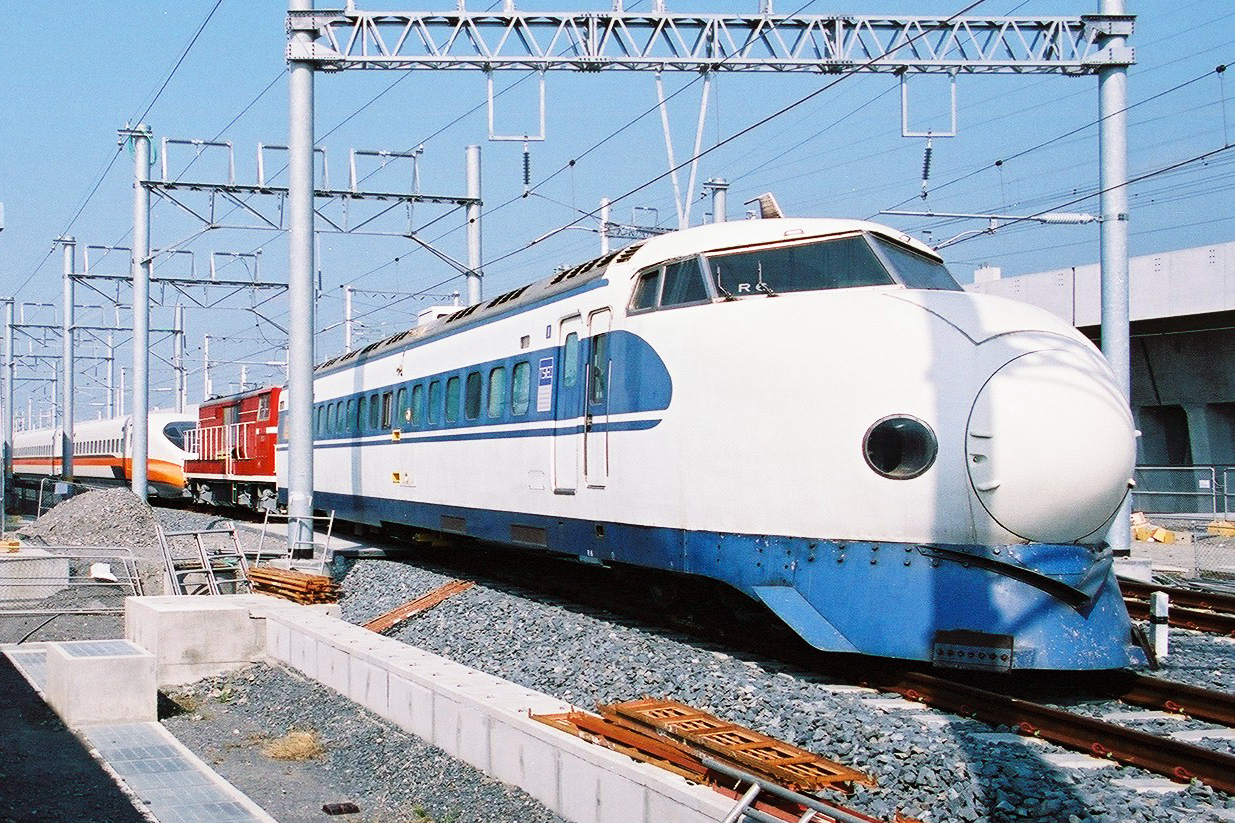
700T+DD14+21-5035

### 保存後解体
- 21-37・22-37・35-73・26-73 :  中央鉄道学園（東京都国分寺市）
  - 4両（S7→H33編成）が保存されていたが、学園の閉鎖に伴い解体された。
- 22-73 : 沖縄コンベンションセンター（沖縄県宜野湾市）
  - K16編成の先頭車が保存されていたが、塩害による劣化が激しく1998年12月末に解体された[137]。
- 22-86 : 静岡県浜松市中区 (現・中央区) 南伊場町1-1 JR東海浜松工場
  - 1991年に廃車となり浜松工場で保管されていた車両。2014年に解体された。
- 22-56（一部客席を含む前半分のみ） : 北海道中川郡池田町 民宿ワインの国
  - K34編成先頭車。
    - 1982年に廃車後浜松工場から帯広市緑ヶ丘公園での北方圏農林博覧会に移送され車両1両が丸ごと展示され、博覧会後は緑ヶ丘公園、旧広尾線大正駅跡に展示、池田町への移設時にカットモデルとなった。2015年6月頃に撤去された。
- 22-1047 : 福岡県那珂川市 JR西日本博多総合車両所
  - K77編成16号車→SK12編成12連号車→R26編成6号車→Q3編成4号車。
    - 2000年（平成12年）12月1日から新下関乗務員訓練センターで使用され、22日には除籍されている。2009年（平成21年）1月4・5日に博多総合車両所へと回送され、当車両を残してQ3編成は解体された。
    - 後に再塗装され、2012年（平成24年）以降新幹線ふれあいデーにて展示されていたが、2024年（令和6年）2月13日から同月20日にかけて解体された。これにより、1000番台の保存車はカットモデルの1003だけとなった。

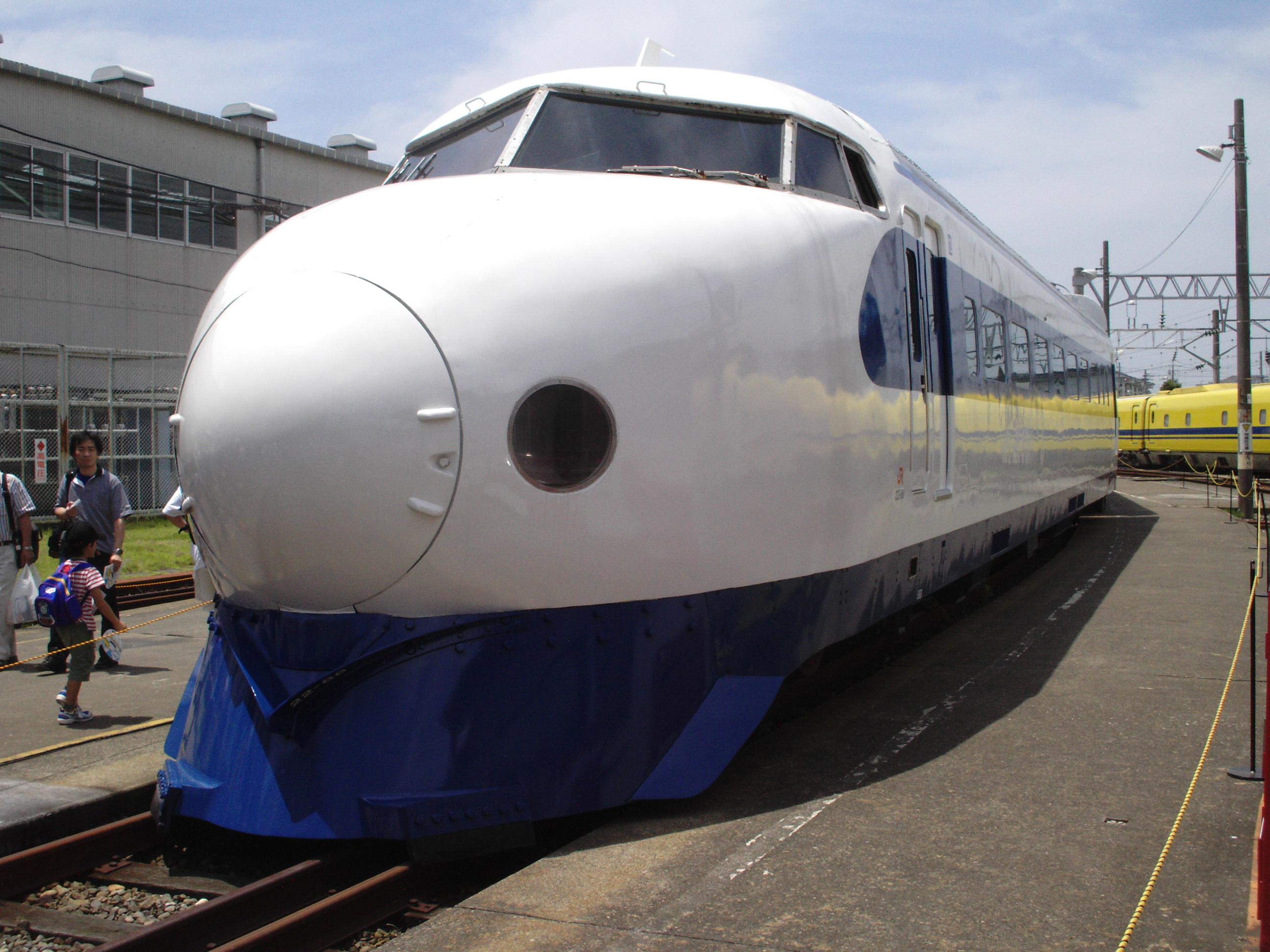
22-86

## 映像作品の登場
0系は、その人気ゆえに、映像作品にも数多く登場している。

### 映画作品
- 黒の超特急

東海道新幹線開業と同月に公開され、本系列が登場する最初の商業映画ではないかという指摘がある。山陽新幹線の土地買収疑惑を題材にした作品。ただし原作小説は東海道新幹線の土地買収疑惑を題材としていた。
- 新幹線大爆破

高倉健主演作品全205作品中181番目の作品。高倉健は犯人役を演じた。また、この作品のために車内セットの再現や先頭車上部撮影のため車輛メーカーから仕入れて組み立てられた。国鉄から協力を断固拒否されたのにもかかわらず車内セットをそっくりに作っていた事から国鉄より大クレームを受けたが、5年間保存された間TVドラマ『新幹線公安官』やCMなどで再利用されている。
- ゴジラ(1984年)

新橋・有楽町辺りでの実際の0系走行シーンと有楽町マリオン手前の高架橋でゴジラ接近によって緊急停止された挙句、ゴジラに車両を鷲掴みされてしまう。その後、掴んだ車両を落として高架橋は東海道線・京浜東北線・山手線もろとも破壊される。
- 大怪獣空中戦 ガメラ対ギャオス

ギャオスが、名古屋に飛来した際、新幹線も標的にしており、屋根を超音波メスで切り取り、逃げまどう乗客を生け捕りにして食べていった。
- ALWAYS 三丁目の夕日'64

ラストシーンにて、菊池孝太郎と結婚した星野六子が新幹線0系に乗車して鈴木家とお別れした。

### アニメ作品
- キン肉マン第29話「新幹線をケッ跳ばせ」

「超人オリンピック」の種目で、0系を素手で押し、走行距離を競う競技がある。ジョーズマンは新大阪、ラーメンマンは岡山、ブロッケンJr.は新下関、カナディアンマンは小倉まで走らせ、テリーマンは、線路上に子犬がいることに気付き、押し出した新幹線を自らの手で止め、失格となるシーンがあった。
- きかんしゃトーマス長編第16作「おいでよ!未来の発明ショー!」

当車両をもとにした「ケンジ(Kenji)」というキャラクターが登場する。
- ゲートキーパーズ 第11話 あの新幹線を止めろ!

### TV番組
- 新幹線公安官

新幹線大爆破の撮影終了後に、言わばセット再利用の形で撮影されていた。
- ウルトラマン80 第7話「東京サイレント作戦」

騒音怪獣ノイズラーが走行中の0系のそばに降りて先頭車を持ち上げられてしまう。なお、実際の0系走行シーンがある。ちなみにこの0系のミニチュアは、『新幹線大爆破』で使用されたもので、東映から借りて撮影された。

## 付記
教習車
かつて、山陽新幹線新下関駅の側線（新下関新幹線乗務員訓練センター）にて白3号と青20号原形風の塗装4両編成1本（元Q3編成・JRマーク貼付）がゆっくりと往復している状態を見ることができた。しかし、0系が営業運転から撤退したことに伴い、2009年1月4日から5日の深夜にかけて100系P編成に牽引され、博多総合車両所まで回送された。なお、その後の任は100系元P2編成（フレッシュグリーン塗色）が就いている。
この旧Q3編成は、側線の配置の関係で、新幹線側よりも在来線（山陽本線）側の方が見やすかった。21-1047 + 26-1093 + 37-1505 + 22-1047の陣容（3号車の37-1505はR11編成から）で、車籍はなく、車両の状態は決していいとは言えなかったものの、新下関駅側にあるJR西日本乗務員訓練センターで教習車として使用されていた。訓練が行われる日には新下関駅新幹線ホーム付近まで走行、新下関駅新幹線上りホームからその状態を間近で見ることができた。なお、37-1505は1995年夏期に客室の座席を撤去した上、プレイルームとして試行されたことがある。2006年にR編成が全廃されて以降、唯一現存する1000番台の車両で編成を構成していた。
なお、博多総合車両所回送後はその存在が不明だったが、22-1047が2012年10月21日の「新幹線ふれあいデー」の開催に伴い整備され一般公開された。なお、21-1047 + 26-1093 + 37-1505の3両は解体された。
駅構内のピクトグラム
かつて、新幹線の案内として、駅構内のピクトグラムとして0系を図案化した「新幹線マーク」が使用されていた。分割民営化後は100系を、さらに2000年代に入り700系（JR西日本においてはひかりレールスター）をモデルとしたマークへと変化していたが、遅くまで残っていたJR東日本管轄の東京駅丸の内口の看板においても2009年2月上旬より交換が開始された。また、ピクトグラムとしての用途ではないが、駅構内で0系の図案を起用した例もある。
エル特急
名付け親の須田寬（現・JR東海相談役）曰く、エル特急では「新幹線と同種のサービスを在来線でも実現すること」をねらいとしており、エル特急を示す「L」マークは0系の先頭部のシルエットが描かれている。
道路標識のピクトグラム
一方、新幹線駅周辺に設置された道路標識では、現在も0系を図案化したピクトグラムが多く使われている（新富士駅や三河安城駅など）。
手話
日本における手話（日本手話）における『新幹線』を示す単語は、開業当時の0系の光前頭部をイメージして作られている。
観光列車

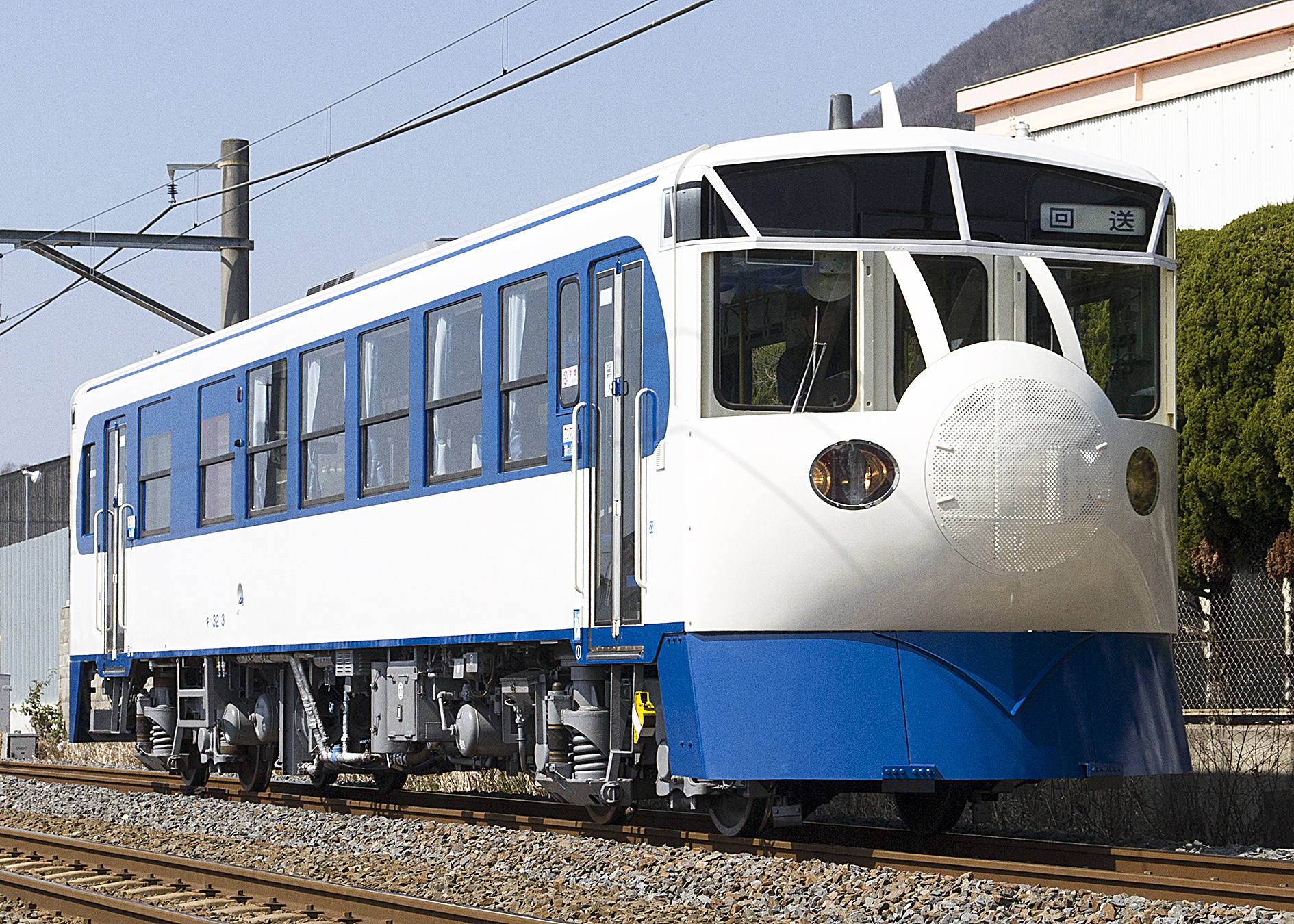
鉄道ホビートレインとして、0系電車の外観に改造されたJR四国のキハ32。

2014年3月15日より、JR四国では、キハ32形のうち1両を改造し、予土線で0系電車の外観を模した観光列車「鉄道ホビートレイン」が営業運転を開始している。営業最高速度は85 km/hである。